# Défense hollandaise
Cet article utilise la notation algébrique pour décrire des coups du jeu d'échecs.
|   | a | b | c | d | e | f | g | h |   |
| 8 | Tour noire sur case blanche a8 · Cavalier noir sur case noire b8 · Fou noir sur case blanche c8 · Dame noire sur case noire d8 · Roi noir sur case blanche e8 · Fou noir sur case noire f8 · Cavalier noir sur case blanche g8 · Tour noire sur case noire h8 · Pion noir sur case noire a7 · Pion noir sur case blanche b7 · Pion noir sur case noire c7 · Pion noir sur case blanche d7 · Pion noir sur case noire e7 · Pion noir sur case noire g7 · Pion noir sur case blanche h7 · Pion noir sur case blanche f5 · Pion blanc sur case noire d4 · Pion blanc sur case blanche a2 · Pion blanc sur case noire b2 · Pion blanc sur case blanche c2 · Pion blanc sur case blanche e2 · Pion blanc sur case noire f2 · Pion blanc sur case blanche g2 · Pion blanc sur case noire h2 · Tour blanche sur case noire a1 · Cavalier blanc sur case blanche b1 · Fou blanc sur case noire c1 · Dame blanche sur case blanche d1 · Roi blanc sur case noire e1 · Fou blanc sur case blanche f1 · Cavalier blanc sur case noire g1 · Tour blanche sur case blanche h1 | Tour noire sur case blanche a8 · Cavalier noir sur case noire b8 · Fou noir sur case blanche c8 · Dame noire sur case noire d8 · Roi noir sur case blanche e8 · Fou noir sur case noire f8 · Cavalier noir sur case blanche g8 · Tour noire sur case noire h8 · Pion noir sur case noire a7 · Pion noir sur case blanche b7 · Pion noir sur case noire c7 · Pion noir sur case blanche d7 · Pion noir sur case noire e7 · Pion noir sur case noire g7 · Pion noir sur case blanche h7 · Pion noir sur case blanche f5 · Pion blanc sur case noire d4 · Pion blanc sur case blanche a2 · Pion blanc sur case noire b2 · Pion blanc sur case blanche c2 · Pion blanc sur case blanche e2 · Pion blanc sur case noire f2 · Pion blanc sur case blanche g2 · Pion blanc sur case noire h2 · Tour blanche sur case noire a1 · Cavalier blanc sur case blanche b1 · Fou blanc sur case noire c1 · Dame blanche sur case blanche d1 · Roi blanc sur case noire e1 · Fou blanc sur case blanche f1 · Cavalier blanc sur case noire g1 · Tour blanche sur case blanche h1 | Tour noire sur case blanche a8 · Cavalier noir sur case noire b8 · Fou noir sur case blanche c8 · Dame noire sur case noire d8 · Roi noir sur case blanche e8 · Fou noir sur case noire f8 · Cavalier noir sur case blanche g8 · Tour noire sur case noire h8 · Pion noir sur case noire a7 · Pion noir sur case blanche b7 · Pion noir sur case noire c7 · Pion noir sur case blanche d7 · Pion noir sur case noire e7 · Pion noir sur case noire g7 · Pion noir sur case blanche h7 · Pion noir sur case blanche f5 · Pion blanc sur case noire d4 · Pion blanc sur case blanche a2 · Pion blanc sur case noire b2 · Pion blanc sur case blanche c2 · Pion blanc sur case blanche e2 · Pion blanc sur case noire f2 · Pion blanc sur case blanche g2 · Pion blanc sur case noire h2 · Tour blanche sur case noire a1 · Cavalier blanc sur case blanche b1 · Fou blanc sur case noire c1 · Dame blanche sur case blanche d1 · Roi blanc sur case noire e1 · Fou blanc sur case blanche f1 · Cavalier blanc sur case noire g1 · Tour blanche sur case blanche h1 | Tour noire sur case blanche a8 · Cavalier noir sur case noire b8 · Fou noir sur case blanche c8 · Dame noire sur case noire d8 · Roi noir sur case blanche e8 · Fou noir sur case noire f8 · Cavalier noir sur case blanche g8 · Tour noire sur case noire h8 · Pion noir sur case noire a7 · Pion noir sur case blanche b7 · Pion noir sur case noire c7 · Pion noir sur case blanche d7 · Pion noir sur case noire e7 · Pion noir sur case noire g7 · Pion noir sur case blanche h7 · Pion noir sur case blanche f5 · Pion blanc sur case noire d4 · Pion blanc sur case blanche a2 · Pion blanc sur case noire b2 · Pion blanc sur case blanche c2 · Pion blanc sur case blanche e2 · Pion blanc sur case noire f2 · Pion blanc sur case blanche g2 · Pion blanc sur case noire h2 · Tour blanche sur case noire a1 · Cavalier blanc sur case blanche b1 · Fou blanc sur case noire c1 · Dame blanche sur case blanche d1 · Roi blanc sur case noire e1 · Fou blanc sur case blanche f1 · Cavalier blanc sur case noire g1 · Tour blanche sur case blanche h1 | Tour noire sur case blanche a8 · Cavalier noir sur case noire b8 · Fou noir sur case blanche c8 · Dame noire sur case noire d8 · Roi noir sur case blanche e8 · Fou noir sur case noire f8 · Cavalier noir sur case blanche g8 · Tour noire sur case noire h8 · Pion noir sur case noire a7 · Pion noir sur case blanche b7 · Pion noir sur case noire c7 · Pion noir sur case blanche d7 · Pion noir sur case noire e7 · Pion noir sur case noire g7 · Pion noir sur case blanche h7 · Pion noir sur case blanche f5 · Pion blanc sur case noire d4 · Pion blanc sur case blanche a2 · Pion blanc sur case noire b2 · Pion blanc sur case blanche c2 · Pion blanc sur case blanche e2 · Pion blanc sur case noire f2 · Pion blanc sur case blanche g2 · Pion blanc sur case noire h2 · Tour blanche sur case noire a1 · Cavalier blanc sur case blanche b1 · Fou blanc sur case noire c1 · Dame blanche sur case blanche d1 · Roi blanc sur case noire e1 · Fou blanc sur case blanche f1 · Cavalier blanc sur case noire g1 · Tour blanche sur case blanche h1 | Tour noire sur case blanche a8 · Cavalier noir sur case noire b8 · Fou noir sur case blanche c8 · Dame noire sur case noire d8 · Roi noir sur case blanche e8 · Fou noir sur case noire f8 · Cavalier noir sur case blanche g8 · Tour noire sur case noire h8 · Pion noir sur case noire a7 · Pion noir sur case blanche b7 · Pion noir sur case noire c7 · Pion noir sur case blanche d7 · Pion noir sur case noire e7 · Pion noir sur case noire g7 · Pion noir sur case blanche h7 · Pion noir sur case blanche f5 · Pion blanc sur case noire d4 · Pion blanc sur case blanche a2 · Pion blanc sur case noire b2 · Pion blanc sur case blanche c2 · Pion blanc sur case blanche e2 · Pion blanc sur case noire f2 · Pion blanc sur case blanche g2 · Pion blanc sur case noire h2 · Tour blanche sur case noire a1 · Cavalier blanc sur case blanche b1 · Fou blanc sur case noire c1 · Dame blanche sur case blanche d1 · Roi blanc sur case noire e1 · Fou blanc sur case blanche f1 · Cavalier blanc sur case noire g1 · Tour blanche sur case blanche h1 | Tour noire sur case blanche a8 · Cavalier noir sur case noire b8 · Fou noir sur case blanche c8 · Dame noire sur case noire d8 · Roi noir sur case blanche e8 · Fou noir sur case noire f8 · Cavalier noir sur case blanche g8 · Tour noire sur case noire h8 · Pion noir sur case noire a7 · Pion noir sur case blanche b7 · Pion noir sur case noire c7 · Pion noir sur case blanche d7 · Pion noir sur case noire e7 · Pion noir sur case noire g7 · Pion noir sur case blanche h7 · Pion noir sur case blanche f5 · Pion blanc sur case noire d4 · Pion blanc sur case blanche a2 · Pion blanc sur case noire b2 · Pion blanc sur case blanche c2 · Pion blanc sur case blanche e2 · Pion blanc sur case noire f2 · Pion blanc sur case blanche g2 · Pion blanc sur case noire h2 · Tour blanche sur case noire a1 · Cavalier blanc sur case blanche b1 · Fou blanc sur case noire c1 · Dame blanche sur case blanche d1 · Roi blanc sur case noire e1 · Fou blanc sur case blanche f1 · Cavalier blanc sur case noire g1 · Tour blanche sur case blanche h1 | Tour noire sur case blanche a8 · Cavalier noir sur case noire b8 · Fou noir sur case blanche c8 · Dame noire sur case noire d8 · Roi noir sur case blanche e8 · Fou noir sur case noire f8 · Cavalier noir sur case blanche g8 · Tour noire sur case noire h8 · Pion noir sur case noire a7 · Pion noir sur case blanche b7 · Pion noir sur case noire c7 · Pion noir sur case blanche d7 · Pion noir sur case noire e7 · Pion noir sur case noire g7 · Pion noir sur case blanche h7 · Pion noir sur case blanche f5 · Pion blanc sur case noire d4 · Pion blanc sur case blanche a2 · Pion blanc sur case noire b2 · Pion blanc sur case blanche c2 · Pion blanc sur case blanche e2 · Pion blanc sur case noire f2 · Pion blanc sur case blanche g2 · Pion blanc sur case noire h2 · Tour blanche sur case noire a1 · Cavalier blanc sur case blanche b1 · Fou blanc sur case noire c1 · Dame blanche sur case blanche d1 · Roi blanc sur case noire e1 · Fou blanc sur case blanche f1 · Cavalier blanc sur case noire g1 · Tour blanche sur case blanche h1 | 8 |
| 7 | Tour noire sur case blanche a8 · Cavalier noir sur case noire b8 · Fou noir sur case blanche c8 · Dame noire sur case noire d8 · Roi noir sur case blanche e8 · Fou noir sur case noire f8 · Cavalier noir sur case blanche g8 · Tour noire sur case noire h8 · Pion noir sur case noire a7 · Pion noir sur case blanche b7 · Pion noir sur case noire c7 · Pion noir sur case blanche d7 · Pion noir sur case noire e7 · Pion noir sur case noire g7 · Pion noir sur case blanche h7 · Pion noir sur case blanche f5 · Pion blanc sur case noire d4 · Pion blanc sur case blanche a2 · Pion blanc sur case noire b2 · Pion blanc sur case blanche c2 · Pion blanc sur case blanche e2 · Pion blanc sur case noire f2 · Pion blanc sur case blanche g2 · Pion blanc sur case noire h2 · Tour blanche sur case noire a1 · Cavalier blanc sur case blanche b1 · Fou blanc sur case noire c1 · Dame blanche sur case blanche d1 · Roi blanc sur case noire e1 · Fou blanc sur case blanche f1 · Cavalier blanc sur case noire g1 · Tour blanche sur case blanche h1 | Tour noire sur case blanche a8 · Cavalier noir sur case noire b8 · Fou noir sur case blanche c8 · Dame noire sur case noire d8 · Roi noir sur case blanche e8 · Fou noir sur case noire f8 · Cavalier noir sur case blanche g8 · Tour noire sur case noire h8 · Pion noir sur case noire a7 · Pion noir sur case blanche b7 · Pion noir sur case noire c7 · Pion noir sur case blanche d7 · Pion noir sur case noire e7 · Pion noir sur case noire g7 · Pion noir sur case blanche h7 · Pion noir sur case blanche f5 · Pion blanc sur case noire d4 · Pion blanc sur case blanche a2 · Pion blanc sur case noire b2 · Pion blanc sur case blanche c2 · Pion blanc sur case blanche e2 · Pion blanc sur case noire f2 · Pion blanc sur case blanche g2 · Pion blanc sur case noire h2 · Tour blanche sur case noire a1 · Cavalier blanc sur case blanche b1 · Fou blanc sur case noire c1 · Dame blanche sur case blanche d1 · Roi blanc sur case noire e1 · Fou blanc sur case blanche f1 · Cavalier blanc sur case noire g1 · Tour blanche sur case blanche h1 | Tour noire sur case blanche a8 · Cavalier noir sur case noire b8 · Fou noir sur case blanche c8 · Dame noire sur case noire d8 · Roi noir sur case blanche e8 · Fou noir sur case noire f8 · Cavalier noir sur case blanche g8 · Tour noire sur case noire h8 · Pion noir sur case noire a7 · Pion noir sur case blanche b7 · Pion noir sur case noire c7 · Pion noir sur case blanche d7 · Pion noir sur case noire e7 · Pion noir sur case noire g7 · Pion noir sur case blanche h7 · Pion noir sur case blanche f5 · Pion blanc sur case noire d4 · Pion blanc sur case blanche a2 · Pion blanc sur case noire b2 · Pion blanc sur case blanche c2 · Pion blanc sur case blanche e2 · Pion blanc sur case noire f2 · Pion blanc sur case blanche g2 · Pion blanc sur case noire h2 · Tour blanche sur case noire a1 · Cavalier blanc sur case blanche b1 · Fou blanc sur case noire c1 · Dame blanche sur case blanche d1 · Roi blanc sur case noire e1 · Fou blanc sur case blanche f1 · Cavalier blanc sur case noire g1 · Tour blanche sur case blanche h1 | Tour noire sur case blanche a8 · Cavalier noir sur case noire b8 · Fou noir sur case blanche c8 · Dame noire sur case noire d8 · Roi noir sur case blanche e8 · Fou noir sur case noire f8 · Cavalier noir sur case blanche g8 · Tour noire sur case noire h8 · Pion noir sur case noire a7 · Pion noir sur case blanche b7 · Pion noir sur case noire c7 · Pion noir sur case blanche d7 · Pion noir sur case noire e7 · Pion noir sur case noire g7 · Pion noir sur case blanche h7 · Pion noir sur case blanche f5 · Pion blanc sur case noire d4 · Pion blanc sur case blanche a2 · Pion blanc sur case noire b2 · Pion blanc sur case blanche c2 · Pion blanc sur case blanche e2 · Pion blanc sur case noire f2 · Pion blanc sur case blanche g2 · Pion blanc sur case noire h2 · Tour blanche sur case noire a1 · Cavalier blanc sur case blanche b1 · Fou blanc sur case noire c1 · Dame blanche sur case blanche d1 · Roi blanc sur case noire e1 · Fou blanc sur case blanche f1 · Cavalier blanc sur case noire g1 · Tour blanche sur case blanche h1 | Tour noire sur case blanche a8 · Cavalier noir sur case noire b8 · Fou noir sur case blanche c8 · Dame noire sur case noire d8 · Roi noir sur case blanche e8 · Fou noir sur case noire f8 · Cavalier noir sur case blanche g8 · Tour noire sur case noire h8 · Pion noir sur case noire a7 · Pion noir sur case blanche b7 · Pion noir sur case noire c7 · Pion noir sur case blanche d7 · Pion noir sur case noire e7 · Pion noir sur case noire g7 · Pion noir sur case blanche h7 · Pion noir sur case blanche f5 · Pion blanc sur case noire d4 · Pion blanc sur case blanche a2 · Pion blanc sur case noire b2 · Pion blanc sur case blanche c2 · Pion blanc sur case blanche e2 · Pion blanc sur case noire f2 · Pion blanc sur case blanche g2 · Pion blanc sur case noire h2 · Tour blanche sur case noire a1 · Cavalier blanc sur case blanche b1 · Fou blanc sur case noire c1 · Dame blanche sur case blanche d1 · Roi blanc sur case noire e1 · Fou blanc sur case blanche f1 · Cavalier blanc sur case noire g1 · Tour blanche sur case blanche h1 | Tour noire sur case blanche a8 · Cavalier noir sur case noire b8 · Fou noir sur case blanche c8 · Dame noire sur case noire d8 · Roi noir sur case blanche e8 · Fou noir sur case noire f8 · Cavalier noir sur case blanche g8 · Tour noire sur case noire h8 · Pion noir sur case noire a7 · Pion noir sur case blanche b7 · Pion noir sur case noire c7 · Pion noir sur case blanche d7 · Pion noir sur case noire e7 · Pion noir sur case noire g7 · Pion noir sur case blanche h7 · Pion noir sur case blanche f5 · Pion blanc sur case noire d4 · Pion blanc sur case blanche a2 · Pion blanc sur case noire b2 · Pion blanc sur case blanche c2 · Pion blanc sur case blanche e2 · Pion blanc sur case noire f2 · Pion blanc sur case blanche g2 · Pion blanc sur case noire h2 · Tour blanche sur case noire a1 · Cavalier blanc sur case blanche b1 · Fou blanc sur case noire c1 · Dame blanche sur case blanche d1 · Roi blanc sur case noire e1 · Fou blanc sur case blanche f1 · Cavalier blanc sur case noire g1 · Tour blanche sur case blanche h1 | Tour noire sur case blanche a8 · Cavalier noir sur case noire b8 · Fou noir sur case blanche c8 · Dame noire sur case noire d8 · Roi noir sur case blanche e8 · Fou noir sur case noire f8 · Cavalier noir sur case blanche g8 · Tour noire sur case noire h8 · Pion noir sur case noire a7 · Pion noir sur case blanche b7 · Pion noir sur case noire c7 · Pion noir sur case blanche d7 · Pion noir sur case noire e7 · Pion noir sur case noire g7 · Pion noir sur case blanche h7 · Pion noir sur case blanche f5 · Pion blanc sur case noire d4 · Pion blanc sur case blanche a2 · Pion blanc sur case noire b2 · Pion blanc sur case blanche c2 · Pion blanc sur case blanche e2 · Pion blanc sur case noire f2 · Pion blanc sur case blanche g2 · Pion blanc sur case noire h2 · Tour blanche sur case noire a1 · Cavalier blanc sur case blanche b1 · Fou blanc sur case noire c1 · Dame blanche sur case blanche d1 · Roi blanc sur case noire e1 · Fou blanc sur case blanche f1 · Cavalier blanc sur case noire g1 · Tour blanche sur case blanche h1 | Tour noire sur case blanche a8 · Cavalier noir sur case noire b8 · Fou noir sur case blanche c8 · Dame noire sur case noire d8 · Roi noir sur case blanche e8 · Fou noir sur case noire f8 · Cavalier noir sur case blanche g8 · Tour noire sur case noire h8 · Pion noir sur case noire a7 · Pion noir sur case blanche b7 · Pion noir sur case noire c7 · Pion noir sur case blanche d7 · Pion noir sur case noire e7 · Pion noir sur case noire g7 · Pion noir sur case blanche h7 · Pion noir sur case blanche f5 · Pion blanc sur case noire d4 · Pion blanc sur case blanche a2 · Pion blanc sur case noire b2 · Pion blanc sur case blanche c2 · Pion blanc sur case blanche e2 · Pion blanc sur case noire f2 · Pion blanc sur case blanche g2 · Pion blanc sur case noire h2 · Tour blanche sur case noire a1 · Cavalier blanc sur case blanche b1 · Fou blanc sur case noire c1 · Dame blanche sur case blanche d1 · Roi blanc sur case noire e1 · Fou blanc sur case blanche f1 · Cavalier blanc sur case noire g1 · Tour blanche sur case blanche h1 | 7 |
| 6 | Tour noire sur case blanche a8 · Cavalier noir sur case noire b8 · Fou noir sur case blanche c8 · Dame noire sur case noire d8 · Roi noir sur case blanche e8 · Fou noir sur case noire f8 · Cavalier noir sur case blanche g8 · Tour noire sur case noire h8 · Pion noir sur case noire a7 · Pion noir sur case blanche b7 · Pion noir sur case noire c7 · Pion noir sur case blanche d7 · Pion noir sur case noire e7 · Pion noir sur case noire g7 · Pion noir sur case blanche h7 · Pion noir sur case blanche f5 · Pion blanc sur case noire d4 · Pion blanc sur case blanche a2 · Pion blanc sur case noire b2 · Pion blanc sur case blanche c2 · Pion blanc sur case blanche e2 · Pion blanc sur case noire f2 · Pion blanc sur case blanche g2 · Pion blanc sur case noire h2 · Tour blanche sur case noire a1 · Cavalier blanc sur case blanche b1 · Fou blanc sur case noire c1 · Dame blanche sur case blanche d1 · Roi blanc sur case noire e1 · Fou blanc sur case blanche f1 · Cavalier blanc sur case noire g1 · Tour blanche sur case blanche h1 | Tour noire sur case blanche a8 · Cavalier noir sur case noire b8 · Fou noir sur case blanche c8 · Dame noire sur case noire d8 · Roi noir sur case blanche e8 · Fou noir sur case noire f8 · Cavalier noir sur case blanche g8 · Tour noire sur case noire h8 · Pion noir sur case noire a7 · Pion noir sur case blanche b7 · Pion noir sur case noire c7 · Pion noir sur case blanche d7 · Pion noir sur case noire e7 · Pion noir sur case noire g7 · Pion noir sur case blanche h7 · Pion noir sur case blanche f5 · Pion blanc sur case noire d4 · Pion blanc sur case blanche a2 · Pion blanc sur case noire b2 · Pion blanc sur case blanche c2 · Pion blanc sur case blanche e2 · Pion blanc sur case noire f2 · Pion blanc sur case blanche g2 · Pion blanc sur case noire h2 · Tour blanche sur case noire a1 · Cavalier blanc sur case blanche b1 · Fou blanc sur case noire c1 · Dame blanche sur case blanche d1 · Roi blanc sur case noire e1 · Fou blanc sur case blanche f1 · Cavalier blanc sur case noire g1 · Tour blanche sur case blanche h1 | Tour noire sur case blanche a8 · Cavalier noir sur case noire b8 · Fou noir sur case blanche c8 · Dame noire sur case noire d8 · Roi noir sur case blanche e8 · Fou noir sur case noire f8 · Cavalier noir sur case blanche g8 · Tour noire sur case noire h8 · Pion noir sur case noire a7 · Pion noir sur case blanche b7 · Pion noir sur case noire c7 · Pion noir sur case blanche d7 · Pion noir sur case noire e7 · Pion noir sur case noire g7 · Pion noir sur case blanche h7 · Pion noir sur case blanche f5 · Pion blanc sur case noire d4 · Pion blanc sur case blanche a2 · Pion blanc sur case noire b2 · Pion blanc sur case blanche c2 · Pion blanc sur case blanche e2 · Pion blanc sur case noire f2 · Pion blanc sur case blanche g2 · Pion blanc sur case noire h2 · Tour blanche sur case noire a1 · Cavalier blanc sur case blanche b1 · Fou blanc sur case noire c1 · Dame blanche sur case blanche d1 · Roi blanc sur case noire e1 · Fou blanc sur case blanche f1 · Cavalier blanc sur case noire g1 · Tour blanche sur case blanche h1 | Tour noire sur case blanche a8 · Cavalier noir sur case noire b8 · Fou noir sur case blanche c8 · Dame noire sur case noire d8 · Roi noir sur case blanche e8 · Fou noir sur case noire f8 · Cavalier noir sur case blanche g8 · Tour noire sur case noire h8 · Pion noir sur case noire a7 · Pion noir sur case blanche b7 · Pion noir sur case noire c7 · Pion noir sur case blanche d7 · Pion noir sur case noire e7 · Pion noir sur case noire g7 · Pion noir sur case blanche h7 · Pion noir sur case blanche f5 · Pion blanc sur case noire d4 · Pion blanc sur case blanche a2 · Pion blanc sur case noire b2 · Pion blanc sur case blanche c2 · Pion blanc sur case blanche e2 · Pion blanc sur case noire f2 · Pion blanc sur case blanche g2 · Pion blanc sur case noire h2 · Tour blanche sur case noire a1 · Cavalier blanc sur case blanche b1 · Fou blanc sur case noire c1 · Dame blanche sur case blanche d1 · Roi blanc sur case noire e1 · Fou blanc sur case blanche f1 · Cavalier blanc sur case noire g1 · Tour blanche sur case blanche h1 | Tour noire sur case blanche a8 · Cavalier noir sur case noire b8 · Fou noir sur case blanche c8 · Dame noire sur case noire d8 · Roi noir sur case blanche e8 · Fou noir sur case noire f8 · Cavalier noir sur case blanche g8 · Tour noire sur case noire h8 · Pion noir sur case noire a7 · Pion noir sur case blanche b7 · Pion noir sur case noire c7 · Pion noir sur case blanche d7 · Pion noir sur case noire e7 · Pion noir sur case noire g7 · Pion noir sur case blanche h7 · Pion noir sur case blanche f5 · Pion blanc sur case noire d4 · Pion blanc sur case blanche a2 · Pion blanc sur case noire b2 · Pion blanc sur case blanche c2 · Pion blanc sur case blanche e2 · Pion blanc sur case noire f2 · Pion blanc sur case blanche g2 · Pion blanc sur case noire h2 · Tour blanche sur case noire a1 · Cavalier blanc sur case blanche b1 · Fou blanc sur case noire c1 · Dame blanche sur case blanche d1 · Roi blanc sur case noire e1 · Fou blanc sur case blanche f1 · Cavalier blanc sur case noire g1 · Tour blanche sur case blanche h1 | Tour noire sur case blanche a8 · Cavalier noir sur case noire b8 · Fou noir sur case blanche c8 · Dame noire sur case noire d8 · Roi noir sur case blanche e8 · Fou noir sur case noire f8 · Cavalier noir sur case blanche g8 · Tour noire sur case noire h8 · Pion noir sur case noire a7 · Pion noir sur case blanche b7 · Pion noir sur case noire c7 · Pion noir sur case blanche d7 · Pion noir sur case noire e7 · Pion noir sur case noire g7 · Pion noir sur case blanche h7 · Pion noir sur case blanche f5 · Pion blanc sur case noire d4 · Pion blanc sur case blanche a2 · Pion blanc sur case noire b2 · Pion blanc sur case blanche c2 · Pion blanc sur case blanche e2 · Pion blanc sur case noire f2 · Pion blanc sur case blanche g2 · Pion blanc sur case noire h2 · Tour blanche sur case noire a1 · Cavalier blanc sur case blanche b1 · Fou blanc sur case noire c1 · Dame blanche sur case blanche d1 · Roi blanc sur case noire e1 · Fou blanc sur case blanche f1 · Cavalier blanc sur case noire g1 · Tour blanche sur case blanche h1 | Tour noire sur case blanche a8 · Cavalier noir sur case noire b8 · Fou noir sur case blanche c8 · Dame noire sur case noire d8 · Roi noir sur case blanche e8 · Fou noir sur case noire f8 · Cavalier noir sur case blanche g8 · Tour noire sur case noire h8 · Pion noir sur case noire a7 · Pion noir sur case blanche b7 · Pion noir sur case noire c7 · Pion noir sur case blanche d7 · Pion noir sur case noire e7 · Pion noir sur case noire g7 · Pion noir sur case blanche h7 · Pion noir sur case blanche f5 · Pion blanc sur case noire d4 · Pion blanc sur case blanche a2 · Pion blanc sur case noire b2 · Pion blanc sur case blanche c2 · Pion blanc sur case blanche e2 · Pion blanc sur case noire f2 · Pion blanc sur case blanche g2 · Pion blanc sur case noire h2 · Tour blanche sur case noire a1 · Cavalier blanc sur case blanche b1 · Fou blanc sur case noire c1 · Dame blanche sur case blanche d1 · Roi blanc sur case noire e1 · Fou blanc sur case blanche f1 · Cavalier blanc sur case noire g1 · Tour blanche sur case blanche h1 | Tour noire sur case blanche a8 · Cavalier noir sur case noire b8 · Fou noir sur case blanche c8 · Dame noire sur case noire d8 · Roi noir sur case blanche e8 · Fou noir sur case noire f8 · Cavalier noir sur case blanche g8 · Tour noire sur case noire h8 · Pion noir sur case noire a7 · Pion noir sur case blanche b7 · Pion noir sur case noire c7 · Pion noir sur case blanche d7 · Pion noir sur case noire e7 · Pion noir sur case noire g7 · Pion noir sur case blanche h7 · Pion noir sur case blanche f5 · Pion blanc sur case noire d4 · Pion blanc sur case blanche a2 · Pion blanc sur case noire b2 · Pion blanc sur case blanche c2 · Pion blanc sur case blanche e2 · Pion blanc sur case noire f2 · Pion blanc sur case blanche g2 · Pion blanc sur case noire h2 · Tour blanche sur case noire a1 · Cavalier blanc sur case blanche b1 · Fou blanc sur case noire c1 · Dame blanche sur case blanche d1 · Roi blanc sur case noire e1 · Fou blanc sur case blanche f1 · Cavalier blanc sur case noire g1 · Tour blanche sur case blanche h1 | 6 |
| 5 | Tour noire sur case blanche a8 · Cavalier noir sur case noire b8 · Fou noir sur case blanche c8 · Dame noire sur case noire d8 · Roi noir sur case blanche e8 · Fou noir sur case noire f8 · Cavalier noir sur case blanche g8 · Tour noire sur case noire h8 · Pion noir sur case noire a7 · Pion noir sur case blanche b7 · Pion noir sur case noire c7 · Pion noir sur case blanche d7 · Pion noir sur case noire e7 · Pion noir sur case noire g7 · Pion noir sur case blanche h7 · Pion noir sur case blanche f5 · Pion blanc sur case noire d4 · Pion blanc sur case blanche a2 · Pion blanc sur case noire b2 · Pion blanc sur case blanche c2 · Pion blanc sur case blanche e2 · Pion blanc sur case noire f2 · Pion blanc sur case blanche g2 · Pion blanc sur case noire h2 · Tour blanche sur case noire a1 · Cavalier blanc sur case blanche b1 · Fou blanc sur case noire c1 · Dame blanche sur case blanche d1 · Roi blanc sur case noire e1 · Fou blanc sur case blanche f1 · Cavalier blanc sur case noire g1 · Tour blanche sur case blanche h1 | Tour noire sur case blanche a8 · Cavalier noir sur case noire b8 · Fou noir sur case blanche c8 · Dame noire sur case noire d8 · Roi noir sur case blanche e8 · Fou noir sur case noire f8 · Cavalier noir sur case blanche g8 · Tour noire sur case noire h8 · Pion noir sur case noire a7 · Pion noir sur case blanche b7 · Pion noir sur case noire c7 · Pion noir sur case blanche d7 · Pion noir sur case noire e7 · Pion noir sur case noire g7 · Pion noir sur case blanche h7 · Pion noir sur case blanche f5 · Pion blanc sur case noire d4 · Pion blanc sur case blanche a2 · Pion blanc sur case noire b2 · Pion blanc sur case blanche c2 · Pion blanc sur case blanche e2 · Pion blanc sur case noire f2 · Pion blanc sur case blanche g2 · Pion blanc sur case noire h2 · Tour blanche sur case noire a1 · Cavalier blanc sur case blanche b1 · Fou blanc sur case noire c1 · Dame blanche sur case blanche d1 · Roi blanc sur case noire e1 · Fou blanc sur case blanche f1 · Cavalier blanc sur case noire g1 · Tour blanche sur case blanche h1 | Tour noire sur case blanche a8 · Cavalier noir sur case noire b8 · Fou noir sur case blanche c8 · Dame noire sur case noire d8 · Roi noir sur case blanche e8 · Fou noir sur case noire f8 · Cavalier noir sur case blanche g8 · Tour noire sur case noire h8 · Pion noir sur case noire a7 · Pion noir sur case blanche b7 · Pion noir sur case noire c7 · Pion noir sur case blanche d7 · Pion noir sur case noire e7 · Pion noir sur case noire g7 · Pion noir sur case blanche h7 · Pion noir sur case blanche f5 · Pion blanc sur case noire d4 · Pion blanc sur case blanche a2 · Pion blanc sur case noire b2 · Pion blanc sur case blanche c2 · Pion blanc sur case blanche e2 · Pion blanc sur case noire f2 · Pion blanc sur case blanche g2 · Pion blanc sur case noire h2 · Tour blanche sur case noire a1 · Cavalier blanc sur case blanche b1 · Fou blanc sur case noire c1 · Dame blanche sur case blanche d1 · Roi blanc sur case noire e1 · Fou blanc sur case blanche f1 · Cavalier blanc sur case noire g1 · Tour blanche sur case blanche h1 | Tour noire sur case blanche a8 · Cavalier noir sur case noire b8 · Fou noir sur case blanche c8 · Dame noire sur case noire d8 · Roi noir sur case blanche e8 · Fou noir sur case noire f8 · Cavalier noir sur case blanche g8 · Tour noire sur case noire h8 · Pion noir sur case noire a7 · Pion noir sur case blanche b7 · Pion noir sur case noire c7 · Pion noir sur case blanche d7 · Pion noir sur case noire e7 · Pion noir sur case noire g7 · Pion noir sur case blanche h7 · Pion noir sur case blanche f5 · Pion blanc sur case noire d4 · Pion blanc sur case blanche a2 · Pion blanc sur case noire b2 · Pion blanc sur case blanche c2 · Pion blanc sur case blanche e2 · Pion blanc sur case noire f2 · Pion blanc sur case blanche g2 · Pion blanc sur case noire h2 · Tour blanche sur case noire a1 · Cavalier blanc sur case blanche b1 · Fou blanc sur case noire c1 · Dame blanche sur case blanche d1 · Roi blanc sur case noire e1 · Fou blanc sur case blanche f1 · Cavalier blanc sur case noire g1 · Tour blanche sur case blanche h1 | Tour noire sur case blanche a8 · Cavalier noir sur case noire b8 · Fou noir sur case blanche c8 · Dame noire sur case noire d8 · Roi noir sur case blanche e8 · Fou noir sur case noire f8 · Cavalier noir sur case blanche g8 · Tour noire sur case noire h8 · Pion noir sur case noire a7 · Pion noir sur case blanche b7 · Pion noir sur case noire c7 · Pion noir sur case blanche d7 · Pion noir sur case noire e7 · Pion noir sur case noire g7 · Pion noir sur case blanche h7 · Pion noir sur case blanche f5 · Pion blanc sur case noire d4 · Pion blanc sur case blanche a2 · Pion blanc sur case noire b2 · Pion blanc sur case blanche c2 · Pion blanc sur case blanche e2 · Pion blanc sur case noire f2 · Pion blanc sur case blanche g2 · Pion blanc sur case noire h2 · Tour blanche sur case noire a1 · Cavalier blanc sur case blanche b1 · Fou blanc sur case noire c1 · Dame blanche sur case blanche d1 · Roi blanc sur case noire e1 · Fou blanc sur case blanche f1 · Cavalier blanc sur case noire g1 · Tour blanche sur case blanche h1 | Tour noire sur case blanche a8 · Cavalier noir sur case noire b8 · Fou noir sur case blanche c8 · Dame noire sur case noire d8 · Roi noir sur case blanche e8 · Fou noir sur case noire f8 · Cavalier noir sur case blanche g8 · Tour noire sur case noire h8 · Pion noir sur case noire a7 · Pion noir sur case blanche b7 · Pion noir sur case noire c7 · Pion noir sur case blanche d7 · Pion noir sur case noire e7 · Pion noir sur case noire g7 · Pion noir sur case blanche h7 · Pion noir sur case blanche f5 · Pion blanc sur case noire d4 · Pion blanc sur case blanche a2 · Pion blanc sur case noire b2 · Pion blanc sur case blanche c2 · Pion blanc sur case blanche e2 · Pion blanc sur case noire f2 · Pion blanc sur case blanche g2 · Pion blanc sur case noire h2 · Tour blanche sur case noire a1 · Cavalier blanc sur case blanche b1 · Fou blanc sur case noire c1 · Dame blanche sur case blanche d1 · Roi blanc sur case noire e1 · Fou blanc sur case blanche f1 · Cavalier blanc sur case noire g1 · Tour blanche sur case blanche h1 | Tour noire sur case blanche a8 · Cavalier noir sur case noire b8 · Fou noir sur case blanche c8 · Dame noire sur case noire d8 · Roi noir sur case blanche e8 · Fou noir sur case noire f8 · Cavalier noir sur case blanche g8 · Tour noire sur case noire h8 · Pion noir sur case noire a7 · Pion noir sur case blanche b7 · Pion noir sur case noire c7 · Pion noir sur case blanche d7 · Pion noir sur case noire e7 · Pion noir sur case noire g7 · Pion noir sur case blanche h7 · Pion noir sur case blanche f5 · Pion blanc sur case noire d4 · Pion blanc sur case blanche a2 · Pion blanc sur case noire b2 · Pion blanc sur case blanche c2 · Pion blanc sur case blanche e2 · Pion blanc sur case noire f2 · Pion blanc sur case blanche g2 · Pion blanc sur case noire h2 · Tour blanche sur case noire a1 · Cavalier blanc sur case blanche b1 · Fou blanc sur case noire c1 · Dame blanche sur case blanche d1 · Roi blanc sur case noire e1 · Fou blanc sur case blanche f1 · Cavalier blanc sur case noire g1 · Tour blanche sur case blanche h1 | Tour noire sur case blanche a8 · Cavalier noir sur case noire b8 · Fou noir sur case blanche c8 · Dame noire sur case noire d8 · Roi noir sur case blanche e8 · Fou noir sur case noire f8 · Cavalier noir sur case blanche g8 · Tour noire sur case noire h8 · Pion noir sur case noire a7 · Pion noir sur case blanche b7 · Pion noir sur case noire c7 · Pion noir sur case blanche d7 · Pion noir sur case noire e7 · Pion noir sur case noire g7 · Pion noir sur case blanche h7 · Pion noir sur case blanche f5 · Pion blanc sur case noire d4 · Pion blanc sur case blanche a2 · Pion blanc sur case noire b2 · Pion blanc sur case blanche c2 · Pion blanc sur case blanche e2 · Pion blanc sur case noire f2 · Pion blanc sur case blanche g2 · Pion blanc sur case noire h2 · Tour blanche sur case noire a1 · Cavalier blanc sur case blanche b1 · Fou blanc sur case noire c1 · Dame blanche sur case blanche d1 · Roi blanc sur case noire e1 · Fou blanc sur case blanche f1 · Cavalier blanc sur case noire g1 · Tour blanche sur case blanche h1 | 5 |
| 4 | Tour noire sur case blanche a8 · Cavalier noir sur case noire b8 · Fou noir sur case blanche c8 · Dame noire sur case noire d8 · Roi noir sur case blanche e8 · Fou noir sur case noire f8 · Cavalier noir sur case blanche g8 · Tour noire sur case noire h8 · Pion noir sur case noire a7 · Pion noir sur case blanche b7 · Pion noir sur case noire c7 · Pion noir sur case blanche d7 · Pion noir sur case noire e7 · Pion noir sur case noire g7 · Pion noir sur case blanche h7 · Pion noir sur case blanche f5 · Pion blanc sur case noire d4 · Pion blanc sur case blanche a2 · Pion blanc sur case noire b2 · Pion blanc sur case blanche c2 · Pion blanc sur case blanche e2 · Pion blanc sur case noire f2 · Pion blanc sur case blanche g2 · Pion blanc sur case noire h2 · Tour blanche sur case noire a1 · Cavalier blanc sur case blanche b1 · Fou blanc sur case noire c1 · Dame blanche sur case blanche d1 · Roi blanc sur case noire e1 · Fou blanc sur case blanche f1 · Cavalier blanc sur case noire g1 · Tour blanche sur case blanche h1 | Tour noire sur case blanche a8 · Cavalier noir sur case noire b8 · Fou noir sur case blanche c8 · Dame noire sur case noire d8 · Roi noir sur case blanche e8 · Fou noir sur case noire f8 · Cavalier noir sur case blanche g8 · Tour noire sur case noire h8 · Pion noir sur case noire a7 · Pion noir sur case blanche b7 · Pion noir sur case noire c7 · Pion noir sur case blanche d7 · Pion noir sur case noire e7 · Pion noir sur case noire g7 · Pion noir sur case blanche h7 · Pion noir sur case blanche f5 · Pion blanc sur case noire d4 · Pion blanc sur case blanche a2 · Pion blanc sur case noire b2 · Pion blanc sur case blanche c2 · Pion blanc sur case blanche e2 · Pion blanc sur case noire f2 · Pion blanc sur case blanche g2 · Pion blanc sur case noire h2 · Tour blanche sur case noire a1 · Cavalier blanc sur case blanche b1 · Fou blanc sur case noire c1 · Dame blanche sur case blanche d1 · Roi blanc sur case noire e1 · Fou blanc sur case blanche f1 · Cavalier blanc sur case noire g1 · Tour blanche sur case blanche h1 | Tour noire sur case blanche a8 · Cavalier noir sur case noire b8 · Fou noir sur case blanche c8 · Dame noire sur case noire d8 · Roi noir sur case blanche e8 · Fou noir sur case noire f8 · Cavalier noir sur case blanche g8 · Tour noire sur case noire h8 · Pion noir sur case noire a7 · Pion noir sur case blanche b7 · Pion noir sur case noire c7 · Pion noir sur case blanche d7 · Pion noir sur case noire e7 · Pion noir sur case noire g7 · Pion noir sur case blanche h7 · Pion noir sur case blanche f5 · Pion blanc sur case noire d4 · Pion blanc sur case blanche a2 · Pion blanc sur case noire b2 · Pion blanc sur case blanche c2 · Pion blanc sur case blanche e2 · Pion blanc sur case noire f2 · Pion blanc sur case blanche g2 · Pion blanc sur case noire h2 · Tour blanche sur case noire a1 · Cavalier blanc sur case blanche b1 · Fou blanc sur case noire c1 · Dame blanche sur case blanche d1 · Roi blanc sur case noire e1 · Fou blanc sur case blanche f1 · Cavalier blanc sur case noire g1 · Tour blanche sur case blanche h1 | Tour noire sur case blanche a8 · Cavalier noir sur case noire b8 · Fou noir sur case blanche c8 · Dame noire sur case noire d8 · Roi noir sur case blanche e8 · Fou noir sur case noire f8 · Cavalier noir sur case blanche g8 · Tour noire sur case noire h8 · Pion noir sur case noire a7 · Pion noir sur case blanche b7 · Pion noir sur case noire c7 · Pion noir sur case blanche d7 · Pion noir sur case noire e7 · Pion noir sur case noire g7 · Pion noir sur case blanche h7 · Pion noir sur case blanche f5 · Pion blanc sur case noire d4 · Pion blanc sur case blanche a2 · Pion blanc sur case noire b2 · Pion blanc sur case blanche c2 · Pion blanc sur case blanche e2 · Pion blanc sur case noire f2 · Pion blanc sur case blanche g2 · Pion blanc sur case noire h2 · Tour blanche sur case noire a1 · Cavalier blanc sur case blanche b1 · Fou blanc sur case noire c1 · Dame blanche sur case blanche d1 · Roi blanc sur case noire e1 · Fou blanc sur case blanche f1 · Cavalier blanc sur case noire g1 · Tour blanche sur case blanche h1 | Tour noire sur case blanche a8 · Cavalier noir sur case noire b8 · Fou noir sur case blanche c8 · Dame noire sur case noire d8 · Roi noir sur case blanche e8 · Fou noir sur case noire f8 · Cavalier noir sur case blanche g8 · Tour noire sur case noire h8 · Pion noir sur case noire a7 · Pion noir sur case blanche b7 · Pion noir sur case noire c7 · Pion noir sur case blanche d7 · Pion noir sur case noire e7 · Pion noir sur case noire g7 · Pion noir sur case blanche h7 · Pion noir sur case blanche f5 · Pion blanc sur case noire d4 · Pion blanc sur case blanche a2 · Pion blanc sur case noire b2 · Pion blanc sur case blanche c2 · Pion blanc sur case blanche e2 · Pion blanc sur case noire f2 · Pion blanc sur case blanche g2 · Pion blanc sur case noire h2 · Tour blanche sur case noire a1 · Cavalier blanc sur case blanche b1 · Fou blanc sur case noire c1 · Dame blanche sur case blanche d1 · Roi blanc sur case noire e1 · Fou blanc sur case blanche f1 · Cavalier blanc sur case noire g1 · Tour blanche sur case blanche h1 | Tour noire sur case blanche a8 · Cavalier noir sur case noire b8 · Fou noir sur case blanche c8 · Dame noire sur case noire d8 · Roi noir sur case blanche e8 · Fou noir sur case noire f8 · Cavalier noir sur case blanche g8 · Tour noire sur case noire h8 · Pion noir sur case noire a7 · Pion noir sur case blanche b7 · Pion noir sur case noire c7 · Pion noir sur case blanche d7 · Pion noir sur case noire e7 · Pion noir sur case noire g7 · Pion noir sur case blanche h7 · Pion noir sur case blanche f5 · Pion blanc sur case noire d4 · Pion blanc sur case blanche a2 · Pion blanc sur case noire b2 · Pion blanc sur case blanche c2 · Pion blanc sur case blanche e2 · Pion blanc sur case noire f2 · Pion blanc sur case blanche g2 · Pion blanc sur case noire h2 · Tour blanche sur case noire a1 · Cavalier blanc sur case blanche b1 · Fou blanc sur case noire c1 · Dame blanche sur case blanche d1 · Roi blanc sur case noire e1 · Fou blanc sur case blanche f1 · Cavalier blanc sur case noire g1 · Tour blanche sur case blanche h1 | Tour noire sur case blanche a8 · Cavalier noir sur case noire b8 · Fou noir sur case blanche c8 · Dame noire sur case noire d8 · Roi noir sur case blanche e8 · Fou noir sur case noire f8 · Cavalier noir sur case blanche g8 · Tour noire sur case noire h8 · Pion noir sur case noire a7 · Pion noir sur case blanche b7 · Pion noir sur case noire c7 · Pion noir sur case blanche d7 · Pion noir sur case noire e7 · Pion noir sur case noire g7 · Pion noir sur case blanche h7 · Pion noir sur case blanche f5 · Pion blanc sur case noire d4 · Pion blanc sur case blanche a2 · Pion blanc sur case noire b2 · Pion blanc sur case blanche c2 · Pion blanc sur case blanche e2 · Pion blanc sur case noire f2 · Pion blanc sur case blanche g2 · Pion blanc sur case noire h2 · Tour blanche sur case noire a1 · Cavalier blanc sur case blanche b1 · Fou blanc sur case noire c1 · Dame blanche sur case blanche d1 · Roi blanc sur case noire e1 · Fou blanc sur case blanche f1 · Cavalier blanc sur case noire g1 · Tour blanche sur case blanche h1 | Tour noire sur case blanche a8 · Cavalier noir sur case noire b8 · Fou noir sur case blanche c8 · Dame noire sur case noire d8 · Roi noir sur case blanche e8 · Fou noir sur case noire f8 · Cavalier noir sur case blanche g8 · Tour noire sur case noire h8 · Pion noir sur case noire a7 · Pion noir sur case blanche b7 · Pion noir sur case noire c7 · Pion noir sur case blanche d7 · Pion noir sur case noire e7 · Pion noir sur case noire g7 · Pion noir sur case blanche h7 · Pion noir sur case blanche f5 · Pion blanc sur case noire d4 · Pion blanc sur case blanche a2 · Pion blanc sur case noire b2 · Pion blanc sur case blanche c2 · Pion blanc sur case blanche e2 · Pion blanc sur case noire f2 · Pion blanc sur case blanche g2 · Pion blanc sur case noire h2 · Tour blanche sur case noire a1 · Cavalier blanc sur case blanche b1 · Fou blanc sur case noire c1 · Dame blanche sur case blanche d1 · Roi blanc sur case noire e1 · Fou blanc sur case blanche f1 · Cavalier blanc sur case noire g1 · Tour blanche sur case blanche h1 | 4 |
| 3 | Tour noire sur case blanche a8 · Cavalier noir sur case noire b8 · Fou noir sur case blanche c8 · Dame noire sur case noire d8 · Roi noir sur case blanche e8 · Fou noir sur case noire f8 · Cavalier noir sur case blanche g8 · Tour noire sur case noire h8 · Pion noir sur case noire a7 · Pion noir sur case blanche b7 · Pion noir sur case noire c7 · Pion noir sur case blanche d7 · Pion noir sur case noire e7 · Pion noir sur case noire g7 · Pion noir sur case blanche h7 · Pion noir sur case blanche f5 · Pion blanc sur case noire d4 · Pion blanc sur case blanche a2 · Pion blanc sur case noire b2 · Pion blanc sur case blanche c2 · Pion blanc sur case blanche e2 · Pion blanc sur case noire f2 · Pion blanc sur case blanche g2 · Pion blanc sur case noire h2 · Tour blanche sur case noire a1 · Cavalier blanc sur case blanche b1 · Fou blanc sur case noire c1 · Dame blanche sur case blanche d1 · Roi blanc sur case noire e1 · Fou blanc sur case blanche f1 · Cavalier blanc sur case noire g1 · Tour blanche sur case blanche h1 | Tour noire sur case blanche a8 · Cavalier noir sur case noire b8 · Fou noir sur case blanche c8 · Dame noire sur case noire d8 · Roi noir sur case blanche e8 · Fou noir sur case noire f8 · Cavalier noir sur case blanche g8 · Tour noire sur case noire h8 · Pion noir sur case noire a7 · Pion noir sur case blanche b7 · Pion noir sur case noire c7 · Pion noir sur case blanche d7 · Pion noir sur case noire e7 · Pion noir sur case noire g7 · Pion noir sur case blanche h7 · Pion noir sur case blanche f5 · Pion blanc sur case noire d4 · Pion blanc sur case blanche a2 · Pion blanc sur case noire b2 · Pion blanc sur case blanche c2 · Pion blanc sur case blanche e2 · Pion blanc sur case noire f2 · Pion blanc sur case blanche g2 · Pion blanc sur case noire h2 · Tour blanche sur case noire a1 · Cavalier blanc sur case blanche b1 · Fou blanc sur case noire c1 · Dame blanche sur case blanche d1 · Roi blanc sur case noire e1 · Fou blanc sur case blanche f1 · Cavalier blanc sur case noire g1 · Tour blanche sur case blanche h1 | Tour noire sur case blanche a8 · Cavalier noir sur case noire b8 · Fou noir sur case blanche c8 · Dame noire sur case noire d8 · Roi noir sur case blanche e8 · Fou noir sur case noire f8 · Cavalier noir sur case blanche g8 · Tour noire sur case noire h8 · Pion noir sur case noire a7 · Pion noir sur case blanche b7 · Pion noir sur case noire c7 · Pion noir sur case blanche d7 · Pion noir sur case noire e7 · Pion noir sur case noire g7 · Pion noir sur case blanche h7 · Pion noir sur case blanche f5 · Pion blanc sur case noire d4 · Pion blanc sur case blanche a2 · Pion blanc sur case noire b2 · Pion blanc sur case blanche c2 · Pion blanc sur case blanche e2 · Pion blanc sur case noire f2 · Pion blanc sur case blanche g2 · Pion blanc sur case noire h2 · Tour blanche sur case noire a1 · Cavalier blanc sur case blanche b1 · Fou blanc sur case noire c1 · Dame blanche sur case blanche d1 · Roi blanc sur case noire e1 · Fou blanc sur case blanche f1 · Cavalier blanc sur case noire g1 · Tour blanche sur case blanche h1 | Tour noire sur case blanche a8 · Cavalier noir sur case noire b8 · Fou noir sur case blanche c8 · Dame noire sur case noire d8 · Roi noir sur case blanche e8 · Fou noir sur case noire f8 · Cavalier noir sur case blanche g8 · Tour noire sur case noire h8 · Pion noir sur case noire a7 · Pion noir sur case blanche b7 · Pion noir sur case noire c7 · Pion noir sur case blanche d7 · Pion noir sur case noire e7 · Pion noir sur case noire g7 · Pion noir sur case blanche h7 · Pion noir sur case blanche f5 · Pion blanc sur case noire d4 · Pion blanc sur case blanche a2 · Pion blanc sur case noire b2 · Pion blanc sur case blanche c2 · Pion blanc sur case blanche e2 · Pion blanc sur case noire f2 · Pion blanc sur case blanche g2 · Pion blanc sur case noire h2 · Tour blanche sur case noire a1 · Cavalier blanc sur case blanche b1 · Fou blanc sur case noire c1 · Dame blanche sur case blanche d1 · Roi blanc sur case noire e1 · Fou blanc sur case blanche f1 · Cavalier blanc sur case noire g1 · Tour blanche sur case blanche h1 | Tour noire sur case blanche a8 · Cavalier noir sur case noire b8 · Fou noir sur case blanche c8 · Dame noire sur case noire d8 · Roi noir sur case blanche e8 · Fou noir sur case noire f8 · Cavalier noir sur case blanche g8 · Tour noire sur case noire h8 · Pion noir sur case noire a7 · Pion noir sur case blanche b7 · Pion noir sur case noire c7 · Pion noir sur case blanche d7 · Pion noir sur case noire e7 · Pion noir sur case noire g7 · Pion noir sur case blanche h7 · Pion noir sur case blanche f5 · Pion blanc sur case noire d4 · Pion blanc sur case blanche a2 · Pion blanc sur case noire b2 · Pion blanc sur case blanche c2 · Pion blanc sur case blanche e2 · Pion blanc sur case noire f2 · Pion blanc sur case blanche g2 · Pion blanc sur case noire h2 · Tour blanche sur case noire a1 · Cavalier blanc sur case blanche b1 · Fou blanc sur case noire c1 · Dame blanche sur case blanche d1 · Roi blanc sur case noire e1 · Fou blanc sur case blanche f1 · Cavalier blanc sur case noire g1 · Tour blanche sur case blanche h1 | Tour noire sur case blanche a8 · Cavalier noir sur case noire b8 · Fou noir sur case blanche c8 · Dame noire sur case noire d8 · Roi noir sur case blanche e8 · Fou noir sur case noire f8 · Cavalier noir sur case blanche g8 · Tour noire sur case noire h8 · Pion noir sur case noire a7 · Pion noir sur case blanche b7 · Pion noir sur case noire c7 · Pion noir sur case blanche d7 · Pion noir sur case noire e7 · Pion noir sur case noire g7 · Pion noir sur case blanche h7 · Pion noir sur case blanche f5 · Pion blanc sur case noire d4 · Pion blanc sur case blanche a2 · Pion blanc sur case noire b2 · Pion blanc sur case blanche c2 · Pion blanc sur case blanche e2 · Pion blanc sur case noire f2 · Pion blanc sur case blanche g2 · Pion blanc sur case noire h2 · Tour blanche sur case noire a1 · Cavalier blanc sur case blanche b1 · Fou blanc sur case noire c1 · Dame blanche sur case blanche d1 · Roi blanc sur case noire e1 · Fou blanc sur case blanche f1 · Cavalier blanc sur case noire g1 · Tour blanche sur case blanche h1 | Tour noire sur case blanche a8 · Cavalier noir sur case noire b8 · Fou noir sur case blanche c8 · Dame noire sur case noire d8 · Roi noir sur case blanche e8 · Fou noir sur case noire f8 · Cavalier noir sur case blanche g8 · Tour noire sur case noire h8 · Pion noir sur case noire a7 · Pion noir sur case blanche b7 · Pion noir sur case noire c7 · Pion noir sur case blanche d7 · Pion noir sur case noire e7 · Pion noir sur case noire g7 · Pion noir sur case blanche h7 · Pion noir sur case blanche f5 · Pion blanc sur case noire d4 · Pion blanc sur case blanche a2 · Pion blanc sur case noire b2 · Pion blanc sur case blanche c2 · Pion blanc sur case blanche e2 · Pion blanc sur case noire f2 · Pion blanc sur case blanche g2 · Pion blanc sur case noire h2 · Tour blanche sur case noire a1 · Cavalier blanc sur case blanche b1 · Fou blanc sur case noire c1 · Dame blanche sur case blanche d1 · Roi blanc sur case noire e1 · Fou blanc sur case blanche f1 · Cavalier blanc sur case noire g1 · Tour blanche sur case blanche h1 | Tour noire sur case blanche a8 · Cavalier noir sur case noire b8 · Fou noir sur case blanche c8 · Dame noire sur case noire d8 · Roi noir sur case blanche e8 · Fou noir sur case noire f8 · Cavalier noir sur case blanche g8 · Tour noire sur case noire h8 · Pion noir sur case noire a7 · Pion noir sur case blanche b7 · Pion noir sur case noire c7 · Pion noir sur case blanche d7 · Pion noir sur case noire e7 · Pion noir sur case noire g7 · Pion noir sur case blanche h7 · Pion noir sur case blanche f5 · Pion blanc sur case noire d4 · Pion blanc sur case blanche a2 · Pion blanc sur case noire b2 · Pion blanc sur case blanche c2 · Pion blanc sur case blanche e2 · Pion blanc sur case noire f2 · Pion blanc sur case blanche g2 · Pion blanc sur case noire h2 · Tour blanche sur case noire a1 · Cavalier blanc sur case blanche b1 · Fou blanc sur case noire c1 · Dame blanche sur case blanche d1 · Roi blanc sur case noire e1 · Fou blanc sur case blanche f1 · Cavalier blanc sur case noire g1 · Tour blanche sur case blanche h1 | 3 |
| 2 | Tour noire sur case blanche a8 · Cavalier noir sur case noire b8 · Fou noir sur case blanche c8 · Dame noire sur case noire d8 · Roi noir sur case blanche e8 · Fou noir sur case noire f8 · Cavalier noir sur case blanche g8 · Tour noire sur case noire h8 · Pion noir sur case noire a7 · Pion noir sur case blanche b7 · Pion noir sur case noire c7 · Pion noir sur case blanche d7 · Pion noir sur case noire e7 · Pion noir sur case noire g7 · Pion noir sur case blanche h7 · Pion noir sur case blanche f5 · Pion blanc sur case noire d4 · Pion blanc sur case blanche a2 · Pion blanc sur case noire b2 · Pion blanc sur case blanche c2 · Pion blanc sur case blanche e2 · Pion blanc sur case noire f2 · Pion blanc sur case blanche g2 · Pion blanc sur case noire h2 · Tour blanche sur case noire a1 · Cavalier blanc sur case blanche b1 · Fou blanc sur case noire c1 · Dame blanche sur case blanche d1 · Roi blanc sur case noire e1 · Fou blanc sur case blanche f1 · Cavalier blanc sur case noire g1 · Tour blanche sur case blanche h1 | Tour noire sur case blanche a8 · Cavalier noir sur case noire b8 · Fou noir sur case blanche c8 · Dame noire sur case noire d8 · Roi noir sur case blanche e8 · Fou noir sur case noire f8 · Cavalier noir sur case blanche g8 · Tour noire sur case noire h8 · Pion noir sur case noire a7 · Pion noir sur case blanche b7 · Pion noir sur case noire c7 · Pion noir sur case blanche d7 · Pion noir sur case noire e7 · Pion noir sur case noire g7 · Pion noir sur case blanche h7 · Pion noir sur case blanche f5 · Pion blanc sur case noire d4 · Pion blanc sur case blanche a2 · Pion blanc sur case noire b2 · Pion blanc sur case blanche c2 · Pion blanc sur case blanche e2 · Pion blanc sur case noire f2 · Pion blanc sur case blanche g2 · Pion blanc sur case noire h2 · Tour blanche sur case noire a1 · Cavalier blanc sur case blanche b1 · Fou blanc sur case noire c1 · Dame blanche sur case blanche d1 · Roi blanc sur case noire e1 · Fou blanc sur case blanche f1 · Cavalier blanc sur case noire g1 · Tour blanche sur case blanche h1 | Tour noire sur case blanche a8 · Cavalier noir sur case noire b8 · Fou noir sur case blanche c8 · Dame noire sur case noire d8 · Roi noir sur case blanche e8 · Fou noir sur case noire f8 · Cavalier noir sur case blanche g8 · Tour noire sur case noire h8 · Pion noir sur case noire a7 · Pion noir sur case blanche b7 · Pion noir sur case noire c7 · Pion noir sur case blanche d7 · Pion noir sur case noire e7 · Pion noir sur case noire g7 · Pion noir sur case blanche h7 · Pion noir sur case blanche f5 · Pion blanc sur case noire d4 · Pion blanc sur case blanche a2 · Pion blanc sur case noire b2 · Pion blanc sur case blanche c2 · Pion blanc sur case blanche e2 · Pion blanc sur case noire f2 · Pion blanc sur case blanche g2 · Pion blanc sur case noire h2 · Tour blanche sur case noire a1 · Cavalier blanc sur case blanche b1 · Fou blanc sur case noire c1 · Dame blanche sur case blanche d1 · Roi blanc sur case noire e1 · Fou blanc sur case blanche f1 · Cavalier blanc sur case noire g1 · Tour blanche sur case blanche h1 | Tour noire sur case blanche a8 · Cavalier noir sur case noire b8 · Fou noir sur case blanche c8 · Dame noire sur case noire d8 · Roi noir sur case blanche e8 · Fou noir sur case noire f8 · Cavalier noir sur case blanche g8 · Tour noire sur case noire h8 · Pion noir sur case noire a7 · Pion noir sur case blanche b7 · Pion noir sur case noire c7 · Pion noir sur case blanche d7 · Pion noir sur case noire e7 · Pion noir sur case noire g7 · Pion noir sur case blanche h7 · Pion noir sur case blanche f5 · Pion blanc sur case noire d4 · Pion blanc sur case blanche a2 · Pion blanc sur case noire b2 · Pion blanc sur case blanche c2 · Pion blanc sur case blanche e2 · Pion blanc sur case noire f2 · Pion blanc sur case blanche g2 · Pion blanc sur case noire h2 · Tour blanche sur case noire a1 · Cavalier blanc sur case blanche b1 · Fou blanc sur case noire c1 · Dame blanche sur case blanche d1 · Roi blanc sur case noire e1 · Fou blanc sur case blanche f1 · Cavalier blanc sur case noire g1 · Tour blanche sur case blanche h1 | Tour noire sur case blanche a8 · Cavalier noir sur case noire b8 · Fou noir sur case blanche c8 · Dame noire sur case noire d8 · Roi noir sur case blanche e8 · Fou noir sur case noire f8 · Cavalier noir sur case blanche g8 · Tour noire sur case noire h8 · Pion noir sur case noire a7 · Pion noir sur case blanche b7 · Pion noir sur case noire c7 · Pion noir sur case blanche d7 · Pion noir sur case noire e7 · Pion noir sur case noire g7 · Pion noir sur case blanche h7 · Pion noir sur case blanche f5 · Pion blanc sur case noire d4 · Pion blanc sur case blanche a2 · Pion blanc sur case noire b2 · Pion blanc sur case blanche c2 · Pion blanc sur case blanche e2 · Pion blanc sur case noire f2 · Pion blanc sur case blanche g2 · Pion blanc sur case noire h2 · Tour blanche sur case noire a1 · Cavalier blanc sur case blanche b1 · Fou blanc sur case noire c1 · Dame blanche sur case blanche d1 · Roi blanc sur case noire e1 · Fou blanc sur case blanche f1 · Cavalier blanc sur case noire g1 · Tour blanche sur case blanche h1 | Tour noire sur case blanche a8 · Cavalier noir sur case noire b8 · Fou noir sur case blanche c8 · Dame noire sur case noire d8 · Roi noir sur case blanche e8 · Fou noir sur case noire f8 · Cavalier noir sur case blanche g8 · Tour noire sur case noire h8 · Pion noir sur case noire a7 · Pion noir sur case blanche b7 · Pion noir sur case noire c7 · Pion noir sur case blanche d7 · Pion noir sur case noire e7 · Pion noir sur case noire g7 · Pion noir sur case blanche h7 · Pion noir sur case blanche f5 · Pion blanc sur case noire d4 · Pion blanc sur case blanche a2 · Pion blanc sur case noire b2 · Pion blanc sur case blanche c2 · Pion blanc sur case blanche e2 · Pion blanc sur case noire f2 · Pion blanc sur case blanche g2 · Pion blanc sur case noire h2 · Tour blanche sur case noire a1 · Cavalier blanc sur case blanche b1 · Fou blanc sur case noire c1 · Dame blanche sur case blanche d1 · Roi blanc sur case noire e1 · Fou blanc sur case blanche f1 · Cavalier blanc sur case noire g1 · Tour blanche sur case blanche h1 | Tour noire sur case blanche a8 · Cavalier noir sur case noire b8 · Fou noir sur case blanche c8 · Dame noire sur case noire d8 · Roi noir sur case blanche e8 · Fou noir sur case noire f8 · Cavalier noir sur case blanche g8 · Tour noire sur case noire h8 · Pion noir sur case noire a7 · Pion noir sur case blanche b7 · Pion noir sur case noire c7 · Pion noir sur case blanche d7 · Pion noir sur case noire e7 · Pion noir sur case noire g7 · Pion noir sur case blanche h7 · Pion noir sur case blanche f5 · Pion blanc sur case noire d4 · Pion blanc sur case blanche a2 · Pion blanc sur case noire b2 · Pion blanc sur case blanche c2 · Pion blanc sur case blanche e2 · Pion blanc sur case noire f2 · Pion blanc sur case blanche g2 · Pion blanc sur case noire h2 · Tour blanche sur case noire a1 · Cavalier blanc sur case blanche b1 · Fou blanc sur case noire c1 · Dame blanche sur case blanche d1 · Roi blanc sur case noire e1 · Fou blanc sur case blanche f1 · Cavalier blanc sur case noire g1 · Tour blanche sur case blanche h1 | Tour noire sur case blanche a8 · Cavalier noir sur case noire b8 · Fou noir sur case blanche c8 · Dame noire sur case noire d8 · Roi noir sur case blanche e8 · Fou noir sur case noire f8 · Cavalier noir sur case blanche g8 · Tour noire sur case noire h8 · Pion noir sur case noire a7 · Pion noir sur case blanche b7 · Pion noir sur case noire c7 · Pion noir sur case blanche d7 · Pion noir sur case noire e7 · Pion noir sur case noire g7 · Pion noir sur case blanche h7 · Pion noir sur case blanche f5 · Pion blanc sur case noire d4 · Pion blanc sur case blanche a2 · Pion blanc sur case noire b2 · Pion blanc sur case blanche c2 · Pion blanc sur case blanche e2 · Pion blanc sur case noire f2 · Pion blanc sur case blanche g2 · Pion blanc sur case noire h2 · Tour blanche sur case noire a1 · Cavalier blanc sur case blanche b1 · Fou blanc sur case noire c1 · Dame blanche sur case blanche d1 · Roi blanc sur case noire e1 · Fou blanc sur case blanche f1 · Cavalier blanc sur case noire g1 · Tour blanche sur case blanche h1 | 2 |
| 1 | Tour noire sur case blanche a8 · Cavalier noir sur case noire b8 · Fou noir sur case blanche c8 · Dame noire sur case noire d8 · Roi noir sur case blanche e8 · Fou noir sur case noire f8 · Cavalier noir sur case blanche g8 · Tour noire sur case noire h8 · Pion noir sur case noire a7 · Pion noir sur case blanche b7 · Pion noir sur case noire c7 · Pion noir sur case blanche d7 · Pion noir sur case noire e7 · Pion noir sur case noire g7 · Pion noir sur case blanche h7 · Pion noir sur case blanche f5 · Pion blanc sur case noire d4 · Pion blanc sur case blanche a2 · Pion blanc sur case noire b2 · Pion blanc sur case blanche c2 · Pion blanc sur case blanche e2 · Pion blanc sur case noire f2 · Pion blanc sur case blanche g2 · Pion blanc sur case noire h2 · Tour blanche sur case noire a1 · Cavalier blanc sur case blanche b1 · Fou blanc sur case noire c1 · Dame blanche sur case blanche d1 · Roi blanc sur case noire e1 · Fou blanc sur case blanche f1 · Cavalier blanc sur case noire g1 · Tour blanche sur case blanche h1 | Tour noire sur case blanche a8 · Cavalier noir sur case noire b8 · Fou noir sur case blanche c8 · Dame noire sur case noire d8 · Roi noir sur case blanche e8 · Fou noir sur case noire f8 · Cavalier noir sur case blanche g8 · Tour noire sur case noire h8 · Pion noir sur case noire a7 · Pion noir sur case blanche b7 · Pion noir sur case noire c7 · Pion noir sur case blanche d7 · Pion noir sur case noire e7 · Pion noir sur case noire g7 · Pion noir sur case blanche h7 · Pion noir sur case blanche f5 · Pion blanc sur case noire d4 · Pion blanc sur case blanche a2 · Pion blanc sur case noire b2 · Pion blanc sur case blanche c2 · Pion blanc sur case blanche e2 · Pion blanc sur case noire f2 · Pion blanc sur case blanche g2 · Pion blanc sur case noire h2 · Tour blanche sur case noire a1 · Cavalier blanc sur case blanche b1 · Fou blanc sur case noire c1 · Dame blanche sur case blanche d1 · Roi blanc sur case noire e1 · Fou blanc sur case blanche f1 · Cavalier blanc sur case noire g1 · Tour blanche sur case blanche h1 | Tour noire sur case blanche a8 · Cavalier noir sur case noire b8 · Fou noir sur case blanche c8 · Dame noire sur case noire d8 · Roi noir sur case blanche e8 · Fou noir sur case noire f8 · Cavalier noir sur case blanche g8 · Tour noire sur case noire h8 · Pion noir sur case noire a7 · Pion noir sur case blanche b7 · Pion noir sur case noire c7 · Pion noir sur case blanche d7 · Pion noir sur case noire e7 · Pion noir sur case noire g7 · Pion noir sur case blanche h7 · Pion noir sur case blanche f5 · Pion blanc sur case noire d4 · Pion blanc sur case blanche a2 · Pion blanc sur case noire b2 · Pion blanc sur case blanche c2 · Pion blanc sur case blanche e2 · Pion blanc sur case noire f2 · Pion blanc sur case blanche g2 · Pion blanc sur case noire h2 · Tour blanche sur case noire a1 · Cavalier blanc sur case blanche b1 · Fou blanc sur case noire c1 · Dame blanche sur case blanche d1 · Roi blanc sur case noire e1 · Fou blanc sur case blanche f1 · Cavalier blanc sur case noire g1 · Tour blanche sur case blanche h1 | Tour noire sur case blanche a8 · Cavalier noir sur case noire b8 · Fou noir sur case blanche c8 · Dame noire sur case noire d8 · Roi noir sur case blanche e8 · Fou noir sur case noire f8 · Cavalier noir sur case blanche g8 · Tour noire sur case noire h8 · Pion noir sur case noire a7 · Pion noir sur case blanche b7 · Pion noir sur case noire c7 · Pion noir sur case blanche d7 · Pion noir sur case noire e7 · Pion noir sur case noire g7 · Pion noir sur case blanche h7 · Pion noir sur case blanche f5 · Pion blanc sur case noire d4 · Pion blanc sur case blanche a2 · Pion blanc sur case noire b2 · Pion blanc sur case blanche c2 · Pion blanc sur case blanche e2 · Pion blanc sur case noire f2 · Pion blanc sur case blanche g2 · Pion blanc sur case noire h2 · Tour blanche sur case noire a1 · Cavalier blanc sur case blanche b1 · Fou blanc sur case noire c1 · Dame blanche sur case blanche d1 · Roi blanc sur case noire e1 · Fou blanc sur case blanche f1 · Cavalier blanc sur case noire g1 · Tour blanche sur case blanche h1 | Tour noire sur case blanche a8 · Cavalier noir sur case noire b8 · Fou noir sur case blanche c8 · Dame noire sur case noire d8 · Roi noir sur case blanche e8 · Fou noir sur case noire f8 · Cavalier noir sur case blanche g8 · Tour noire sur case noire h8 · Pion noir sur case noire a7 · Pion noir sur case blanche b7 · Pion noir sur case noire c7 · Pion noir sur case blanche d7 · Pion noir sur case noire e7 · Pion noir sur case noire g7 · Pion noir sur case blanche h7 · Pion noir sur case blanche f5 · Pion blanc sur case noire d4 · Pion blanc sur case blanche a2 · Pion blanc sur case noire b2 · Pion blanc sur case blanche c2 · Pion blanc sur case blanche e2 · Pion blanc sur case noire f2 · Pion blanc sur case blanche g2 · Pion blanc sur case noire h2 · Tour blanche sur case noire a1 · Cavalier blanc sur case blanche b1 · Fou blanc sur case noire c1 · Dame blanche sur case blanche d1 · Roi blanc sur case noire e1 · Fou blanc sur case blanche f1 · Cavalier blanc sur case noire g1 · Tour blanche sur case blanche h1 | Tour noire sur case blanche a8 · Cavalier noir sur case noire b8 · Fou noir sur case blanche c8 · Dame noire sur case noire d8 · Roi noir sur case blanche e8 · Fou noir sur case noire f8 · Cavalier noir sur case blanche g8 · Tour noire sur case noire h8 · Pion noir sur case noire a7 · Pion noir sur case blanche b7 · Pion noir sur case noire c7 · Pion noir sur case blanche d7 · Pion noir sur case noire e7 · Pion noir sur case noire g7 · Pion noir sur case blanche h7 · Pion noir sur case blanche f5 · Pion blanc sur case noire d4 · Pion blanc sur case blanche a2 · Pion blanc sur case noire b2 · Pion blanc sur case blanche c2 · Pion blanc sur case blanche e2 · Pion blanc sur case noire f2 · Pion blanc sur case blanche g2 · Pion blanc sur case noire h2 · Tour blanche sur case noire a1 · Cavalier blanc sur case blanche b1 · Fou blanc sur case noire c1 · Dame blanche sur case blanche d1 · Roi blanc sur case noire e1 · Fou blanc sur case blanche f1 · Cavalier blanc sur case noire g1 · Tour blanche sur case blanche h1 | Tour noire sur case blanche a8 · Cavalier noir sur case noire b8 · Fou noir sur case blanche c8 · Dame noire sur case noire d8 · Roi noir sur case blanche e8 · Fou noir sur case noire f8 · Cavalier noir sur case blanche g8 · Tour noire sur case noire h8 · Pion noir sur case noire a7 · Pion noir sur case blanche b7 · Pion noir sur case noire c7 · Pion noir sur case blanche d7 · Pion noir sur case noire e7 · Pion noir sur case noire g7 · Pion noir sur case blanche h7 · Pion noir sur case blanche f5 · Pion blanc sur case noire d4 · Pion blanc sur case blanche a2 · Pion blanc sur case noire b2 · Pion blanc sur case blanche c2 · Pion blanc sur case blanche e2 · Pion blanc sur case noire f2 · Pion blanc sur case blanche g2 · Pion blanc sur case noire h2 · Tour blanche sur case noire a1 · Cavalier blanc sur case blanche b1 · Fou blanc sur case noire c1 · Dame blanche sur case blanche d1 · Roi blanc sur case noire e1 · Fou blanc sur case blanche f1 · Cavalier blanc sur case noire g1 · Tour blanche sur case blanche h1 | Tour noire sur case blanche a8 · Cavalier noir sur case noire b8 · Fou noir sur case blanche c8 · Dame noire sur case noire d8 · Roi noir sur case blanche e8 · Fou noir sur case noire f8 · Cavalier noir sur case blanche g8 · Tour noire sur case noire h8 · Pion noir sur case noire a7 · Pion noir sur case blanche b7 · Pion noir sur case noire c7 · Pion noir sur case blanche d7 · Pion noir sur case noire e7 · Pion noir sur case noire g7 · Pion noir sur case blanche h7 · Pion noir sur case blanche f5 · Pion blanc sur case noire d4 · Pion blanc sur case blanche a2 · Pion blanc sur case noire b2 · Pion blanc sur case blanche c2 · Pion blanc sur case blanche e2 · Pion blanc sur case noire f2 · Pion blanc sur case blanche g2 · Pion blanc sur case noire h2 · Tour blanche sur case noire a1 · Cavalier blanc sur case blanche b1 · Fou blanc sur case noire c1 · Dame blanche sur case blanche d1 · Roi blanc sur case noire e1 · Fou blanc sur case blanche f1 · Cavalier blanc sur case noire g1 · Tour blanche sur case blanche h1 | 1 |
|   | a | b | c | d | e | f | g | h |   |

La défense hollandaise est une ouverture au jeu d'échecs très risquée pour les noirs s'ils ne connaissent pas bien la théorie. Elle peut se révéler une excellente réponse à 1. d4 et se caractérise par le coup ...f5 joué (au premier coup ou plus tard, par exemple après 1...e6) en réponse à 1. d4.
C'est une défense déroutante qui par effet miroir rappelle la défense sicilienne. Mentionnée dans un traité anonyme édité à Paris en 1775, elle a fait l'objet en 1789 d'une analyse systématique de la part du théoricien hollandais Elias Stein (1748-1812). Elle acquiert une renommée internationale grâce à Saint-Amant qui l'utilise pour vaincre son rival anglais George Walker en 1836. Elle subit une période de disgrâce à la charnière des années 1900, coïncidant avec le règne de Steinitz. Elle est réhabilitée à partir des années 1920 dans l'esprit des idées hypermodernes, notamment par Alekhine et Tartakover. Mikhaïl Botvinnik l'a pratiquée avec grand succès.
Elle est constituée par trois grandes lignes :
- la variante Stonewall (« mur de pierres » en anglais) avec ...e6, ...d5 et ...c6 ;
- la ligne classique avec ...e6 et ...d6 ;
- la variante Leningrad avec ...g6 et ...Fg7.

## Système Stonewall (...e6 suivi de ...d5)
Après 1. d4 f5, deux possibilités principales se présentent pour les blancs : g3 ou c4

### Le coup g3
|   | a | b | c | d | e | f | g | h |   |
| 8 | Tour noire sur case blanche a8 · Cavalier noir sur case noire b8 · Fou noir sur case blanche c8 · Dame noire sur case noire d8 · Roi noir sur case blanche e8 · Fou noir sur case noire f8 · Tour noire sur case noire h8 · Pion noir sur case noire a7 · Pion noir sur case blanche b7 · Pion noir sur case noire c7 · Pion noir sur case blanche d7 · Pion noir sur case noire e7 · Pion noir sur case noire g7 · Pion noir sur case blanche h7 · Cavalier noir sur case noire f6 · Pion noir sur case blanche f5 · Pion blanc sur case noire d4 · Pion blanc sur case noire g3 · Pion blanc sur case blanche a2 · Pion blanc sur case noire b2 · Pion blanc sur case blanche c2 · Pion blanc sur case blanche e2 · Pion blanc sur case noire f2 · Fou blanc sur case blanche g2 · Pion blanc sur case noire h2 · Tour blanche sur case noire a1 · Cavalier blanc sur case blanche b1 · Fou blanc sur case noire c1 · Dame blanche sur case blanche d1 · Roi blanc sur case noire e1 · Cavalier blanc sur case noire g1 · Tour blanche sur case blanche h1 | Tour noire sur case blanche a8 · Cavalier noir sur case noire b8 · Fou noir sur case blanche c8 · Dame noire sur case noire d8 · Roi noir sur case blanche e8 · Fou noir sur case noire f8 · Tour noire sur case noire h8 · Pion noir sur case noire a7 · Pion noir sur case blanche b7 · Pion noir sur case noire c7 · Pion noir sur case blanche d7 · Pion noir sur case noire e7 · Pion noir sur case noire g7 · Pion noir sur case blanche h7 · Cavalier noir sur case noire f6 · Pion noir sur case blanche f5 · Pion blanc sur case noire d4 · Pion blanc sur case noire g3 · Pion blanc sur case blanche a2 · Pion blanc sur case noire b2 · Pion blanc sur case blanche c2 · Pion blanc sur case blanche e2 · Pion blanc sur case noire f2 · Fou blanc sur case blanche g2 · Pion blanc sur case noire h2 · Tour blanche sur case noire a1 · Cavalier blanc sur case blanche b1 · Fou blanc sur case noire c1 · Dame blanche sur case blanche d1 · Roi blanc sur case noire e1 · Cavalier blanc sur case noire g1 · Tour blanche sur case blanche h1 | Tour noire sur case blanche a8 · Cavalier noir sur case noire b8 · Fou noir sur case blanche c8 · Dame noire sur case noire d8 · Roi noir sur case blanche e8 · Fou noir sur case noire f8 · Tour noire sur case noire h8 · Pion noir sur case noire a7 · Pion noir sur case blanche b7 · Pion noir sur case noire c7 · Pion noir sur case blanche d7 · Pion noir sur case noire e7 · Pion noir sur case noire g7 · Pion noir sur case blanche h7 · Cavalier noir sur case noire f6 · Pion noir sur case blanche f5 · Pion blanc sur case noire d4 · Pion blanc sur case noire g3 · Pion blanc sur case blanche a2 · Pion blanc sur case noire b2 · Pion blanc sur case blanche c2 · Pion blanc sur case blanche e2 · Pion blanc sur case noire f2 · Fou blanc sur case blanche g2 · Pion blanc sur case noire h2 · Tour blanche sur case noire a1 · Cavalier blanc sur case blanche b1 · Fou blanc sur case noire c1 · Dame blanche sur case blanche d1 · Roi blanc sur case noire e1 · Cavalier blanc sur case noire g1 · Tour blanche sur case blanche h1 | Tour noire sur case blanche a8 · Cavalier noir sur case noire b8 · Fou noir sur case blanche c8 · Dame noire sur case noire d8 · Roi noir sur case blanche e8 · Fou noir sur case noire f8 · Tour noire sur case noire h8 · Pion noir sur case noire a7 · Pion noir sur case blanche b7 · Pion noir sur case noire c7 · Pion noir sur case blanche d7 · Pion noir sur case noire e7 · Pion noir sur case noire g7 · Pion noir sur case blanche h7 · Cavalier noir sur case noire f6 · Pion noir sur case blanche f5 · Pion blanc sur case noire d4 · Pion blanc sur case noire g3 · Pion blanc sur case blanche a2 · Pion blanc sur case noire b2 · Pion blanc sur case blanche c2 · Pion blanc sur case blanche e2 · Pion blanc sur case noire f2 · Fou blanc sur case blanche g2 · Pion blanc sur case noire h2 · Tour blanche sur case noire a1 · Cavalier blanc sur case blanche b1 · Fou blanc sur case noire c1 · Dame blanche sur case blanche d1 · Roi blanc sur case noire e1 · Cavalier blanc sur case noire g1 · Tour blanche sur case blanche h1 | Tour noire sur case blanche a8 · Cavalier noir sur case noire b8 · Fou noir sur case blanche c8 · Dame noire sur case noire d8 · Roi noir sur case blanche e8 · Fou noir sur case noire f8 · Tour noire sur case noire h8 · Pion noir sur case noire a7 · Pion noir sur case blanche b7 · Pion noir sur case noire c7 · Pion noir sur case blanche d7 · Pion noir sur case noire e7 · Pion noir sur case noire g7 · Pion noir sur case blanche h7 · Cavalier noir sur case noire f6 · Pion noir sur case blanche f5 · Pion blanc sur case noire d4 · Pion blanc sur case noire g3 · Pion blanc sur case blanche a2 · Pion blanc sur case noire b2 · Pion blanc sur case blanche c2 · Pion blanc sur case blanche e2 · Pion blanc sur case noire f2 · Fou blanc sur case blanche g2 · Pion blanc sur case noire h2 · Tour blanche sur case noire a1 · Cavalier blanc sur case blanche b1 · Fou blanc sur case noire c1 · Dame blanche sur case blanche d1 · Roi blanc sur case noire e1 · Cavalier blanc sur case noire g1 · Tour blanche sur case blanche h1 | Tour noire sur case blanche a8 · Cavalier noir sur case noire b8 · Fou noir sur case blanche c8 · Dame noire sur case noire d8 · Roi noir sur case blanche e8 · Fou noir sur case noire f8 · Tour noire sur case noire h8 · Pion noir sur case noire a7 · Pion noir sur case blanche b7 · Pion noir sur case noire c7 · Pion noir sur case blanche d7 · Pion noir sur case noire e7 · Pion noir sur case noire g7 · Pion noir sur case blanche h7 · Cavalier noir sur case noire f6 · Pion noir sur case blanche f5 · Pion blanc sur case noire d4 · Pion blanc sur case noire g3 · Pion blanc sur case blanche a2 · Pion blanc sur case noire b2 · Pion blanc sur case blanche c2 · Pion blanc sur case blanche e2 · Pion blanc sur case noire f2 · Fou blanc sur case blanche g2 · Pion blanc sur case noire h2 · Tour blanche sur case noire a1 · Cavalier blanc sur case blanche b1 · Fou blanc sur case noire c1 · Dame blanche sur case blanche d1 · Roi blanc sur case noire e1 · Cavalier blanc sur case noire g1 · Tour blanche sur case blanche h1 | Tour noire sur case blanche a8 · Cavalier noir sur case noire b8 · Fou noir sur case blanche c8 · Dame noire sur case noire d8 · Roi noir sur case blanche e8 · Fou noir sur case noire f8 · Tour noire sur case noire h8 · Pion noir sur case noire a7 · Pion noir sur case blanche b7 · Pion noir sur case noire c7 · Pion noir sur case blanche d7 · Pion noir sur case noire e7 · Pion noir sur case noire g7 · Pion noir sur case blanche h7 · Cavalier noir sur case noire f6 · Pion noir sur case blanche f5 · Pion blanc sur case noire d4 · Pion blanc sur case noire g3 · Pion blanc sur case blanche a2 · Pion blanc sur case noire b2 · Pion blanc sur case blanche c2 · Pion blanc sur case blanche e2 · Pion blanc sur case noire f2 · Fou blanc sur case blanche g2 · Pion blanc sur case noire h2 · Tour blanche sur case noire a1 · Cavalier blanc sur case blanche b1 · Fou blanc sur case noire c1 · Dame blanche sur case blanche d1 · Roi blanc sur case noire e1 · Cavalier blanc sur case noire g1 · Tour blanche sur case blanche h1 | Tour noire sur case blanche a8 · Cavalier noir sur case noire b8 · Fou noir sur case blanche c8 · Dame noire sur case noire d8 · Roi noir sur case blanche e8 · Fou noir sur case noire f8 · Tour noire sur case noire h8 · Pion noir sur case noire a7 · Pion noir sur case blanche b7 · Pion noir sur case noire c7 · Pion noir sur case blanche d7 · Pion noir sur case noire e7 · Pion noir sur case noire g7 · Pion noir sur case blanche h7 · Cavalier noir sur case noire f6 · Pion noir sur case blanche f5 · Pion blanc sur case noire d4 · Pion blanc sur case noire g3 · Pion blanc sur case blanche a2 · Pion blanc sur case noire b2 · Pion blanc sur case blanche c2 · Pion blanc sur case blanche e2 · Pion blanc sur case noire f2 · Fou blanc sur case blanche g2 · Pion blanc sur case noire h2 · Tour blanche sur case noire a1 · Cavalier blanc sur case blanche b1 · Fou blanc sur case noire c1 · Dame blanche sur case blanche d1 · Roi blanc sur case noire e1 · Cavalier blanc sur case noire g1 · Tour blanche sur case blanche h1 | 8 |
| 7 | Tour noire sur case blanche a8 · Cavalier noir sur case noire b8 · Fou noir sur case blanche c8 · Dame noire sur case noire d8 · Roi noir sur case blanche e8 · Fou noir sur case noire f8 · Tour noire sur case noire h8 · Pion noir sur case noire a7 · Pion noir sur case blanche b7 · Pion noir sur case noire c7 · Pion noir sur case blanche d7 · Pion noir sur case noire e7 · Pion noir sur case noire g7 · Pion noir sur case blanche h7 · Cavalier noir sur case noire f6 · Pion noir sur case blanche f5 · Pion blanc sur case noire d4 · Pion blanc sur case noire g3 · Pion blanc sur case blanche a2 · Pion blanc sur case noire b2 · Pion blanc sur case blanche c2 · Pion blanc sur case blanche e2 · Pion blanc sur case noire f2 · Fou blanc sur case blanche g2 · Pion blanc sur case noire h2 · Tour blanche sur case noire a1 · Cavalier blanc sur case blanche b1 · Fou blanc sur case noire c1 · Dame blanche sur case blanche d1 · Roi blanc sur case noire e1 · Cavalier blanc sur case noire g1 · Tour blanche sur case blanche h1 | Tour noire sur case blanche a8 · Cavalier noir sur case noire b8 · Fou noir sur case blanche c8 · Dame noire sur case noire d8 · Roi noir sur case blanche e8 · Fou noir sur case noire f8 · Tour noire sur case noire h8 · Pion noir sur case noire a7 · Pion noir sur case blanche b7 · Pion noir sur case noire c7 · Pion noir sur case blanche d7 · Pion noir sur case noire e7 · Pion noir sur case noire g7 · Pion noir sur case blanche h7 · Cavalier noir sur case noire f6 · Pion noir sur case blanche f5 · Pion blanc sur case noire d4 · Pion blanc sur case noire g3 · Pion blanc sur case blanche a2 · Pion blanc sur case noire b2 · Pion blanc sur case blanche c2 · Pion blanc sur case blanche e2 · Pion blanc sur case noire f2 · Fou blanc sur case blanche g2 · Pion blanc sur case noire h2 · Tour blanche sur case noire a1 · Cavalier blanc sur case blanche b1 · Fou blanc sur case noire c1 · Dame blanche sur case blanche d1 · Roi blanc sur case noire e1 · Cavalier blanc sur case noire g1 · Tour blanche sur case blanche h1 | Tour noire sur case blanche a8 · Cavalier noir sur case noire b8 · Fou noir sur case blanche c8 · Dame noire sur case noire d8 · Roi noir sur case blanche e8 · Fou noir sur case noire f8 · Tour noire sur case noire h8 · Pion noir sur case noire a7 · Pion noir sur case blanche b7 · Pion noir sur case noire c7 · Pion noir sur case blanche d7 · Pion noir sur case noire e7 · Pion noir sur case noire g7 · Pion noir sur case blanche h7 · Cavalier noir sur case noire f6 · Pion noir sur case blanche f5 · Pion blanc sur case noire d4 · Pion blanc sur case noire g3 · Pion blanc sur case blanche a2 · Pion blanc sur case noire b2 · Pion blanc sur case blanche c2 · Pion blanc sur case blanche e2 · Pion blanc sur case noire f2 · Fou blanc sur case blanche g2 · Pion blanc sur case noire h2 · Tour blanche sur case noire a1 · Cavalier blanc sur case blanche b1 · Fou blanc sur case noire c1 · Dame blanche sur case blanche d1 · Roi blanc sur case noire e1 · Cavalier blanc sur case noire g1 · Tour blanche sur case blanche h1 | Tour noire sur case blanche a8 · Cavalier noir sur case noire b8 · Fou noir sur case blanche c8 · Dame noire sur case noire d8 · Roi noir sur case blanche e8 · Fou noir sur case noire f8 · Tour noire sur case noire h8 · Pion noir sur case noire a7 · Pion noir sur case blanche b7 · Pion noir sur case noire c7 · Pion noir sur case blanche d7 · Pion noir sur case noire e7 · Pion noir sur case noire g7 · Pion noir sur case blanche h7 · Cavalier noir sur case noire f6 · Pion noir sur case blanche f5 · Pion blanc sur case noire d4 · Pion blanc sur case noire g3 · Pion blanc sur case blanche a2 · Pion blanc sur case noire b2 · Pion blanc sur case blanche c2 · Pion blanc sur case blanche e2 · Pion blanc sur case noire f2 · Fou blanc sur case blanche g2 · Pion blanc sur case noire h2 · Tour blanche sur case noire a1 · Cavalier blanc sur case blanche b1 · Fou blanc sur case noire c1 · Dame blanche sur case blanche d1 · Roi blanc sur case noire e1 · Cavalier blanc sur case noire g1 · Tour blanche sur case blanche h1 | Tour noire sur case blanche a8 · Cavalier noir sur case noire b8 · Fou noir sur case blanche c8 · Dame noire sur case noire d8 · Roi noir sur case blanche e8 · Fou noir sur case noire f8 · Tour noire sur case noire h8 · Pion noir sur case noire a7 · Pion noir sur case blanche b7 · Pion noir sur case noire c7 · Pion noir sur case blanche d7 · Pion noir sur case noire e7 · Pion noir sur case noire g7 · Pion noir sur case blanche h7 · Cavalier noir sur case noire f6 · Pion noir sur case blanche f5 · Pion blanc sur case noire d4 · Pion blanc sur case noire g3 · Pion blanc sur case blanche a2 · Pion blanc sur case noire b2 · Pion blanc sur case blanche c2 · Pion blanc sur case blanche e2 · Pion blanc sur case noire f2 · Fou blanc sur case blanche g2 · Pion blanc sur case noire h2 · Tour blanche sur case noire a1 · Cavalier blanc sur case blanche b1 · Fou blanc sur case noire c1 · Dame blanche sur case blanche d1 · Roi blanc sur case noire e1 · Cavalier blanc sur case noire g1 · Tour blanche sur case blanche h1 | Tour noire sur case blanche a8 · Cavalier noir sur case noire b8 · Fou noir sur case blanche c8 · Dame noire sur case noire d8 · Roi noir sur case blanche e8 · Fou noir sur case noire f8 · Tour noire sur case noire h8 · Pion noir sur case noire a7 · Pion noir sur case blanche b7 · Pion noir sur case noire c7 · Pion noir sur case blanche d7 · Pion noir sur case noire e7 · Pion noir sur case noire g7 · Pion noir sur case blanche h7 · Cavalier noir sur case noire f6 · Pion noir sur case blanche f5 · Pion blanc sur case noire d4 · Pion blanc sur case noire g3 · Pion blanc sur case blanche a2 · Pion blanc sur case noire b2 · Pion blanc sur case blanche c2 · Pion blanc sur case blanche e2 · Pion blanc sur case noire f2 · Fou blanc sur case blanche g2 · Pion blanc sur case noire h2 · Tour blanche sur case noire a1 · Cavalier blanc sur case blanche b1 · Fou blanc sur case noire c1 · Dame blanche sur case blanche d1 · Roi blanc sur case noire e1 · Cavalier blanc sur case noire g1 · Tour blanche sur case blanche h1 | Tour noire sur case blanche a8 · Cavalier noir sur case noire b8 · Fou noir sur case blanche c8 · Dame noire sur case noire d8 · Roi noir sur case blanche e8 · Fou noir sur case noire f8 · Tour noire sur case noire h8 · Pion noir sur case noire a7 · Pion noir sur case blanche b7 · Pion noir sur case noire c7 · Pion noir sur case blanche d7 · Pion noir sur case noire e7 · Pion noir sur case noire g7 · Pion noir sur case blanche h7 · Cavalier noir sur case noire f6 · Pion noir sur case blanche f5 · Pion blanc sur case noire d4 · Pion blanc sur case noire g3 · Pion blanc sur case blanche a2 · Pion blanc sur case noire b2 · Pion blanc sur case blanche c2 · Pion blanc sur case blanche e2 · Pion blanc sur case noire f2 · Fou blanc sur case blanche g2 · Pion blanc sur case noire h2 · Tour blanche sur case noire a1 · Cavalier blanc sur case blanche b1 · Fou blanc sur case noire c1 · Dame blanche sur case blanche d1 · Roi blanc sur case noire e1 · Cavalier blanc sur case noire g1 · Tour blanche sur case blanche h1 | Tour noire sur case blanche a8 · Cavalier noir sur case noire b8 · Fou noir sur case blanche c8 · Dame noire sur case noire d8 · Roi noir sur case blanche e8 · Fou noir sur case noire f8 · Tour noire sur case noire h8 · Pion noir sur case noire a7 · Pion noir sur case blanche b7 · Pion noir sur case noire c7 · Pion noir sur case blanche d7 · Pion noir sur case noire e7 · Pion noir sur case noire g7 · Pion noir sur case blanche h7 · Cavalier noir sur case noire f6 · Pion noir sur case blanche f5 · Pion blanc sur case noire d4 · Pion blanc sur case noire g3 · Pion blanc sur case blanche a2 · Pion blanc sur case noire b2 · Pion blanc sur case blanche c2 · Pion blanc sur case blanche e2 · Pion blanc sur case noire f2 · Fou blanc sur case blanche g2 · Pion blanc sur case noire h2 · Tour blanche sur case noire a1 · Cavalier blanc sur case blanche b1 · Fou blanc sur case noire c1 · Dame blanche sur case blanche d1 · Roi blanc sur case noire e1 · Cavalier blanc sur case noire g1 · Tour blanche sur case blanche h1 | 7 |
| 6 | Tour noire sur case blanche a8 · Cavalier noir sur case noire b8 · Fou noir sur case blanche c8 · Dame noire sur case noire d8 · Roi noir sur case blanche e8 · Fou noir sur case noire f8 · Tour noire sur case noire h8 · Pion noir sur case noire a7 · Pion noir sur case blanche b7 · Pion noir sur case noire c7 · Pion noir sur case blanche d7 · Pion noir sur case noire e7 · Pion noir sur case noire g7 · Pion noir sur case blanche h7 · Cavalier noir sur case noire f6 · Pion noir sur case blanche f5 · Pion blanc sur case noire d4 · Pion blanc sur case noire g3 · Pion blanc sur case blanche a2 · Pion blanc sur case noire b2 · Pion blanc sur case blanche c2 · Pion blanc sur case blanche e2 · Pion blanc sur case noire f2 · Fou blanc sur case blanche g2 · Pion blanc sur case noire h2 · Tour blanche sur case noire a1 · Cavalier blanc sur case blanche b1 · Fou blanc sur case noire c1 · Dame blanche sur case blanche d1 · Roi blanc sur case noire e1 · Cavalier blanc sur case noire g1 · Tour blanche sur case blanche h1 | Tour noire sur case blanche a8 · Cavalier noir sur case noire b8 · Fou noir sur case blanche c8 · Dame noire sur case noire d8 · Roi noir sur case blanche e8 · Fou noir sur case noire f8 · Tour noire sur case noire h8 · Pion noir sur case noire a7 · Pion noir sur case blanche b7 · Pion noir sur case noire c7 · Pion noir sur case blanche d7 · Pion noir sur case noire e7 · Pion noir sur case noire g7 · Pion noir sur case blanche h7 · Cavalier noir sur case noire f6 · Pion noir sur case blanche f5 · Pion blanc sur case noire d4 · Pion blanc sur case noire g3 · Pion blanc sur case blanche a2 · Pion blanc sur case noire b2 · Pion blanc sur case blanche c2 · Pion blanc sur case blanche e2 · Pion blanc sur case noire f2 · Fou blanc sur case blanche g2 · Pion blanc sur case noire h2 · Tour blanche sur case noire a1 · Cavalier blanc sur case blanche b1 · Fou blanc sur case noire c1 · Dame blanche sur case blanche d1 · Roi blanc sur case noire e1 · Cavalier blanc sur case noire g1 · Tour blanche sur case blanche h1 | Tour noire sur case blanche a8 · Cavalier noir sur case noire b8 · Fou noir sur case blanche c8 · Dame noire sur case noire d8 · Roi noir sur case blanche e8 · Fou noir sur case noire f8 · Tour noire sur case noire h8 · Pion noir sur case noire a7 · Pion noir sur case blanche b7 · Pion noir sur case noire c7 · Pion noir sur case blanche d7 · Pion noir sur case noire e7 · Pion noir sur case noire g7 · Pion noir sur case blanche h7 · Cavalier noir sur case noire f6 · Pion noir sur case blanche f5 · Pion blanc sur case noire d4 · Pion blanc sur case noire g3 · Pion blanc sur case blanche a2 · Pion blanc sur case noire b2 · Pion blanc sur case blanche c2 · Pion blanc sur case blanche e2 · Pion blanc sur case noire f2 · Fou blanc sur case blanche g2 · Pion blanc sur case noire h2 · Tour blanche sur case noire a1 · Cavalier blanc sur case blanche b1 · Fou blanc sur case noire c1 · Dame blanche sur case blanche d1 · Roi blanc sur case noire e1 · Cavalier blanc sur case noire g1 · Tour blanche sur case blanche h1 | Tour noire sur case blanche a8 · Cavalier noir sur case noire b8 · Fou noir sur case blanche c8 · Dame noire sur case noire d8 · Roi noir sur case blanche e8 · Fou noir sur case noire f8 · Tour noire sur case noire h8 · Pion noir sur case noire a7 · Pion noir sur case blanche b7 · Pion noir sur case noire c7 · Pion noir sur case blanche d7 · Pion noir sur case noire e7 · Pion noir sur case noire g7 · Pion noir sur case blanche h7 · Cavalier noir sur case noire f6 · Pion noir sur case blanche f5 · Pion blanc sur case noire d4 · Pion blanc sur case noire g3 · Pion blanc sur case blanche a2 · Pion blanc sur case noire b2 · Pion blanc sur case blanche c2 · Pion blanc sur case blanche e2 · Pion blanc sur case noire f2 · Fou blanc sur case blanche g2 · Pion blanc sur case noire h2 · Tour blanche sur case noire a1 · Cavalier blanc sur case blanche b1 · Fou blanc sur case noire c1 · Dame blanche sur case blanche d1 · Roi blanc sur case noire e1 · Cavalier blanc sur case noire g1 · Tour blanche sur case blanche h1 | Tour noire sur case blanche a8 · Cavalier noir sur case noire b8 · Fou noir sur case blanche c8 · Dame noire sur case noire d8 · Roi noir sur case blanche e8 · Fou noir sur case noire f8 · Tour noire sur case noire h8 · Pion noir sur case noire a7 · Pion noir sur case blanche b7 · Pion noir sur case noire c7 · Pion noir sur case blanche d7 · Pion noir sur case noire e7 · Pion noir sur case noire g7 · Pion noir sur case blanche h7 · Cavalier noir sur case noire f6 · Pion noir sur case blanche f5 · Pion blanc sur case noire d4 · Pion blanc sur case noire g3 · Pion blanc sur case blanche a2 · Pion blanc sur case noire b2 · Pion blanc sur case blanche c2 · Pion blanc sur case blanche e2 · Pion blanc sur case noire f2 · Fou blanc sur case blanche g2 · Pion blanc sur case noire h2 · Tour blanche sur case noire a1 · Cavalier blanc sur case blanche b1 · Fou blanc sur case noire c1 · Dame blanche sur case blanche d1 · Roi blanc sur case noire e1 · Cavalier blanc sur case noire g1 · Tour blanche sur case blanche h1 | Tour noire sur case blanche a8 · Cavalier noir sur case noire b8 · Fou noir sur case blanche c8 · Dame noire sur case noire d8 · Roi noir sur case blanche e8 · Fou noir sur case noire f8 · Tour noire sur case noire h8 · Pion noir sur case noire a7 · Pion noir sur case blanche b7 · Pion noir sur case noire c7 · Pion noir sur case blanche d7 · Pion noir sur case noire e7 · Pion noir sur case noire g7 · Pion noir sur case blanche h7 · Cavalier noir sur case noire f6 · Pion noir sur case blanche f5 · Pion blanc sur case noire d4 · Pion blanc sur case noire g3 · Pion blanc sur case blanche a2 · Pion blanc sur case noire b2 · Pion blanc sur case blanche c2 · Pion blanc sur case blanche e2 · Pion blanc sur case noire f2 · Fou blanc sur case blanche g2 · Pion blanc sur case noire h2 · Tour blanche sur case noire a1 · Cavalier blanc sur case blanche b1 · Fou blanc sur case noire c1 · Dame blanche sur case blanche d1 · Roi blanc sur case noire e1 · Cavalier blanc sur case noire g1 · Tour blanche sur case blanche h1 | Tour noire sur case blanche a8 · Cavalier noir sur case noire b8 · Fou noir sur case blanche c8 · Dame noire sur case noire d8 · Roi noir sur case blanche e8 · Fou noir sur case noire f8 · Tour noire sur case noire h8 · Pion noir sur case noire a7 · Pion noir sur case blanche b7 · Pion noir sur case noire c7 · Pion noir sur case blanche d7 · Pion noir sur case noire e7 · Pion noir sur case noire g7 · Pion noir sur case blanche h7 · Cavalier noir sur case noire f6 · Pion noir sur case blanche f5 · Pion blanc sur case noire d4 · Pion blanc sur case noire g3 · Pion blanc sur case blanche a2 · Pion blanc sur case noire b2 · Pion blanc sur case blanche c2 · Pion blanc sur case blanche e2 · Pion blanc sur case noire f2 · Fou blanc sur case blanche g2 · Pion blanc sur case noire h2 · Tour blanche sur case noire a1 · Cavalier blanc sur case blanche b1 · Fou blanc sur case noire c1 · Dame blanche sur case blanche d1 · Roi blanc sur case noire e1 · Cavalier blanc sur case noire g1 · Tour blanche sur case blanche h1 | Tour noire sur case blanche a8 · Cavalier noir sur case noire b8 · Fou noir sur case blanche c8 · Dame noire sur case noire d8 · Roi noir sur case blanche e8 · Fou noir sur case noire f8 · Tour noire sur case noire h8 · Pion noir sur case noire a7 · Pion noir sur case blanche b7 · Pion noir sur case noire c7 · Pion noir sur case blanche d7 · Pion noir sur case noire e7 · Pion noir sur case noire g7 · Pion noir sur case blanche h7 · Cavalier noir sur case noire f6 · Pion noir sur case blanche f5 · Pion blanc sur case noire d4 · Pion blanc sur case noire g3 · Pion blanc sur case blanche a2 · Pion blanc sur case noire b2 · Pion blanc sur case blanche c2 · Pion blanc sur case blanche e2 · Pion blanc sur case noire f2 · Fou blanc sur case blanche g2 · Pion blanc sur case noire h2 · Tour blanche sur case noire a1 · Cavalier blanc sur case blanche b1 · Fou blanc sur case noire c1 · Dame blanche sur case blanche d1 · Roi blanc sur case noire e1 · Cavalier blanc sur case noire g1 · Tour blanche sur case blanche h1 | 6 |
| 5 | Tour noire sur case blanche a8 · Cavalier noir sur case noire b8 · Fou noir sur case blanche c8 · Dame noire sur case noire d8 · Roi noir sur case blanche e8 · Fou noir sur case noire f8 · Tour noire sur case noire h8 · Pion noir sur case noire a7 · Pion noir sur case blanche b7 · Pion noir sur case noire c7 · Pion noir sur case blanche d7 · Pion noir sur case noire e7 · Pion noir sur case noire g7 · Pion noir sur case blanche h7 · Cavalier noir sur case noire f6 · Pion noir sur case blanche f5 · Pion blanc sur case noire d4 · Pion blanc sur case noire g3 · Pion blanc sur case blanche a2 · Pion blanc sur case noire b2 · Pion blanc sur case blanche c2 · Pion blanc sur case blanche e2 · Pion blanc sur case noire f2 · Fou blanc sur case blanche g2 · Pion blanc sur case noire h2 · Tour blanche sur case noire a1 · Cavalier blanc sur case blanche b1 · Fou blanc sur case noire c1 · Dame blanche sur case blanche d1 · Roi blanc sur case noire e1 · Cavalier blanc sur case noire g1 · Tour blanche sur case blanche h1 | Tour noire sur case blanche a8 · Cavalier noir sur case noire b8 · Fou noir sur case blanche c8 · Dame noire sur case noire d8 · Roi noir sur case blanche e8 · Fou noir sur case noire f8 · Tour noire sur case noire h8 · Pion noir sur case noire a7 · Pion noir sur case blanche b7 · Pion noir sur case noire c7 · Pion noir sur case blanche d7 · Pion noir sur case noire e7 · Pion noir sur case noire g7 · Pion noir sur case blanche h7 · Cavalier noir sur case noire f6 · Pion noir sur case blanche f5 · Pion blanc sur case noire d4 · Pion blanc sur case noire g3 · Pion blanc sur case blanche a2 · Pion blanc sur case noire b2 · Pion blanc sur case blanche c2 · Pion blanc sur case blanche e2 · Pion blanc sur case noire f2 · Fou blanc sur case blanche g2 · Pion blanc sur case noire h2 · Tour blanche sur case noire a1 · Cavalier blanc sur case blanche b1 · Fou blanc sur case noire c1 · Dame blanche sur case blanche d1 · Roi blanc sur case noire e1 · Cavalier blanc sur case noire g1 · Tour blanche sur case blanche h1 | Tour noire sur case blanche a8 · Cavalier noir sur case noire b8 · Fou noir sur case blanche c8 · Dame noire sur case noire d8 · Roi noir sur case blanche e8 · Fou noir sur case noire f8 · Tour noire sur case noire h8 · Pion noir sur case noire a7 · Pion noir sur case blanche b7 · Pion noir sur case noire c7 · Pion noir sur case blanche d7 · Pion noir sur case noire e7 · Pion noir sur case noire g7 · Pion noir sur case blanche h7 · Cavalier noir sur case noire f6 · Pion noir sur case blanche f5 · Pion blanc sur case noire d4 · Pion blanc sur case noire g3 · Pion blanc sur case blanche a2 · Pion blanc sur case noire b2 · Pion blanc sur case blanche c2 · Pion blanc sur case blanche e2 · Pion blanc sur case noire f2 · Fou blanc sur case blanche g2 · Pion blanc sur case noire h2 · Tour blanche sur case noire a1 · Cavalier blanc sur case blanche b1 · Fou blanc sur case noire c1 · Dame blanche sur case blanche d1 · Roi blanc sur case noire e1 · Cavalier blanc sur case noire g1 · Tour blanche sur case blanche h1 | Tour noire sur case blanche a8 · Cavalier noir sur case noire b8 · Fou noir sur case blanche c8 · Dame noire sur case noire d8 · Roi noir sur case blanche e8 · Fou noir sur case noire f8 · Tour noire sur case noire h8 · Pion noir sur case noire a7 · Pion noir sur case blanche b7 · Pion noir sur case noire c7 · Pion noir sur case blanche d7 · Pion noir sur case noire e7 · Pion noir sur case noire g7 · Pion noir sur case blanche h7 · Cavalier noir sur case noire f6 · Pion noir sur case blanche f5 · Pion blanc sur case noire d4 · Pion blanc sur case noire g3 · Pion blanc sur case blanche a2 · Pion blanc sur case noire b2 · Pion blanc sur case blanche c2 · Pion blanc sur case blanche e2 · Pion blanc sur case noire f2 · Fou blanc sur case blanche g2 · Pion blanc sur case noire h2 · Tour blanche sur case noire a1 · Cavalier blanc sur case blanche b1 · Fou blanc sur case noire c1 · Dame blanche sur case blanche d1 · Roi blanc sur case noire e1 · Cavalier blanc sur case noire g1 · Tour blanche sur case blanche h1 | Tour noire sur case blanche a8 · Cavalier noir sur case noire b8 · Fou noir sur case blanche c8 · Dame noire sur case noire d8 · Roi noir sur case blanche e8 · Fou noir sur case noire f8 · Tour noire sur case noire h8 · Pion noir sur case noire a7 · Pion noir sur case blanche b7 · Pion noir sur case noire c7 · Pion noir sur case blanche d7 · Pion noir sur case noire e7 · Pion noir sur case noire g7 · Pion noir sur case blanche h7 · Cavalier noir sur case noire f6 · Pion noir sur case blanche f5 · Pion blanc sur case noire d4 · Pion blanc sur case noire g3 · Pion blanc sur case blanche a2 · Pion blanc sur case noire b2 · Pion blanc sur case blanche c2 · Pion blanc sur case blanche e2 · Pion blanc sur case noire f2 · Fou blanc sur case blanche g2 · Pion blanc sur case noire h2 · Tour blanche sur case noire a1 · Cavalier blanc sur case blanche b1 · Fou blanc sur case noire c1 · Dame blanche sur case blanche d1 · Roi blanc sur case noire e1 · Cavalier blanc sur case noire g1 · Tour blanche sur case blanche h1 | Tour noire sur case blanche a8 · Cavalier noir sur case noire b8 · Fou noir sur case blanche c8 · Dame noire sur case noire d8 · Roi noir sur case blanche e8 · Fou noir sur case noire f8 · Tour noire sur case noire h8 · Pion noir sur case noire a7 · Pion noir sur case blanche b7 · Pion noir sur case noire c7 · Pion noir sur case blanche d7 · Pion noir sur case noire e7 · Pion noir sur case noire g7 · Pion noir sur case blanche h7 · Cavalier noir sur case noire f6 · Pion noir sur case blanche f5 · Pion blanc sur case noire d4 · Pion blanc sur case noire g3 · Pion blanc sur case blanche a2 · Pion blanc sur case noire b2 · Pion blanc sur case blanche c2 · Pion blanc sur case blanche e2 · Pion blanc sur case noire f2 · Fou blanc sur case blanche g2 · Pion blanc sur case noire h2 · Tour blanche sur case noire a1 · Cavalier blanc sur case blanche b1 · Fou blanc sur case noire c1 · Dame blanche sur case blanche d1 · Roi blanc sur case noire e1 · Cavalier blanc sur case noire g1 · Tour blanche sur case blanche h1 | Tour noire sur case blanche a8 · Cavalier noir sur case noire b8 · Fou noir sur case blanche c8 · Dame noire sur case noire d8 · Roi noir sur case blanche e8 · Fou noir sur case noire f8 · Tour noire sur case noire h8 · Pion noir sur case noire a7 · Pion noir sur case blanche b7 · Pion noir sur case noire c7 · Pion noir sur case blanche d7 · Pion noir sur case noire e7 · Pion noir sur case noire g7 · Pion noir sur case blanche h7 · Cavalier noir sur case noire f6 · Pion noir sur case blanche f5 · Pion blanc sur case noire d4 · Pion blanc sur case noire g3 · Pion blanc sur case blanche a2 · Pion blanc sur case noire b2 · Pion blanc sur case blanche c2 · Pion blanc sur case blanche e2 · Pion blanc sur case noire f2 · Fou blanc sur case blanche g2 · Pion blanc sur case noire h2 · Tour blanche sur case noire a1 · Cavalier blanc sur case blanche b1 · Fou blanc sur case noire c1 · Dame blanche sur case blanche d1 · Roi blanc sur case noire e1 · Cavalier blanc sur case noire g1 · Tour blanche sur case blanche h1 | Tour noire sur case blanche a8 · Cavalier noir sur case noire b8 · Fou noir sur case blanche c8 · Dame noire sur case noire d8 · Roi noir sur case blanche e8 · Fou noir sur case noire f8 · Tour noire sur case noire h8 · Pion noir sur case noire a7 · Pion noir sur case blanche b7 · Pion noir sur case noire c7 · Pion noir sur case blanche d7 · Pion noir sur case noire e7 · Pion noir sur case noire g7 · Pion noir sur case blanche h7 · Cavalier noir sur case noire f6 · Pion noir sur case blanche f5 · Pion blanc sur case noire d4 · Pion blanc sur case noire g3 · Pion blanc sur case blanche a2 · Pion blanc sur case noire b2 · Pion blanc sur case blanche c2 · Pion blanc sur case blanche e2 · Pion blanc sur case noire f2 · Fou blanc sur case blanche g2 · Pion blanc sur case noire h2 · Tour blanche sur case noire a1 · Cavalier blanc sur case blanche b1 · Fou blanc sur case noire c1 · Dame blanche sur case blanche d1 · Roi blanc sur case noire e1 · Cavalier blanc sur case noire g1 · Tour blanche sur case blanche h1 | 5 |
| 4 | Tour noire sur case blanche a8 · Cavalier noir sur case noire b8 · Fou noir sur case blanche c8 · Dame noire sur case noire d8 · Roi noir sur case blanche e8 · Fou noir sur case noire f8 · Tour noire sur case noire h8 · Pion noir sur case noire a7 · Pion noir sur case blanche b7 · Pion noir sur case noire c7 · Pion noir sur case blanche d7 · Pion noir sur case noire e7 · Pion noir sur case noire g7 · Pion noir sur case blanche h7 · Cavalier noir sur case noire f6 · Pion noir sur case blanche f5 · Pion blanc sur case noire d4 · Pion blanc sur case noire g3 · Pion blanc sur case blanche a2 · Pion blanc sur case noire b2 · Pion blanc sur case blanche c2 · Pion blanc sur case blanche e2 · Pion blanc sur case noire f2 · Fou blanc sur case blanche g2 · Pion blanc sur case noire h2 · Tour blanche sur case noire a1 · Cavalier blanc sur case blanche b1 · Fou blanc sur case noire c1 · Dame blanche sur case blanche d1 · Roi blanc sur case noire e1 · Cavalier blanc sur case noire g1 · Tour blanche sur case blanche h1 | Tour noire sur case blanche a8 · Cavalier noir sur case noire b8 · Fou noir sur case blanche c8 · Dame noire sur case noire d8 · Roi noir sur case blanche e8 · Fou noir sur case noire f8 · Tour noire sur case noire h8 · Pion noir sur case noire a7 · Pion noir sur case blanche b7 · Pion noir sur case noire c7 · Pion noir sur case blanche d7 · Pion noir sur case noire e7 · Pion noir sur case noire g7 · Pion noir sur case blanche h7 · Cavalier noir sur case noire f6 · Pion noir sur case blanche f5 · Pion blanc sur case noire d4 · Pion blanc sur case noire g3 · Pion blanc sur case blanche a2 · Pion blanc sur case noire b2 · Pion blanc sur case blanche c2 · Pion blanc sur case blanche e2 · Pion blanc sur case noire f2 · Fou blanc sur case blanche g2 · Pion blanc sur case noire h2 · Tour blanche sur case noire a1 · Cavalier blanc sur case blanche b1 · Fou blanc sur case noire c1 · Dame blanche sur case blanche d1 · Roi blanc sur case noire e1 · Cavalier blanc sur case noire g1 · Tour blanche sur case blanche h1 | Tour noire sur case blanche a8 · Cavalier noir sur case noire b8 · Fou noir sur case blanche c8 · Dame noire sur case noire d8 · Roi noir sur case blanche e8 · Fou noir sur case noire f8 · Tour noire sur case noire h8 · Pion noir sur case noire a7 · Pion noir sur case blanche b7 · Pion noir sur case noire c7 · Pion noir sur case blanche d7 · Pion noir sur case noire e7 · Pion noir sur case noire g7 · Pion noir sur case blanche h7 · Cavalier noir sur case noire f6 · Pion noir sur case blanche f5 · Pion blanc sur case noire d4 · Pion blanc sur case noire g3 · Pion blanc sur case blanche a2 · Pion blanc sur case noire b2 · Pion blanc sur case blanche c2 · Pion blanc sur case blanche e2 · Pion blanc sur case noire f2 · Fou blanc sur case blanche g2 · Pion blanc sur case noire h2 · Tour blanche sur case noire a1 · Cavalier blanc sur case blanche b1 · Fou blanc sur case noire c1 · Dame blanche sur case blanche d1 · Roi blanc sur case noire e1 · Cavalier blanc sur case noire g1 · Tour blanche sur case blanche h1 | Tour noire sur case blanche a8 · Cavalier noir sur case noire b8 · Fou noir sur case blanche c8 · Dame noire sur case noire d8 · Roi noir sur case blanche e8 · Fou noir sur case noire f8 · Tour noire sur case noire h8 · Pion noir sur case noire a7 · Pion noir sur case blanche b7 · Pion noir sur case noire c7 · Pion noir sur case blanche d7 · Pion noir sur case noire e7 · Pion noir sur case noire g7 · Pion noir sur case blanche h7 · Cavalier noir sur case noire f6 · Pion noir sur case blanche f5 · Pion blanc sur case noire d4 · Pion blanc sur case noire g3 · Pion blanc sur case blanche a2 · Pion blanc sur case noire b2 · Pion blanc sur case blanche c2 · Pion blanc sur case blanche e2 · Pion blanc sur case noire f2 · Fou blanc sur case blanche g2 · Pion blanc sur case noire h2 · Tour blanche sur case noire a1 · Cavalier blanc sur case blanche b1 · Fou blanc sur case noire c1 · Dame blanche sur case blanche d1 · Roi blanc sur case noire e1 · Cavalier blanc sur case noire g1 · Tour blanche sur case blanche h1 | Tour noire sur case blanche a8 · Cavalier noir sur case noire b8 · Fou noir sur case blanche c8 · Dame noire sur case noire d8 · Roi noir sur case blanche e8 · Fou noir sur case noire f8 · Tour noire sur case noire h8 · Pion noir sur case noire a7 · Pion noir sur case blanche b7 · Pion noir sur case noire c7 · Pion noir sur case blanche d7 · Pion noir sur case noire e7 · Pion noir sur case noire g7 · Pion noir sur case blanche h7 · Cavalier noir sur case noire f6 · Pion noir sur case blanche f5 · Pion blanc sur case noire d4 · Pion blanc sur case noire g3 · Pion blanc sur case blanche a2 · Pion blanc sur case noire b2 · Pion blanc sur case blanche c2 · Pion blanc sur case blanche e2 · Pion blanc sur case noire f2 · Fou blanc sur case blanche g2 · Pion blanc sur case noire h2 · Tour blanche sur case noire a1 · Cavalier blanc sur case blanche b1 · Fou blanc sur case noire c1 · Dame blanche sur case blanche d1 · Roi blanc sur case noire e1 · Cavalier blanc sur case noire g1 · Tour blanche sur case blanche h1 | Tour noire sur case blanche a8 · Cavalier noir sur case noire b8 · Fou noir sur case blanche c8 · Dame noire sur case noire d8 · Roi noir sur case blanche e8 · Fou noir sur case noire f8 · Tour noire sur case noire h8 · Pion noir sur case noire a7 · Pion noir sur case blanche b7 · Pion noir sur case noire c7 · Pion noir sur case blanche d7 · Pion noir sur case noire e7 · Pion noir sur case noire g7 · Pion noir sur case blanche h7 · Cavalier noir sur case noire f6 · Pion noir sur case blanche f5 · Pion blanc sur case noire d4 · Pion blanc sur case noire g3 · Pion blanc sur case blanche a2 · Pion blanc sur case noire b2 · Pion blanc sur case blanche c2 · Pion blanc sur case blanche e2 · Pion blanc sur case noire f2 · Fou blanc sur case blanche g2 · Pion blanc sur case noire h2 · Tour blanche sur case noire a1 · Cavalier blanc sur case blanche b1 · Fou blanc sur case noire c1 · Dame blanche sur case blanche d1 · Roi blanc sur case noire e1 · Cavalier blanc sur case noire g1 · Tour blanche sur case blanche h1 | Tour noire sur case blanche a8 · Cavalier noir sur case noire b8 · Fou noir sur case blanche c8 · Dame noire sur case noire d8 · Roi noir sur case blanche e8 · Fou noir sur case noire f8 · Tour noire sur case noire h8 · Pion noir sur case noire a7 · Pion noir sur case blanche b7 · Pion noir sur case noire c7 · Pion noir sur case blanche d7 · Pion noir sur case noire e7 · Pion noir sur case noire g7 · Pion noir sur case blanche h7 · Cavalier noir sur case noire f6 · Pion noir sur case blanche f5 · Pion blanc sur case noire d4 · Pion blanc sur case noire g3 · Pion blanc sur case blanche a2 · Pion blanc sur case noire b2 · Pion blanc sur case blanche c2 · Pion blanc sur case blanche e2 · Pion blanc sur case noire f2 · Fou blanc sur case blanche g2 · Pion blanc sur case noire h2 · Tour blanche sur case noire a1 · Cavalier blanc sur case blanche b1 · Fou blanc sur case noire c1 · Dame blanche sur case blanche d1 · Roi blanc sur case noire e1 · Cavalier blanc sur case noire g1 · Tour blanche sur case blanche h1 | Tour noire sur case blanche a8 · Cavalier noir sur case noire b8 · Fou noir sur case blanche c8 · Dame noire sur case noire d8 · Roi noir sur case blanche e8 · Fou noir sur case noire f8 · Tour noire sur case noire h8 · Pion noir sur case noire a7 · Pion noir sur case blanche b7 · Pion noir sur case noire c7 · Pion noir sur case blanche d7 · Pion noir sur case noire e7 · Pion noir sur case noire g7 · Pion noir sur case blanche h7 · Cavalier noir sur case noire f6 · Pion noir sur case blanche f5 · Pion blanc sur case noire d4 · Pion blanc sur case noire g3 · Pion blanc sur case blanche a2 · Pion blanc sur case noire b2 · Pion blanc sur case blanche c2 · Pion blanc sur case blanche e2 · Pion blanc sur case noire f2 · Fou blanc sur case blanche g2 · Pion blanc sur case noire h2 · Tour blanche sur case noire a1 · Cavalier blanc sur case blanche b1 · Fou blanc sur case noire c1 · Dame blanche sur case blanche d1 · Roi blanc sur case noire e1 · Cavalier blanc sur case noire g1 · Tour blanche sur case blanche h1 | 4 |
| 3 | Tour noire sur case blanche a8 · Cavalier noir sur case noire b8 · Fou noir sur case blanche c8 · Dame noire sur case noire d8 · Roi noir sur case blanche e8 · Fou noir sur case noire f8 · Tour noire sur case noire h8 · Pion noir sur case noire a7 · Pion noir sur case blanche b7 · Pion noir sur case noire c7 · Pion noir sur case blanche d7 · Pion noir sur case noire e7 · Pion noir sur case noire g7 · Pion noir sur case blanche h7 · Cavalier noir sur case noire f6 · Pion noir sur case blanche f5 · Pion blanc sur case noire d4 · Pion blanc sur case noire g3 · Pion blanc sur case blanche a2 · Pion blanc sur case noire b2 · Pion blanc sur case blanche c2 · Pion blanc sur case blanche e2 · Pion blanc sur case noire f2 · Fou blanc sur case blanche g2 · Pion blanc sur case noire h2 · Tour blanche sur case noire a1 · Cavalier blanc sur case blanche b1 · Fou blanc sur case noire c1 · Dame blanche sur case blanche d1 · Roi blanc sur case noire e1 · Cavalier blanc sur case noire g1 · Tour blanche sur case blanche h1 | Tour noire sur case blanche a8 · Cavalier noir sur case noire b8 · Fou noir sur case blanche c8 · Dame noire sur case noire d8 · Roi noir sur case blanche e8 · Fou noir sur case noire f8 · Tour noire sur case noire h8 · Pion noir sur case noire a7 · Pion noir sur case blanche b7 · Pion noir sur case noire c7 · Pion noir sur case blanche d7 · Pion noir sur case noire e7 · Pion noir sur case noire g7 · Pion noir sur case blanche h7 · Cavalier noir sur case noire f6 · Pion noir sur case blanche f5 · Pion blanc sur case noire d4 · Pion blanc sur case noire g3 · Pion blanc sur case blanche a2 · Pion blanc sur case noire b2 · Pion blanc sur case blanche c2 · Pion blanc sur case blanche e2 · Pion blanc sur case noire f2 · Fou blanc sur case blanche g2 · Pion blanc sur case noire h2 · Tour blanche sur case noire a1 · Cavalier blanc sur case blanche b1 · Fou blanc sur case noire c1 · Dame blanche sur case blanche d1 · Roi blanc sur case noire e1 · Cavalier blanc sur case noire g1 · Tour blanche sur case blanche h1 | Tour noire sur case blanche a8 · Cavalier noir sur case noire b8 · Fou noir sur case blanche c8 · Dame noire sur case noire d8 · Roi noir sur case blanche e8 · Fou noir sur case noire f8 · Tour noire sur case noire h8 · Pion noir sur case noire a7 · Pion noir sur case blanche b7 · Pion noir sur case noire c7 · Pion noir sur case blanche d7 · Pion noir sur case noire e7 · Pion noir sur case noire g7 · Pion noir sur case blanche h7 · Cavalier noir sur case noire f6 · Pion noir sur case blanche f5 · Pion blanc sur case noire d4 · Pion blanc sur case noire g3 · Pion blanc sur case blanche a2 · Pion blanc sur case noire b2 · Pion blanc sur case blanche c2 · Pion blanc sur case blanche e2 · Pion blanc sur case noire f2 · Fou blanc sur case blanche g2 · Pion blanc sur case noire h2 · Tour blanche sur case noire a1 · Cavalier blanc sur case blanche b1 · Fou blanc sur case noire c1 · Dame blanche sur case blanche d1 · Roi blanc sur case noire e1 · Cavalier blanc sur case noire g1 · Tour blanche sur case blanche h1 | Tour noire sur case blanche a8 · Cavalier noir sur case noire b8 · Fou noir sur case blanche c8 · Dame noire sur case noire d8 · Roi noir sur case blanche e8 · Fou noir sur case noire f8 · Tour noire sur case noire h8 · Pion noir sur case noire a7 · Pion noir sur case blanche b7 · Pion noir sur case noire c7 · Pion noir sur case blanche d7 · Pion noir sur case noire e7 · Pion noir sur case noire g7 · Pion noir sur case blanche h7 · Cavalier noir sur case noire f6 · Pion noir sur case blanche f5 · Pion blanc sur case noire d4 · Pion blanc sur case noire g3 · Pion blanc sur case blanche a2 · Pion blanc sur case noire b2 · Pion blanc sur case blanche c2 · Pion blanc sur case blanche e2 · Pion blanc sur case noire f2 · Fou blanc sur case blanche g2 · Pion blanc sur case noire h2 · Tour blanche sur case noire a1 · Cavalier blanc sur case blanche b1 · Fou blanc sur case noire c1 · Dame blanche sur case blanche d1 · Roi blanc sur case noire e1 · Cavalier blanc sur case noire g1 · Tour blanche sur case blanche h1 | Tour noire sur case blanche a8 · Cavalier noir sur case noire b8 · Fou noir sur case blanche c8 · Dame noire sur case noire d8 · Roi noir sur case blanche e8 · Fou noir sur case noire f8 · Tour noire sur case noire h8 · Pion noir sur case noire a7 · Pion noir sur case blanche b7 · Pion noir sur case noire c7 · Pion noir sur case blanche d7 · Pion noir sur case noire e7 · Pion noir sur case noire g7 · Pion noir sur case blanche h7 · Cavalier noir sur case noire f6 · Pion noir sur case blanche f5 · Pion blanc sur case noire d4 · Pion blanc sur case noire g3 · Pion blanc sur case blanche a2 · Pion blanc sur case noire b2 · Pion blanc sur case blanche c2 · Pion blanc sur case blanche e2 · Pion blanc sur case noire f2 · Fou blanc sur case blanche g2 · Pion blanc sur case noire h2 · Tour blanche sur case noire a1 · Cavalier blanc sur case blanche b1 · Fou blanc sur case noire c1 · Dame blanche sur case blanche d1 · Roi blanc sur case noire e1 · Cavalier blanc sur case noire g1 · Tour blanche sur case blanche h1 | Tour noire sur case blanche a8 · Cavalier noir sur case noire b8 · Fou noir sur case blanche c8 · Dame noire sur case noire d8 · Roi noir sur case blanche e8 · Fou noir sur case noire f8 · Tour noire sur case noire h8 · Pion noir sur case noire a7 · Pion noir sur case blanche b7 · Pion noir sur case noire c7 · Pion noir sur case blanche d7 · Pion noir sur case noire e7 · Pion noir sur case noire g7 · Pion noir sur case blanche h7 · Cavalier noir sur case noire f6 · Pion noir sur case blanche f5 · Pion blanc sur case noire d4 · Pion blanc sur case noire g3 · Pion blanc sur case blanche a2 · Pion blanc sur case noire b2 · Pion blanc sur case blanche c2 · Pion blanc sur case blanche e2 · Pion blanc sur case noire f2 · Fou blanc sur case blanche g2 · Pion blanc sur case noire h2 · Tour blanche sur case noire a1 · Cavalier blanc sur case blanche b1 · Fou blanc sur case noire c1 · Dame blanche sur case blanche d1 · Roi blanc sur case noire e1 · Cavalier blanc sur case noire g1 · Tour blanche sur case blanche h1 | Tour noire sur case blanche a8 · Cavalier noir sur case noire b8 · Fou noir sur case blanche c8 · Dame noire sur case noire d8 · Roi noir sur case blanche e8 · Fou noir sur case noire f8 · Tour noire sur case noire h8 · Pion noir sur case noire a7 · Pion noir sur case blanche b7 · Pion noir sur case noire c7 · Pion noir sur case blanche d7 · Pion noir sur case noire e7 · Pion noir sur case noire g7 · Pion noir sur case blanche h7 · Cavalier noir sur case noire f6 · Pion noir sur case blanche f5 · Pion blanc sur case noire d4 · Pion blanc sur case noire g3 · Pion blanc sur case blanche a2 · Pion blanc sur case noire b2 · Pion blanc sur case blanche c2 · Pion blanc sur case blanche e2 · Pion blanc sur case noire f2 · Fou blanc sur case blanche g2 · Pion blanc sur case noire h2 · Tour blanche sur case noire a1 · Cavalier blanc sur case blanche b1 · Fou blanc sur case noire c1 · Dame blanche sur case blanche d1 · Roi blanc sur case noire e1 · Cavalier blanc sur case noire g1 · Tour blanche sur case blanche h1 | Tour noire sur case blanche a8 · Cavalier noir sur case noire b8 · Fou noir sur case blanche c8 · Dame noire sur case noire d8 · Roi noir sur case blanche e8 · Fou noir sur case noire f8 · Tour noire sur case noire h8 · Pion noir sur case noire a7 · Pion noir sur case blanche b7 · Pion noir sur case noire c7 · Pion noir sur case blanche d7 · Pion noir sur case noire e7 · Pion noir sur case noire g7 · Pion noir sur case blanche h7 · Cavalier noir sur case noire f6 · Pion noir sur case blanche f5 · Pion blanc sur case noire d4 · Pion blanc sur case noire g3 · Pion blanc sur case blanche a2 · Pion blanc sur case noire b2 · Pion blanc sur case blanche c2 · Pion blanc sur case blanche e2 · Pion blanc sur case noire f2 · Fou blanc sur case blanche g2 · Pion blanc sur case noire h2 · Tour blanche sur case noire a1 · Cavalier blanc sur case blanche b1 · Fou blanc sur case noire c1 · Dame blanche sur case blanche d1 · Roi blanc sur case noire e1 · Cavalier blanc sur case noire g1 · Tour blanche sur case blanche h1 | 3 |
| 2 | Tour noire sur case blanche a8 · Cavalier noir sur case noire b8 · Fou noir sur case blanche c8 · Dame noire sur case noire d8 · Roi noir sur case blanche e8 · Fou noir sur case noire f8 · Tour noire sur case noire h8 · Pion noir sur case noire a7 · Pion noir sur case blanche b7 · Pion noir sur case noire c7 · Pion noir sur case blanche d7 · Pion noir sur case noire e7 · Pion noir sur case noire g7 · Pion noir sur case blanche h7 · Cavalier noir sur case noire f6 · Pion noir sur case blanche f5 · Pion blanc sur case noire d4 · Pion blanc sur case noire g3 · Pion blanc sur case blanche a2 · Pion blanc sur case noire b2 · Pion blanc sur case blanche c2 · Pion blanc sur case blanche e2 · Pion blanc sur case noire f2 · Fou blanc sur case blanche g2 · Pion blanc sur case noire h2 · Tour blanche sur case noire a1 · Cavalier blanc sur case blanche b1 · Fou blanc sur case noire c1 · Dame blanche sur case blanche d1 · Roi blanc sur case noire e1 · Cavalier blanc sur case noire g1 · Tour blanche sur case blanche h1 | Tour noire sur case blanche a8 · Cavalier noir sur case noire b8 · Fou noir sur case blanche c8 · Dame noire sur case noire d8 · Roi noir sur case blanche e8 · Fou noir sur case noire f8 · Tour noire sur case noire h8 · Pion noir sur case noire a7 · Pion noir sur case blanche b7 · Pion noir sur case noire c7 · Pion noir sur case blanche d7 · Pion noir sur case noire e7 · Pion noir sur case noire g7 · Pion noir sur case blanche h7 · Cavalier noir sur case noire f6 · Pion noir sur case blanche f5 · Pion blanc sur case noire d4 · Pion blanc sur case noire g3 · Pion blanc sur case blanche a2 · Pion blanc sur case noire b2 · Pion blanc sur case blanche c2 · Pion blanc sur case blanche e2 · Pion blanc sur case noire f2 · Fou blanc sur case blanche g2 · Pion blanc sur case noire h2 · Tour blanche sur case noire a1 · Cavalier blanc sur case blanche b1 · Fou blanc sur case noire c1 · Dame blanche sur case blanche d1 · Roi blanc sur case noire e1 · Cavalier blanc sur case noire g1 · Tour blanche sur case blanche h1 | Tour noire sur case blanche a8 · Cavalier noir sur case noire b8 · Fou noir sur case blanche c8 · Dame noire sur case noire d8 · Roi noir sur case blanche e8 · Fou noir sur case noire f8 · Tour noire sur case noire h8 · Pion noir sur case noire a7 · Pion noir sur case blanche b7 · Pion noir sur case noire c7 · Pion noir sur case blanche d7 · Pion noir sur case noire e7 · Pion noir sur case noire g7 · Pion noir sur case blanche h7 · Cavalier noir sur case noire f6 · Pion noir sur case blanche f5 · Pion blanc sur case noire d4 · Pion blanc sur case noire g3 · Pion blanc sur case blanche a2 · Pion blanc sur case noire b2 · Pion blanc sur case blanche c2 · Pion blanc sur case blanche e2 · Pion blanc sur case noire f2 · Fou blanc sur case blanche g2 · Pion blanc sur case noire h2 · Tour blanche sur case noire a1 · Cavalier blanc sur case blanche b1 · Fou blanc sur case noire c1 · Dame blanche sur case blanche d1 · Roi blanc sur case noire e1 · Cavalier blanc sur case noire g1 · Tour blanche sur case blanche h1 | Tour noire sur case blanche a8 · Cavalier noir sur case noire b8 · Fou noir sur case blanche c8 · Dame noire sur case noire d8 · Roi noir sur case blanche e8 · Fou noir sur case noire f8 · Tour noire sur case noire h8 · Pion noir sur case noire a7 · Pion noir sur case blanche b7 · Pion noir sur case noire c7 · Pion noir sur case blanche d7 · Pion noir sur case noire e7 · Pion noir sur case noire g7 · Pion noir sur case blanche h7 · Cavalier noir sur case noire f6 · Pion noir sur case blanche f5 · Pion blanc sur case noire d4 · Pion blanc sur case noire g3 · Pion blanc sur case blanche a2 · Pion blanc sur case noire b2 · Pion blanc sur case blanche c2 · Pion blanc sur case blanche e2 · Pion blanc sur case noire f2 · Fou blanc sur case blanche g2 · Pion blanc sur case noire h2 · Tour blanche sur case noire a1 · Cavalier blanc sur case blanche b1 · Fou blanc sur case noire c1 · Dame blanche sur case blanche d1 · Roi blanc sur case noire e1 · Cavalier blanc sur case noire g1 · Tour blanche sur case blanche h1 | Tour noire sur case blanche a8 · Cavalier noir sur case noire b8 · Fou noir sur case blanche c8 · Dame noire sur case noire d8 · Roi noir sur case blanche e8 · Fou noir sur case noire f8 · Tour noire sur case noire h8 · Pion noir sur case noire a7 · Pion noir sur case blanche b7 · Pion noir sur case noire c7 · Pion noir sur case blanche d7 · Pion noir sur case noire e7 · Pion noir sur case noire g7 · Pion noir sur case blanche h7 · Cavalier noir sur case noire f6 · Pion noir sur case blanche f5 · Pion blanc sur case noire d4 · Pion blanc sur case noire g3 · Pion blanc sur case blanche a2 · Pion blanc sur case noire b2 · Pion blanc sur case blanche c2 · Pion blanc sur case blanche e2 · Pion blanc sur case noire f2 · Fou blanc sur case blanche g2 · Pion blanc sur case noire h2 · Tour blanche sur case noire a1 · Cavalier blanc sur case blanche b1 · Fou blanc sur case noire c1 · Dame blanche sur case blanche d1 · Roi blanc sur case noire e1 · Cavalier blanc sur case noire g1 · Tour blanche sur case blanche h1 | Tour noire sur case blanche a8 · Cavalier noir sur case noire b8 · Fou noir sur case blanche c8 · Dame noire sur case noire d8 · Roi noir sur case blanche e8 · Fou noir sur case noire f8 · Tour noire sur case noire h8 · Pion noir sur case noire a7 · Pion noir sur case blanche b7 · Pion noir sur case noire c7 · Pion noir sur case blanche d7 · Pion noir sur case noire e7 · Pion noir sur case noire g7 · Pion noir sur case blanche h7 · Cavalier noir sur case noire f6 · Pion noir sur case blanche f5 · Pion blanc sur case noire d4 · Pion blanc sur case noire g3 · Pion blanc sur case blanche a2 · Pion blanc sur case noire b2 · Pion blanc sur case blanche c2 · Pion blanc sur case blanche e2 · Pion blanc sur case noire f2 · Fou blanc sur case blanche g2 · Pion blanc sur case noire h2 · Tour blanche sur case noire a1 · Cavalier blanc sur case blanche b1 · Fou blanc sur case noire c1 · Dame blanche sur case blanche d1 · Roi blanc sur case noire e1 · Cavalier blanc sur case noire g1 · Tour blanche sur case blanche h1 | Tour noire sur case blanche a8 · Cavalier noir sur case noire b8 · Fou noir sur case blanche c8 · Dame noire sur case noire d8 · Roi noir sur case blanche e8 · Fou noir sur case noire f8 · Tour noire sur case noire h8 · Pion noir sur case noire a7 · Pion noir sur case blanche b7 · Pion noir sur case noire c7 · Pion noir sur case blanche d7 · Pion noir sur case noire e7 · Pion noir sur case noire g7 · Pion noir sur case blanche h7 · Cavalier noir sur case noire f6 · Pion noir sur case blanche f5 · Pion blanc sur case noire d4 · Pion blanc sur case noire g3 · Pion blanc sur case blanche a2 · Pion blanc sur case noire b2 · Pion blanc sur case blanche c2 · Pion blanc sur case blanche e2 · Pion blanc sur case noire f2 · Fou blanc sur case blanche g2 · Pion blanc sur case noire h2 · Tour blanche sur case noire a1 · Cavalier blanc sur case blanche b1 · Fou blanc sur case noire c1 · Dame blanche sur case blanche d1 · Roi blanc sur case noire e1 · Cavalier blanc sur case noire g1 · Tour blanche sur case blanche h1 | Tour noire sur case blanche a8 · Cavalier noir sur case noire b8 · Fou noir sur case blanche c8 · Dame noire sur case noire d8 · Roi noir sur case blanche e8 · Fou noir sur case noire f8 · Tour noire sur case noire h8 · Pion noir sur case noire a7 · Pion noir sur case blanche b7 · Pion noir sur case noire c7 · Pion noir sur case blanche d7 · Pion noir sur case noire e7 · Pion noir sur case noire g7 · Pion noir sur case blanche h7 · Cavalier noir sur case noire f6 · Pion noir sur case blanche f5 · Pion blanc sur case noire d4 · Pion blanc sur case noire g3 · Pion blanc sur case blanche a2 · Pion blanc sur case noire b2 · Pion blanc sur case blanche c2 · Pion blanc sur case blanche e2 · Pion blanc sur case noire f2 · Fou blanc sur case blanche g2 · Pion blanc sur case noire h2 · Tour blanche sur case noire a1 · Cavalier blanc sur case blanche b1 · Fou blanc sur case noire c1 · Dame blanche sur case blanche d1 · Roi blanc sur case noire e1 · Cavalier blanc sur case noire g1 · Tour blanche sur case blanche h1 | 2 |
| 1 | Tour noire sur case blanche a8 · Cavalier noir sur case noire b8 · Fou noir sur case blanche c8 · Dame noire sur case noire d8 · Roi noir sur case blanche e8 · Fou noir sur case noire f8 · Tour noire sur case noire h8 · Pion noir sur case noire a7 · Pion noir sur case blanche b7 · Pion noir sur case noire c7 · Pion noir sur case blanche d7 · Pion noir sur case noire e7 · Pion noir sur case noire g7 · Pion noir sur case blanche h7 · Cavalier noir sur case noire f6 · Pion noir sur case blanche f5 · Pion blanc sur case noire d4 · Pion blanc sur case noire g3 · Pion blanc sur case blanche a2 · Pion blanc sur case noire b2 · Pion blanc sur case blanche c2 · Pion blanc sur case blanche e2 · Pion blanc sur case noire f2 · Fou blanc sur case blanche g2 · Pion blanc sur case noire h2 · Tour blanche sur case noire a1 · Cavalier blanc sur case blanche b1 · Fou blanc sur case noire c1 · Dame blanche sur case blanche d1 · Roi blanc sur case noire e1 · Cavalier blanc sur case noire g1 · Tour blanche sur case blanche h1 | Tour noire sur case blanche a8 · Cavalier noir sur case noire b8 · Fou noir sur case blanche c8 · Dame noire sur case noire d8 · Roi noir sur case blanche e8 · Fou noir sur case noire f8 · Tour noire sur case noire h8 · Pion noir sur case noire a7 · Pion noir sur case blanche b7 · Pion noir sur case noire c7 · Pion noir sur case blanche d7 · Pion noir sur case noire e7 · Pion noir sur case noire g7 · Pion noir sur case blanche h7 · Cavalier noir sur case noire f6 · Pion noir sur case blanche f5 · Pion blanc sur case noire d4 · Pion blanc sur case noire g3 · Pion blanc sur case blanche a2 · Pion blanc sur case noire b2 · Pion blanc sur case blanche c2 · Pion blanc sur case blanche e2 · Pion blanc sur case noire f2 · Fou blanc sur case blanche g2 · Pion blanc sur case noire h2 · Tour blanche sur case noire a1 · Cavalier blanc sur case blanche b1 · Fou blanc sur case noire c1 · Dame blanche sur case blanche d1 · Roi blanc sur case noire e1 · Cavalier blanc sur case noire g1 · Tour blanche sur case blanche h1 | Tour noire sur case blanche a8 · Cavalier noir sur case noire b8 · Fou noir sur case blanche c8 · Dame noire sur case noire d8 · Roi noir sur case blanche e8 · Fou noir sur case noire f8 · Tour noire sur case noire h8 · Pion noir sur case noire a7 · Pion noir sur case blanche b7 · Pion noir sur case noire c7 · Pion noir sur case blanche d7 · Pion noir sur case noire e7 · Pion noir sur case noire g7 · Pion noir sur case blanche h7 · Cavalier noir sur case noire f6 · Pion noir sur case blanche f5 · Pion blanc sur case noire d4 · Pion blanc sur case noire g3 · Pion blanc sur case blanche a2 · Pion blanc sur case noire b2 · Pion blanc sur case blanche c2 · Pion blanc sur case blanche e2 · Pion blanc sur case noire f2 · Fou blanc sur case blanche g2 · Pion blanc sur case noire h2 · Tour blanche sur case noire a1 · Cavalier blanc sur case blanche b1 · Fou blanc sur case noire c1 · Dame blanche sur case blanche d1 · Roi blanc sur case noire e1 · Cavalier blanc sur case noire g1 · Tour blanche sur case blanche h1 | Tour noire sur case blanche a8 · Cavalier noir sur case noire b8 · Fou noir sur case blanche c8 · Dame noire sur case noire d8 · Roi noir sur case blanche e8 · Fou noir sur case noire f8 · Tour noire sur case noire h8 · Pion noir sur case noire a7 · Pion noir sur case blanche b7 · Pion noir sur case noire c7 · Pion noir sur case blanche d7 · Pion noir sur case noire e7 · Pion noir sur case noire g7 · Pion noir sur case blanche h7 · Cavalier noir sur case noire f6 · Pion noir sur case blanche f5 · Pion blanc sur case noire d4 · Pion blanc sur case noire g3 · Pion blanc sur case blanche a2 · Pion blanc sur case noire b2 · Pion blanc sur case blanche c2 · Pion blanc sur case blanche e2 · Pion blanc sur case noire f2 · Fou blanc sur case blanche g2 · Pion blanc sur case noire h2 · Tour blanche sur case noire a1 · Cavalier blanc sur case blanche b1 · Fou blanc sur case noire c1 · Dame blanche sur case blanche d1 · Roi blanc sur case noire e1 · Cavalier blanc sur case noire g1 · Tour blanche sur case blanche h1 | Tour noire sur case blanche a8 · Cavalier noir sur case noire b8 · Fou noir sur case blanche c8 · Dame noire sur case noire d8 · Roi noir sur case blanche e8 · Fou noir sur case noire f8 · Tour noire sur case noire h8 · Pion noir sur case noire a7 · Pion noir sur case blanche b7 · Pion noir sur case noire c7 · Pion noir sur case blanche d7 · Pion noir sur case noire e7 · Pion noir sur case noire g7 · Pion noir sur case blanche h7 · Cavalier noir sur case noire f6 · Pion noir sur case blanche f5 · Pion blanc sur case noire d4 · Pion blanc sur case noire g3 · Pion blanc sur case blanche a2 · Pion blanc sur case noire b2 · Pion blanc sur case blanche c2 · Pion blanc sur case blanche e2 · Pion blanc sur case noire f2 · Fou blanc sur case blanche g2 · Pion blanc sur case noire h2 · Tour blanche sur case noire a1 · Cavalier blanc sur case blanche b1 · Fou blanc sur case noire c1 · Dame blanche sur case blanche d1 · Roi blanc sur case noire e1 · Cavalier blanc sur case noire g1 · Tour blanche sur case blanche h1 | Tour noire sur case blanche a8 · Cavalier noir sur case noire b8 · Fou noir sur case blanche c8 · Dame noire sur case noire d8 · Roi noir sur case blanche e8 · Fou noir sur case noire f8 · Tour noire sur case noire h8 · Pion noir sur case noire a7 · Pion noir sur case blanche b7 · Pion noir sur case noire c7 · Pion noir sur case blanche d7 · Pion noir sur case noire e7 · Pion noir sur case noire g7 · Pion noir sur case blanche h7 · Cavalier noir sur case noire f6 · Pion noir sur case blanche f5 · Pion blanc sur case noire d4 · Pion blanc sur case noire g3 · Pion blanc sur case blanche a2 · Pion blanc sur case noire b2 · Pion blanc sur case blanche c2 · Pion blanc sur case blanche e2 · Pion blanc sur case noire f2 · Fou blanc sur case blanche g2 · Pion blanc sur case noire h2 · Tour blanche sur case noire a1 · Cavalier blanc sur case blanche b1 · Fou blanc sur case noire c1 · Dame blanche sur case blanche d1 · Roi blanc sur case noire e1 · Cavalier blanc sur case noire g1 · Tour blanche sur case blanche h1 | Tour noire sur case blanche a8 · Cavalier noir sur case noire b8 · Fou noir sur case blanche c8 · Dame noire sur case noire d8 · Roi noir sur case blanche e8 · Fou noir sur case noire f8 · Tour noire sur case noire h8 · Pion noir sur case noire a7 · Pion noir sur case blanche b7 · Pion noir sur case noire c7 · Pion noir sur case blanche d7 · Pion noir sur case noire e7 · Pion noir sur case noire g7 · Pion noir sur case blanche h7 · Cavalier noir sur case noire f6 · Pion noir sur case blanche f5 · Pion blanc sur case noire d4 · Pion blanc sur case noire g3 · Pion blanc sur case blanche a2 · Pion blanc sur case noire b2 · Pion blanc sur case blanche c2 · Pion blanc sur case blanche e2 · Pion blanc sur case noire f2 · Fou blanc sur case blanche g2 · Pion blanc sur case noire h2 · Tour blanche sur case noire a1 · Cavalier blanc sur case blanche b1 · Fou blanc sur case noire c1 · Dame blanche sur case blanche d1 · Roi blanc sur case noire e1 · Cavalier blanc sur case noire g1 · Tour blanche sur case blanche h1 | Tour noire sur case blanche a8 · Cavalier noir sur case noire b8 · Fou noir sur case blanche c8 · Dame noire sur case noire d8 · Roi noir sur case blanche e8 · Fou noir sur case noire f8 · Tour noire sur case noire h8 · Pion noir sur case noire a7 · Pion noir sur case blanche b7 · Pion noir sur case noire c7 · Pion noir sur case blanche d7 · Pion noir sur case noire e7 · Pion noir sur case noire g7 · Pion noir sur case blanche h7 · Cavalier noir sur case noire f6 · Pion noir sur case blanche f5 · Pion blanc sur case noire d4 · Pion blanc sur case noire g3 · Pion blanc sur case blanche a2 · Pion blanc sur case noire b2 · Pion blanc sur case blanche c2 · Pion blanc sur case blanche e2 · Pion blanc sur case noire f2 · Fou blanc sur case blanche g2 · Pion blanc sur case noire h2 · Tour blanche sur case noire a1 · Cavalier blanc sur case blanche b1 · Fou blanc sur case noire c1 · Dame blanche sur case blanche d1 · Roi blanc sur case noire e1 · Cavalier blanc sur case noire g1 · Tour blanche sur case blanche h1 | 1 |
|   | a | b | c | d | e | f | g | h |   |

2. g3
La théorie moderne suggère que g3 suivi par Fg2 rend l'attaque à l'aile roi, typique de toutes les lignes de la défense hollandaise, plus difficile à réaliser. Ce sera un ordre de mouvement commun des blancs.
2...Cf6
Encore deux possibilités pour les blancs : Fg2 ou Fg5. Avec Fg2, les blancs continuent avec une stratégie de fianchetto pour rendre l'attaque plus difficile pour les noirs à l'aile roi. Avec le coup 3. Fg5, les noirs n'ont pas à s'inquiéter : le coup 3...Ce4 déplacera à nouveau le fou et les noirs auront déjà égalisé dans l'ouverture.
3. Fg2 e6
...e6 renforce le pion f5, et dresse les bases d'une structure de pions noirs Stonewall. À ce niveau, encore deux possibilités pour les blancs: Cf3 ou c4.
Avec 4. Cf3, les blancs continuent avec l'idée de protéger leur roi. Le reste du jeu déterminera à quel point le roi blanc était protégé car il devra faire face aux déséquilibres dynamiques créés par la défense hollandaise. Ensuite vient 4...d5, cela prépare la formation de Stonewall. ...c6 arrivera plus tard pour compléter cette formation de pions, renforcer encore la structure de Stonewall et transformer l'aile dame des noirs en une noix très difficile à casser. Après 5. c4 c6 6. 0-0 Fd6, selon les résultats de bases de données récentes, les blancs gagnent à 38 %, les noirs gagnent à 23 % et font match nul à 39 %.
Avec 4. c4, on a typiquement: 4... Fe7 5. Cf3 0-0 6. 0-0 d5 et les noirs ont réussi une belle structure Stonewall.

### Le coup c4
|   | a | b | c | d | e | f | g | h |   |
| 8 | Tour noire sur case blanche a8 · Cavalier noir sur case noire b8 · Fou noir sur case blanche c8 · Dame noire sur case noire d8 · Roi noir sur case blanche e8 · Tour noire sur case noire h8 · Pion noir sur case noire a7 · Pion noir sur case blanche b7 · Pion noir sur case noire g7 · Pion noir sur case blanche h7 · Pion noir sur case blanche c6 · Fou noir sur case noire d6 · Pion noir sur case blanche e6 · Cavalier noir sur case noire f6 · Pion noir sur case blanche d5 · Pion noir sur case blanche f5 · Pion blanc sur case blanche c4 · Pion blanc sur case noire d4 · Cavalier blanc sur case noire c3 · Fou blanc sur case blanche d3 · Pion blanc sur case noire e3 · Pion blanc sur case blanche a2 · Pion blanc sur case noire b2 · Cavalier blanc sur case blanche e2 · Pion blanc sur case noire f2 · Pion blanc sur case blanche g2 · Pion blanc sur case noire h2 · Tour blanche sur case noire a1 · Fou blanc sur case noire c1 · Dame blanche sur case blanche d1 · Roi blanc sur case noire e1 · Tour blanche sur case blanche h1 | Tour noire sur case blanche a8 · Cavalier noir sur case noire b8 · Fou noir sur case blanche c8 · Dame noire sur case noire d8 · Roi noir sur case blanche e8 · Tour noire sur case noire h8 · Pion noir sur case noire a7 · Pion noir sur case blanche b7 · Pion noir sur case noire g7 · Pion noir sur case blanche h7 · Pion noir sur case blanche c6 · Fou noir sur case noire d6 · Pion noir sur case blanche e6 · Cavalier noir sur case noire f6 · Pion noir sur case blanche d5 · Pion noir sur case blanche f5 · Pion blanc sur case blanche c4 · Pion blanc sur case noire d4 · Cavalier blanc sur case noire c3 · Fou blanc sur case blanche d3 · Pion blanc sur case noire e3 · Pion blanc sur case blanche a2 · Pion blanc sur case noire b2 · Cavalier blanc sur case blanche e2 · Pion blanc sur case noire f2 · Pion blanc sur case blanche g2 · Pion blanc sur case noire h2 · Tour blanche sur case noire a1 · Fou blanc sur case noire c1 · Dame blanche sur case blanche d1 · Roi blanc sur case noire e1 · Tour blanche sur case blanche h1 | Tour noire sur case blanche a8 · Cavalier noir sur case noire b8 · Fou noir sur case blanche c8 · Dame noire sur case noire d8 · Roi noir sur case blanche e8 · Tour noire sur case noire h8 · Pion noir sur case noire a7 · Pion noir sur case blanche b7 · Pion noir sur case noire g7 · Pion noir sur case blanche h7 · Pion noir sur case blanche c6 · Fou noir sur case noire d6 · Pion noir sur case blanche e6 · Cavalier noir sur case noire f6 · Pion noir sur case blanche d5 · Pion noir sur case blanche f5 · Pion blanc sur case blanche c4 · Pion blanc sur case noire d4 · Cavalier blanc sur case noire c3 · Fou blanc sur case blanche d3 · Pion blanc sur case noire e3 · Pion blanc sur case blanche a2 · Pion blanc sur case noire b2 · Cavalier blanc sur case blanche e2 · Pion blanc sur case noire f2 · Pion blanc sur case blanche g2 · Pion blanc sur case noire h2 · Tour blanche sur case noire a1 · Fou blanc sur case noire c1 · Dame blanche sur case blanche d1 · Roi blanc sur case noire e1 · Tour blanche sur case blanche h1 | Tour noire sur case blanche a8 · Cavalier noir sur case noire b8 · Fou noir sur case blanche c8 · Dame noire sur case noire d8 · Roi noir sur case blanche e8 · Tour noire sur case noire h8 · Pion noir sur case noire a7 · Pion noir sur case blanche b7 · Pion noir sur case noire g7 · Pion noir sur case blanche h7 · Pion noir sur case blanche c6 · Fou noir sur case noire d6 · Pion noir sur case blanche e6 · Cavalier noir sur case noire f6 · Pion noir sur case blanche d5 · Pion noir sur case blanche f5 · Pion blanc sur case blanche c4 · Pion blanc sur case noire d4 · Cavalier blanc sur case noire c3 · Fou blanc sur case blanche d3 · Pion blanc sur case noire e3 · Pion blanc sur case blanche a2 · Pion blanc sur case noire b2 · Cavalier blanc sur case blanche e2 · Pion blanc sur case noire f2 · Pion blanc sur case blanche g2 · Pion blanc sur case noire h2 · Tour blanche sur case noire a1 · Fou blanc sur case noire c1 · Dame blanche sur case blanche d1 · Roi blanc sur case noire e1 · Tour blanche sur case blanche h1 | Tour noire sur case blanche a8 · Cavalier noir sur case noire b8 · Fou noir sur case blanche c8 · Dame noire sur case noire d8 · Roi noir sur case blanche e8 · Tour noire sur case noire h8 · Pion noir sur case noire a7 · Pion noir sur case blanche b7 · Pion noir sur case noire g7 · Pion noir sur case blanche h7 · Pion noir sur case blanche c6 · Fou noir sur case noire d6 · Pion noir sur case blanche e6 · Cavalier noir sur case noire f6 · Pion noir sur case blanche d5 · Pion noir sur case blanche f5 · Pion blanc sur case blanche c4 · Pion blanc sur case noire d4 · Cavalier blanc sur case noire c3 · Fou blanc sur case blanche d3 · Pion blanc sur case noire e3 · Pion blanc sur case blanche a2 · Pion blanc sur case noire b2 · Cavalier blanc sur case blanche e2 · Pion blanc sur case noire f2 · Pion blanc sur case blanche g2 · Pion blanc sur case noire h2 · Tour blanche sur case noire a1 · Fou blanc sur case noire c1 · Dame blanche sur case blanche d1 · Roi blanc sur case noire e1 · Tour blanche sur case blanche h1 | Tour noire sur case blanche a8 · Cavalier noir sur case noire b8 · Fou noir sur case blanche c8 · Dame noire sur case noire d8 · Roi noir sur case blanche e8 · Tour noire sur case noire h8 · Pion noir sur case noire a7 · Pion noir sur case blanche b7 · Pion noir sur case noire g7 · Pion noir sur case blanche h7 · Pion noir sur case blanche c6 · Fou noir sur case noire d6 · Pion noir sur case blanche e6 · Cavalier noir sur case noire f6 · Pion noir sur case blanche d5 · Pion noir sur case blanche f5 · Pion blanc sur case blanche c4 · Pion blanc sur case noire d4 · Cavalier blanc sur case noire c3 · Fou blanc sur case blanche d3 · Pion blanc sur case noire e3 · Pion blanc sur case blanche a2 · Pion blanc sur case noire b2 · Cavalier blanc sur case blanche e2 · Pion blanc sur case noire f2 · Pion blanc sur case blanche g2 · Pion blanc sur case noire h2 · Tour blanche sur case noire a1 · Fou blanc sur case noire c1 · Dame blanche sur case blanche d1 · Roi blanc sur case noire e1 · Tour blanche sur case blanche h1 | Tour noire sur case blanche a8 · Cavalier noir sur case noire b8 · Fou noir sur case blanche c8 · Dame noire sur case noire d8 · Roi noir sur case blanche e8 · Tour noire sur case noire h8 · Pion noir sur case noire a7 · Pion noir sur case blanche b7 · Pion noir sur case noire g7 · Pion noir sur case blanche h7 · Pion noir sur case blanche c6 · Fou noir sur case noire d6 · Pion noir sur case blanche e6 · Cavalier noir sur case noire f6 · Pion noir sur case blanche d5 · Pion noir sur case blanche f5 · Pion blanc sur case blanche c4 · Pion blanc sur case noire d4 · Cavalier blanc sur case noire c3 · Fou blanc sur case blanche d3 · Pion blanc sur case noire e3 · Pion blanc sur case blanche a2 · Pion blanc sur case noire b2 · Cavalier blanc sur case blanche e2 · Pion blanc sur case noire f2 · Pion blanc sur case blanche g2 · Pion blanc sur case noire h2 · Tour blanche sur case noire a1 · Fou blanc sur case noire c1 · Dame blanche sur case blanche d1 · Roi blanc sur case noire e1 · Tour blanche sur case blanche h1 | Tour noire sur case blanche a8 · Cavalier noir sur case noire b8 · Fou noir sur case blanche c8 · Dame noire sur case noire d8 · Roi noir sur case blanche e8 · Tour noire sur case noire h8 · Pion noir sur case noire a7 · Pion noir sur case blanche b7 · Pion noir sur case noire g7 · Pion noir sur case blanche h7 · Pion noir sur case blanche c6 · Fou noir sur case noire d6 · Pion noir sur case blanche e6 · Cavalier noir sur case noire f6 · Pion noir sur case blanche d5 · Pion noir sur case blanche f5 · Pion blanc sur case blanche c4 · Pion blanc sur case noire d4 · Cavalier blanc sur case noire c3 · Fou blanc sur case blanche d3 · Pion blanc sur case noire e3 · Pion blanc sur case blanche a2 · Pion blanc sur case noire b2 · Cavalier blanc sur case blanche e2 · Pion blanc sur case noire f2 · Pion blanc sur case blanche g2 · Pion blanc sur case noire h2 · Tour blanche sur case noire a1 · Fou blanc sur case noire c1 · Dame blanche sur case blanche d1 · Roi blanc sur case noire e1 · Tour blanche sur case blanche h1 | 8 |
| 7 | Tour noire sur case blanche a8 · Cavalier noir sur case noire b8 · Fou noir sur case blanche c8 · Dame noire sur case noire d8 · Roi noir sur case blanche e8 · Tour noire sur case noire h8 · Pion noir sur case noire a7 · Pion noir sur case blanche b7 · Pion noir sur case noire g7 · Pion noir sur case blanche h7 · Pion noir sur case blanche c6 · Fou noir sur case noire d6 · Pion noir sur case blanche e6 · Cavalier noir sur case noire f6 · Pion noir sur case blanche d5 · Pion noir sur case blanche f5 · Pion blanc sur case blanche c4 · Pion blanc sur case noire d4 · Cavalier blanc sur case noire c3 · Fou blanc sur case blanche d3 · Pion blanc sur case noire e3 · Pion blanc sur case blanche a2 · Pion blanc sur case noire b2 · Cavalier blanc sur case blanche e2 · Pion blanc sur case noire f2 · Pion blanc sur case blanche g2 · Pion blanc sur case noire h2 · Tour blanche sur case noire a1 · Fou blanc sur case noire c1 · Dame blanche sur case blanche d1 · Roi blanc sur case noire e1 · Tour blanche sur case blanche h1 | Tour noire sur case blanche a8 · Cavalier noir sur case noire b8 · Fou noir sur case blanche c8 · Dame noire sur case noire d8 · Roi noir sur case blanche e8 · Tour noire sur case noire h8 · Pion noir sur case noire a7 · Pion noir sur case blanche b7 · Pion noir sur case noire g7 · Pion noir sur case blanche h7 · Pion noir sur case blanche c6 · Fou noir sur case noire d6 · Pion noir sur case blanche e6 · Cavalier noir sur case noire f6 · Pion noir sur case blanche d5 · Pion noir sur case blanche f5 · Pion blanc sur case blanche c4 · Pion blanc sur case noire d4 · Cavalier blanc sur case noire c3 · Fou blanc sur case blanche d3 · Pion blanc sur case noire e3 · Pion blanc sur case blanche a2 · Pion blanc sur case noire b2 · Cavalier blanc sur case blanche e2 · Pion blanc sur case noire f2 · Pion blanc sur case blanche g2 · Pion blanc sur case noire h2 · Tour blanche sur case noire a1 · Fou blanc sur case noire c1 · Dame blanche sur case blanche d1 · Roi blanc sur case noire e1 · Tour blanche sur case blanche h1 | Tour noire sur case blanche a8 · Cavalier noir sur case noire b8 · Fou noir sur case blanche c8 · Dame noire sur case noire d8 · Roi noir sur case blanche e8 · Tour noire sur case noire h8 · Pion noir sur case noire a7 · Pion noir sur case blanche b7 · Pion noir sur case noire g7 · Pion noir sur case blanche h7 · Pion noir sur case blanche c6 · Fou noir sur case noire d6 · Pion noir sur case blanche e6 · Cavalier noir sur case noire f6 · Pion noir sur case blanche d5 · Pion noir sur case blanche f5 · Pion blanc sur case blanche c4 · Pion blanc sur case noire d4 · Cavalier blanc sur case noire c3 · Fou blanc sur case blanche d3 · Pion blanc sur case noire e3 · Pion blanc sur case blanche a2 · Pion blanc sur case noire b2 · Cavalier blanc sur case blanche e2 · Pion blanc sur case noire f2 · Pion blanc sur case blanche g2 · Pion blanc sur case noire h2 · Tour blanche sur case noire a1 · Fou blanc sur case noire c1 · Dame blanche sur case blanche d1 · Roi blanc sur case noire e1 · Tour blanche sur case blanche h1 | Tour noire sur case blanche a8 · Cavalier noir sur case noire b8 · Fou noir sur case blanche c8 · Dame noire sur case noire d8 · Roi noir sur case blanche e8 · Tour noire sur case noire h8 · Pion noir sur case noire a7 · Pion noir sur case blanche b7 · Pion noir sur case noire g7 · Pion noir sur case blanche h7 · Pion noir sur case blanche c6 · Fou noir sur case noire d6 · Pion noir sur case blanche e6 · Cavalier noir sur case noire f6 · Pion noir sur case blanche d5 · Pion noir sur case blanche f5 · Pion blanc sur case blanche c4 · Pion blanc sur case noire d4 · Cavalier blanc sur case noire c3 · Fou blanc sur case blanche d3 · Pion blanc sur case noire e3 · Pion blanc sur case blanche a2 · Pion blanc sur case noire b2 · Cavalier blanc sur case blanche e2 · Pion blanc sur case noire f2 · Pion blanc sur case blanche g2 · Pion blanc sur case noire h2 · Tour blanche sur case noire a1 · Fou blanc sur case noire c1 · Dame blanche sur case blanche d1 · Roi blanc sur case noire e1 · Tour blanche sur case blanche h1 | Tour noire sur case blanche a8 · Cavalier noir sur case noire b8 · Fou noir sur case blanche c8 · Dame noire sur case noire d8 · Roi noir sur case blanche e8 · Tour noire sur case noire h8 · Pion noir sur case noire a7 · Pion noir sur case blanche b7 · Pion noir sur case noire g7 · Pion noir sur case blanche h7 · Pion noir sur case blanche c6 · Fou noir sur case noire d6 · Pion noir sur case blanche e6 · Cavalier noir sur case noire f6 · Pion noir sur case blanche d5 · Pion noir sur case blanche f5 · Pion blanc sur case blanche c4 · Pion blanc sur case noire d4 · Cavalier blanc sur case noire c3 · Fou blanc sur case blanche d3 · Pion blanc sur case noire e3 · Pion blanc sur case blanche a2 · Pion blanc sur case noire b2 · Cavalier blanc sur case blanche e2 · Pion blanc sur case noire f2 · Pion blanc sur case blanche g2 · Pion blanc sur case noire h2 · Tour blanche sur case noire a1 · Fou blanc sur case noire c1 · Dame blanche sur case blanche d1 · Roi blanc sur case noire e1 · Tour blanche sur case blanche h1 | Tour noire sur case blanche a8 · Cavalier noir sur case noire b8 · Fou noir sur case blanche c8 · Dame noire sur case noire d8 · Roi noir sur case blanche e8 · Tour noire sur case noire h8 · Pion noir sur case noire a7 · Pion noir sur case blanche b7 · Pion noir sur case noire g7 · Pion noir sur case blanche h7 · Pion noir sur case blanche c6 · Fou noir sur case noire d6 · Pion noir sur case blanche e6 · Cavalier noir sur case noire f6 · Pion noir sur case blanche d5 · Pion noir sur case blanche f5 · Pion blanc sur case blanche c4 · Pion blanc sur case noire d4 · Cavalier blanc sur case noire c3 · Fou blanc sur case blanche d3 · Pion blanc sur case noire e3 · Pion blanc sur case blanche a2 · Pion blanc sur case noire b2 · Cavalier blanc sur case blanche e2 · Pion blanc sur case noire f2 · Pion blanc sur case blanche g2 · Pion blanc sur case noire h2 · Tour blanche sur case noire a1 · Fou blanc sur case noire c1 · Dame blanche sur case blanche d1 · Roi blanc sur case noire e1 · Tour blanche sur case blanche h1 | Tour noire sur case blanche a8 · Cavalier noir sur case noire b8 · Fou noir sur case blanche c8 · Dame noire sur case noire d8 · Roi noir sur case blanche e8 · Tour noire sur case noire h8 · Pion noir sur case noire a7 · Pion noir sur case blanche b7 · Pion noir sur case noire g7 · Pion noir sur case blanche h7 · Pion noir sur case blanche c6 · Fou noir sur case noire d6 · Pion noir sur case blanche e6 · Cavalier noir sur case noire f6 · Pion noir sur case blanche d5 · Pion noir sur case blanche f5 · Pion blanc sur case blanche c4 · Pion blanc sur case noire d4 · Cavalier blanc sur case noire c3 · Fou blanc sur case blanche d3 · Pion blanc sur case noire e3 · Pion blanc sur case blanche a2 · Pion blanc sur case noire b2 · Cavalier blanc sur case blanche e2 · Pion blanc sur case noire f2 · Pion blanc sur case blanche g2 · Pion blanc sur case noire h2 · Tour blanche sur case noire a1 · Fou blanc sur case noire c1 · Dame blanche sur case blanche d1 · Roi blanc sur case noire e1 · Tour blanche sur case blanche h1 | Tour noire sur case blanche a8 · Cavalier noir sur case noire b8 · Fou noir sur case blanche c8 · Dame noire sur case noire d8 · Roi noir sur case blanche e8 · Tour noire sur case noire h8 · Pion noir sur case noire a7 · Pion noir sur case blanche b7 · Pion noir sur case noire g7 · Pion noir sur case blanche h7 · Pion noir sur case blanche c6 · Fou noir sur case noire d6 · Pion noir sur case blanche e6 · Cavalier noir sur case noire f6 · Pion noir sur case blanche d5 · Pion noir sur case blanche f5 · Pion blanc sur case blanche c4 · Pion blanc sur case noire d4 · Cavalier blanc sur case noire c3 · Fou blanc sur case blanche d3 · Pion blanc sur case noire e3 · Pion blanc sur case blanche a2 · Pion blanc sur case noire b2 · Cavalier blanc sur case blanche e2 · Pion blanc sur case noire f2 · Pion blanc sur case blanche g2 · Pion blanc sur case noire h2 · Tour blanche sur case noire a1 · Fou blanc sur case noire c1 · Dame blanche sur case blanche d1 · Roi blanc sur case noire e1 · Tour blanche sur case blanche h1 | 7 |
| 6 | Tour noire sur case blanche a8 · Cavalier noir sur case noire b8 · Fou noir sur case blanche c8 · Dame noire sur case noire d8 · Roi noir sur case blanche e8 · Tour noire sur case noire h8 · Pion noir sur case noire a7 · Pion noir sur case blanche b7 · Pion noir sur case noire g7 · Pion noir sur case blanche h7 · Pion noir sur case blanche c6 · Fou noir sur case noire d6 · Pion noir sur case blanche e6 · Cavalier noir sur case noire f6 · Pion noir sur case blanche d5 · Pion noir sur case blanche f5 · Pion blanc sur case blanche c4 · Pion blanc sur case noire d4 · Cavalier blanc sur case noire c3 · Fou blanc sur case blanche d3 · Pion blanc sur case noire e3 · Pion blanc sur case blanche a2 · Pion blanc sur case noire b2 · Cavalier blanc sur case blanche e2 · Pion blanc sur case noire f2 · Pion blanc sur case blanche g2 · Pion blanc sur case noire h2 · Tour blanche sur case noire a1 · Fou blanc sur case noire c1 · Dame blanche sur case blanche d1 · Roi blanc sur case noire e1 · Tour blanche sur case blanche h1 | Tour noire sur case blanche a8 · Cavalier noir sur case noire b8 · Fou noir sur case blanche c8 · Dame noire sur case noire d8 · Roi noir sur case blanche e8 · Tour noire sur case noire h8 · Pion noir sur case noire a7 · Pion noir sur case blanche b7 · Pion noir sur case noire g7 · Pion noir sur case blanche h7 · Pion noir sur case blanche c6 · Fou noir sur case noire d6 · Pion noir sur case blanche e6 · Cavalier noir sur case noire f6 · Pion noir sur case blanche d5 · Pion noir sur case blanche f5 · Pion blanc sur case blanche c4 · Pion blanc sur case noire d4 · Cavalier blanc sur case noire c3 · Fou blanc sur case blanche d3 · Pion blanc sur case noire e3 · Pion blanc sur case blanche a2 · Pion blanc sur case noire b2 · Cavalier blanc sur case blanche e2 · Pion blanc sur case noire f2 · Pion blanc sur case blanche g2 · Pion blanc sur case noire h2 · Tour blanche sur case noire a1 · Fou blanc sur case noire c1 · Dame blanche sur case blanche d1 · Roi blanc sur case noire e1 · Tour blanche sur case blanche h1 | Tour noire sur case blanche a8 · Cavalier noir sur case noire b8 · Fou noir sur case blanche c8 · Dame noire sur case noire d8 · Roi noir sur case blanche e8 · Tour noire sur case noire h8 · Pion noir sur case noire a7 · Pion noir sur case blanche b7 · Pion noir sur case noire g7 · Pion noir sur case blanche h7 · Pion noir sur case blanche c6 · Fou noir sur case noire d6 · Pion noir sur case blanche e6 · Cavalier noir sur case noire f6 · Pion noir sur case blanche d5 · Pion noir sur case blanche f5 · Pion blanc sur case blanche c4 · Pion blanc sur case noire d4 · Cavalier blanc sur case noire c3 · Fou blanc sur case blanche d3 · Pion blanc sur case noire e3 · Pion blanc sur case blanche a2 · Pion blanc sur case noire b2 · Cavalier blanc sur case blanche e2 · Pion blanc sur case noire f2 · Pion blanc sur case blanche g2 · Pion blanc sur case noire h2 · Tour blanche sur case noire a1 · Fou blanc sur case noire c1 · Dame blanche sur case blanche d1 · Roi blanc sur case noire e1 · Tour blanche sur case blanche h1 | Tour noire sur case blanche a8 · Cavalier noir sur case noire b8 · Fou noir sur case blanche c8 · Dame noire sur case noire d8 · Roi noir sur case blanche e8 · Tour noire sur case noire h8 · Pion noir sur case noire a7 · Pion noir sur case blanche b7 · Pion noir sur case noire g7 · Pion noir sur case blanche h7 · Pion noir sur case blanche c6 · Fou noir sur case noire d6 · Pion noir sur case blanche e6 · Cavalier noir sur case noire f6 · Pion noir sur case blanche d5 · Pion noir sur case blanche f5 · Pion blanc sur case blanche c4 · Pion blanc sur case noire d4 · Cavalier blanc sur case noire c3 · Fou blanc sur case blanche d3 · Pion blanc sur case noire e3 · Pion blanc sur case blanche a2 · Pion blanc sur case noire b2 · Cavalier blanc sur case blanche e2 · Pion blanc sur case noire f2 · Pion blanc sur case blanche g2 · Pion blanc sur case noire h2 · Tour blanche sur case noire a1 · Fou blanc sur case noire c1 · Dame blanche sur case blanche d1 · Roi blanc sur case noire e1 · Tour blanche sur case blanche h1 | Tour noire sur case blanche a8 · Cavalier noir sur case noire b8 · Fou noir sur case blanche c8 · Dame noire sur case noire d8 · Roi noir sur case blanche e8 · Tour noire sur case noire h8 · Pion noir sur case noire a7 · Pion noir sur case blanche b7 · Pion noir sur case noire g7 · Pion noir sur case blanche h7 · Pion noir sur case blanche c6 · Fou noir sur case noire d6 · Pion noir sur case blanche e6 · Cavalier noir sur case noire f6 · Pion noir sur case blanche d5 · Pion noir sur case blanche f5 · Pion blanc sur case blanche c4 · Pion blanc sur case noire d4 · Cavalier blanc sur case noire c3 · Fou blanc sur case blanche d3 · Pion blanc sur case noire e3 · Pion blanc sur case blanche a2 · Pion blanc sur case noire b2 · Cavalier blanc sur case blanche e2 · Pion blanc sur case noire f2 · Pion blanc sur case blanche g2 · Pion blanc sur case noire h2 · Tour blanche sur case noire a1 · Fou blanc sur case noire c1 · Dame blanche sur case blanche d1 · Roi blanc sur case noire e1 · Tour blanche sur case blanche h1 | Tour noire sur case blanche a8 · Cavalier noir sur case noire b8 · Fou noir sur case blanche c8 · Dame noire sur case noire d8 · Roi noir sur case blanche e8 · Tour noire sur case noire h8 · Pion noir sur case noire a7 · Pion noir sur case blanche b7 · Pion noir sur case noire g7 · Pion noir sur case blanche h7 · Pion noir sur case blanche c6 · Fou noir sur case noire d6 · Pion noir sur case blanche e6 · Cavalier noir sur case noire f6 · Pion noir sur case blanche d5 · Pion noir sur case blanche f5 · Pion blanc sur case blanche c4 · Pion blanc sur case noire d4 · Cavalier blanc sur case noire c3 · Fou blanc sur case blanche d3 · Pion blanc sur case noire e3 · Pion blanc sur case blanche a2 · Pion blanc sur case noire b2 · Cavalier blanc sur case blanche e2 · Pion blanc sur case noire f2 · Pion blanc sur case blanche g2 · Pion blanc sur case noire h2 · Tour blanche sur case noire a1 · Fou blanc sur case noire c1 · Dame blanche sur case blanche d1 · Roi blanc sur case noire e1 · Tour blanche sur case blanche h1 | Tour noire sur case blanche a8 · Cavalier noir sur case noire b8 · Fou noir sur case blanche c8 · Dame noire sur case noire d8 · Roi noir sur case blanche e8 · Tour noire sur case noire h8 · Pion noir sur case noire a7 · Pion noir sur case blanche b7 · Pion noir sur case noire g7 · Pion noir sur case blanche h7 · Pion noir sur case blanche c6 · Fou noir sur case noire d6 · Pion noir sur case blanche e6 · Cavalier noir sur case noire f6 · Pion noir sur case blanche d5 · Pion noir sur case blanche f5 · Pion blanc sur case blanche c4 · Pion blanc sur case noire d4 · Cavalier blanc sur case noire c3 · Fou blanc sur case blanche d3 · Pion blanc sur case noire e3 · Pion blanc sur case blanche a2 · Pion blanc sur case noire b2 · Cavalier blanc sur case blanche e2 · Pion blanc sur case noire f2 · Pion blanc sur case blanche g2 · Pion blanc sur case noire h2 · Tour blanche sur case noire a1 · Fou blanc sur case noire c1 · Dame blanche sur case blanche d1 · Roi blanc sur case noire e1 · Tour blanche sur case blanche h1 | Tour noire sur case blanche a8 · Cavalier noir sur case noire b8 · Fou noir sur case blanche c8 · Dame noire sur case noire d8 · Roi noir sur case blanche e8 · Tour noire sur case noire h8 · Pion noir sur case noire a7 · Pion noir sur case blanche b7 · Pion noir sur case noire g7 · Pion noir sur case blanche h7 · Pion noir sur case blanche c6 · Fou noir sur case noire d6 · Pion noir sur case blanche e6 · Cavalier noir sur case noire f6 · Pion noir sur case blanche d5 · Pion noir sur case blanche f5 · Pion blanc sur case blanche c4 · Pion blanc sur case noire d4 · Cavalier blanc sur case noire c3 · Fou blanc sur case blanche d3 · Pion blanc sur case noire e3 · Pion blanc sur case blanche a2 · Pion blanc sur case noire b2 · Cavalier blanc sur case blanche e2 · Pion blanc sur case noire f2 · Pion blanc sur case blanche g2 · Pion blanc sur case noire h2 · Tour blanche sur case noire a1 · Fou blanc sur case noire c1 · Dame blanche sur case blanche d1 · Roi blanc sur case noire e1 · Tour blanche sur case blanche h1 | 6 |
| 5 | Tour noire sur case blanche a8 · Cavalier noir sur case noire b8 · Fou noir sur case blanche c8 · Dame noire sur case noire d8 · Roi noir sur case blanche e8 · Tour noire sur case noire h8 · Pion noir sur case noire a7 · Pion noir sur case blanche b7 · Pion noir sur case noire g7 · Pion noir sur case blanche h7 · Pion noir sur case blanche c6 · Fou noir sur case noire d6 · Pion noir sur case blanche e6 · Cavalier noir sur case noire f6 · Pion noir sur case blanche d5 · Pion noir sur case blanche f5 · Pion blanc sur case blanche c4 · Pion blanc sur case noire d4 · Cavalier blanc sur case noire c3 · Fou blanc sur case blanche d3 · Pion blanc sur case noire e3 · Pion blanc sur case blanche a2 · Pion blanc sur case noire b2 · Cavalier blanc sur case blanche e2 · Pion blanc sur case noire f2 · Pion blanc sur case blanche g2 · Pion blanc sur case noire h2 · Tour blanche sur case noire a1 · Fou blanc sur case noire c1 · Dame blanche sur case blanche d1 · Roi blanc sur case noire e1 · Tour blanche sur case blanche h1 | Tour noire sur case blanche a8 · Cavalier noir sur case noire b8 · Fou noir sur case blanche c8 · Dame noire sur case noire d8 · Roi noir sur case blanche e8 · Tour noire sur case noire h8 · Pion noir sur case noire a7 · Pion noir sur case blanche b7 · Pion noir sur case noire g7 · Pion noir sur case blanche h7 · Pion noir sur case blanche c6 · Fou noir sur case noire d6 · Pion noir sur case blanche e6 · Cavalier noir sur case noire f6 · Pion noir sur case blanche d5 · Pion noir sur case blanche f5 · Pion blanc sur case blanche c4 · Pion blanc sur case noire d4 · Cavalier blanc sur case noire c3 · Fou blanc sur case blanche d3 · Pion blanc sur case noire e3 · Pion blanc sur case blanche a2 · Pion blanc sur case noire b2 · Cavalier blanc sur case blanche e2 · Pion blanc sur case noire f2 · Pion blanc sur case blanche g2 · Pion blanc sur case noire h2 · Tour blanche sur case noire a1 · Fou blanc sur case noire c1 · Dame blanche sur case blanche d1 · Roi blanc sur case noire e1 · Tour blanche sur case blanche h1 | Tour noire sur case blanche a8 · Cavalier noir sur case noire b8 · Fou noir sur case blanche c8 · Dame noire sur case noire d8 · Roi noir sur case blanche e8 · Tour noire sur case noire h8 · Pion noir sur case noire a7 · Pion noir sur case blanche b7 · Pion noir sur case noire g7 · Pion noir sur case blanche h7 · Pion noir sur case blanche c6 · Fou noir sur case noire d6 · Pion noir sur case blanche e6 · Cavalier noir sur case noire f6 · Pion noir sur case blanche d5 · Pion noir sur case blanche f5 · Pion blanc sur case blanche c4 · Pion blanc sur case noire d4 · Cavalier blanc sur case noire c3 · Fou blanc sur case blanche d3 · Pion blanc sur case noire e3 · Pion blanc sur case blanche a2 · Pion blanc sur case noire b2 · Cavalier blanc sur case blanche e2 · Pion blanc sur case noire f2 · Pion blanc sur case blanche g2 · Pion blanc sur case noire h2 · Tour blanche sur case noire a1 · Fou blanc sur case noire c1 · Dame blanche sur case blanche d1 · Roi blanc sur case noire e1 · Tour blanche sur case blanche h1 | Tour noire sur case blanche a8 · Cavalier noir sur case noire b8 · Fou noir sur case blanche c8 · Dame noire sur case noire d8 · Roi noir sur case blanche e8 · Tour noire sur case noire h8 · Pion noir sur case noire a7 · Pion noir sur case blanche b7 · Pion noir sur case noire g7 · Pion noir sur case blanche h7 · Pion noir sur case blanche c6 · Fou noir sur case noire d6 · Pion noir sur case blanche e6 · Cavalier noir sur case noire f6 · Pion noir sur case blanche d5 · Pion noir sur case blanche f5 · Pion blanc sur case blanche c4 · Pion blanc sur case noire d4 · Cavalier blanc sur case noire c3 · Fou blanc sur case blanche d3 · Pion blanc sur case noire e3 · Pion blanc sur case blanche a2 · Pion blanc sur case noire b2 · Cavalier blanc sur case blanche e2 · Pion blanc sur case noire f2 · Pion blanc sur case blanche g2 · Pion blanc sur case noire h2 · Tour blanche sur case noire a1 · Fou blanc sur case noire c1 · Dame blanche sur case blanche d1 · Roi blanc sur case noire e1 · Tour blanche sur case blanche h1 | Tour noire sur case blanche a8 · Cavalier noir sur case noire b8 · Fou noir sur case blanche c8 · Dame noire sur case noire d8 · Roi noir sur case blanche e8 · Tour noire sur case noire h8 · Pion noir sur case noire a7 · Pion noir sur case blanche b7 · Pion noir sur case noire g7 · Pion noir sur case blanche h7 · Pion noir sur case blanche c6 · Fou noir sur case noire d6 · Pion noir sur case blanche e6 · Cavalier noir sur case noire f6 · Pion noir sur case blanche d5 · Pion noir sur case blanche f5 · Pion blanc sur case blanche c4 · Pion blanc sur case noire d4 · Cavalier blanc sur case noire c3 · Fou blanc sur case blanche d3 · Pion blanc sur case noire e3 · Pion blanc sur case blanche a2 · Pion blanc sur case noire b2 · Cavalier blanc sur case blanche e2 · Pion blanc sur case noire f2 · Pion blanc sur case blanche g2 · Pion blanc sur case noire h2 · Tour blanche sur case noire a1 · Fou blanc sur case noire c1 · Dame blanche sur case blanche d1 · Roi blanc sur case noire e1 · Tour blanche sur case blanche h1 | Tour noire sur case blanche a8 · Cavalier noir sur case noire b8 · Fou noir sur case blanche c8 · Dame noire sur case noire d8 · Roi noir sur case blanche e8 · Tour noire sur case noire h8 · Pion noir sur case noire a7 · Pion noir sur case blanche b7 · Pion noir sur case noire g7 · Pion noir sur case blanche h7 · Pion noir sur case blanche c6 · Fou noir sur case noire d6 · Pion noir sur case blanche e6 · Cavalier noir sur case noire f6 · Pion noir sur case blanche d5 · Pion noir sur case blanche f5 · Pion blanc sur case blanche c4 · Pion blanc sur case noire d4 · Cavalier blanc sur case noire c3 · Fou blanc sur case blanche d3 · Pion blanc sur case noire e3 · Pion blanc sur case blanche a2 · Pion blanc sur case noire b2 · Cavalier blanc sur case blanche e2 · Pion blanc sur case noire f2 · Pion blanc sur case blanche g2 · Pion blanc sur case noire h2 · Tour blanche sur case noire a1 · Fou blanc sur case noire c1 · Dame blanche sur case blanche d1 · Roi blanc sur case noire e1 · Tour blanche sur case blanche h1 | Tour noire sur case blanche a8 · Cavalier noir sur case noire b8 · Fou noir sur case blanche c8 · Dame noire sur case noire d8 · Roi noir sur case blanche e8 · Tour noire sur case noire h8 · Pion noir sur case noire a7 · Pion noir sur case blanche b7 · Pion noir sur case noire g7 · Pion noir sur case blanche h7 · Pion noir sur case blanche c6 · Fou noir sur case noire d6 · Pion noir sur case blanche e6 · Cavalier noir sur case noire f6 · Pion noir sur case blanche d5 · Pion noir sur case blanche f5 · Pion blanc sur case blanche c4 · Pion blanc sur case noire d4 · Cavalier blanc sur case noire c3 · Fou blanc sur case blanche d3 · Pion blanc sur case noire e3 · Pion blanc sur case blanche a2 · Pion blanc sur case noire b2 · Cavalier blanc sur case blanche e2 · Pion blanc sur case noire f2 · Pion blanc sur case blanche g2 · Pion blanc sur case noire h2 · Tour blanche sur case noire a1 · Fou blanc sur case noire c1 · Dame blanche sur case blanche d1 · Roi blanc sur case noire e1 · Tour blanche sur case blanche h1 | Tour noire sur case blanche a8 · Cavalier noir sur case noire b8 · Fou noir sur case blanche c8 · Dame noire sur case noire d8 · Roi noir sur case blanche e8 · Tour noire sur case noire h8 · Pion noir sur case noire a7 · Pion noir sur case blanche b7 · Pion noir sur case noire g7 · Pion noir sur case blanche h7 · Pion noir sur case blanche c6 · Fou noir sur case noire d6 · Pion noir sur case blanche e6 · Cavalier noir sur case noire f6 · Pion noir sur case blanche d5 · Pion noir sur case blanche f5 · Pion blanc sur case blanche c4 · Pion blanc sur case noire d4 · Cavalier blanc sur case noire c3 · Fou blanc sur case blanche d3 · Pion blanc sur case noire e3 · Pion blanc sur case blanche a2 · Pion blanc sur case noire b2 · Cavalier blanc sur case blanche e2 · Pion blanc sur case noire f2 · Pion blanc sur case blanche g2 · Pion blanc sur case noire h2 · Tour blanche sur case noire a1 · Fou blanc sur case noire c1 · Dame blanche sur case blanche d1 · Roi blanc sur case noire e1 · Tour blanche sur case blanche h1 | 5 |
| 4 | Tour noire sur case blanche a8 · Cavalier noir sur case noire b8 · Fou noir sur case blanche c8 · Dame noire sur case noire d8 · Roi noir sur case blanche e8 · Tour noire sur case noire h8 · Pion noir sur case noire a7 · Pion noir sur case blanche b7 · Pion noir sur case noire g7 · Pion noir sur case blanche h7 · Pion noir sur case blanche c6 · Fou noir sur case noire d6 · Pion noir sur case blanche e6 · Cavalier noir sur case noire f6 · Pion noir sur case blanche d5 · Pion noir sur case blanche f5 · Pion blanc sur case blanche c4 · Pion blanc sur case noire d4 · Cavalier blanc sur case noire c3 · Fou blanc sur case blanche d3 · Pion blanc sur case noire e3 · Pion blanc sur case blanche a2 · Pion blanc sur case noire b2 · Cavalier blanc sur case blanche e2 · Pion blanc sur case noire f2 · Pion blanc sur case blanche g2 · Pion blanc sur case noire h2 · Tour blanche sur case noire a1 · Fou blanc sur case noire c1 · Dame blanche sur case blanche d1 · Roi blanc sur case noire e1 · Tour blanche sur case blanche h1 | Tour noire sur case blanche a8 · Cavalier noir sur case noire b8 · Fou noir sur case blanche c8 · Dame noire sur case noire d8 · Roi noir sur case blanche e8 · Tour noire sur case noire h8 · Pion noir sur case noire a7 · Pion noir sur case blanche b7 · Pion noir sur case noire g7 · Pion noir sur case blanche h7 · Pion noir sur case blanche c6 · Fou noir sur case noire d6 · Pion noir sur case blanche e6 · Cavalier noir sur case noire f6 · Pion noir sur case blanche d5 · Pion noir sur case blanche f5 · Pion blanc sur case blanche c4 · Pion blanc sur case noire d4 · Cavalier blanc sur case noire c3 · Fou blanc sur case blanche d3 · Pion blanc sur case noire e3 · Pion blanc sur case blanche a2 · Pion blanc sur case noire b2 · Cavalier blanc sur case blanche e2 · Pion blanc sur case noire f2 · Pion blanc sur case blanche g2 · Pion blanc sur case noire h2 · Tour blanche sur case noire a1 · Fou blanc sur case noire c1 · Dame blanche sur case blanche d1 · Roi blanc sur case noire e1 · Tour blanche sur case blanche h1 | Tour noire sur case blanche a8 · Cavalier noir sur case noire b8 · Fou noir sur case blanche c8 · Dame noire sur case noire d8 · Roi noir sur case blanche e8 · Tour noire sur case noire h8 · Pion noir sur case noire a7 · Pion noir sur case blanche b7 · Pion noir sur case noire g7 · Pion noir sur case blanche h7 · Pion noir sur case blanche c6 · Fou noir sur case noire d6 · Pion noir sur case blanche e6 · Cavalier noir sur case noire f6 · Pion noir sur case blanche d5 · Pion noir sur case blanche f5 · Pion blanc sur case blanche c4 · Pion blanc sur case noire d4 · Cavalier blanc sur case noire c3 · Fou blanc sur case blanche d3 · Pion blanc sur case noire e3 · Pion blanc sur case blanche a2 · Pion blanc sur case noire b2 · Cavalier blanc sur case blanche e2 · Pion blanc sur case noire f2 · Pion blanc sur case blanche g2 · Pion blanc sur case noire h2 · Tour blanche sur case noire a1 · Fou blanc sur case noire c1 · Dame blanche sur case blanche d1 · Roi blanc sur case noire e1 · Tour blanche sur case blanche h1 | Tour noire sur case blanche a8 · Cavalier noir sur case noire b8 · Fou noir sur case blanche c8 · Dame noire sur case noire d8 · Roi noir sur case blanche e8 · Tour noire sur case noire h8 · Pion noir sur case noire a7 · Pion noir sur case blanche b7 · Pion noir sur case noire g7 · Pion noir sur case blanche h7 · Pion noir sur case blanche c6 · Fou noir sur case noire d6 · Pion noir sur case blanche e6 · Cavalier noir sur case noire f6 · Pion noir sur case blanche d5 · Pion noir sur case blanche f5 · Pion blanc sur case blanche c4 · Pion blanc sur case noire d4 · Cavalier blanc sur case noire c3 · Fou blanc sur case blanche d3 · Pion blanc sur case noire e3 · Pion blanc sur case blanche a2 · Pion blanc sur case noire b2 · Cavalier blanc sur case blanche e2 · Pion blanc sur case noire f2 · Pion blanc sur case blanche g2 · Pion blanc sur case noire h2 · Tour blanche sur case noire a1 · Fou blanc sur case noire c1 · Dame blanche sur case blanche d1 · Roi blanc sur case noire e1 · Tour blanche sur case blanche h1 | Tour noire sur case blanche a8 · Cavalier noir sur case noire b8 · Fou noir sur case blanche c8 · Dame noire sur case noire d8 · Roi noir sur case blanche e8 · Tour noire sur case noire h8 · Pion noir sur case noire a7 · Pion noir sur case blanche b7 · Pion noir sur case noire g7 · Pion noir sur case blanche h7 · Pion noir sur case blanche c6 · Fou noir sur case noire d6 · Pion noir sur case blanche e6 · Cavalier noir sur case noire f6 · Pion noir sur case blanche d5 · Pion noir sur case blanche f5 · Pion blanc sur case blanche c4 · Pion blanc sur case noire d4 · Cavalier blanc sur case noire c3 · Fou blanc sur case blanche d3 · Pion blanc sur case noire e3 · Pion blanc sur case blanche a2 · Pion blanc sur case noire b2 · Cavalier blanc sur case blanche e2 · Pion blanc sur case noire f2 · Pion blanc sur case blanche g2 · Pion blanc sur case noire h2 · Tour blanche sur case noire a1 · Fou blanc sur case noire c1 · Dame blanche sur case blanche d1 · Roi blanc sur case noire e1 · Tour blanche sur case blanche h1 | Tour noire sur case blanche a8 · Cavalier noir sur case noire b8 · Fou noir sur case blanche c8 · Dame noire sur case noire d8 · Roi noir sur case blanche e8 · Tour noire sur case noire h8 · Pion noir sur case noire a7 · Pion noir sur case blanche b7 · Pion noir sur case noire g7 · Pion noir sur case blanche h7 · Pion noir sur case blanche c6 · Fou noir sur case noire d6 · Pion noir sur case blanche e6 · Cavalier noir sur case noire f6 · Pion noir sur case blanche d5 · Pion noir sur case blanche f5 · Pion blanc sur case blanche c4 · Pion blanc sur case noire d4 · Cavalier blanc sur case noire c3 · Fou blanc sur case blanche d3 · Pion blanc sur case noire e3 · Pion blanc sur case blanche a2 · Pion blanc sur case noire b2 · Cavalier blanc sur case blanche e2 · Pion blanc sur case noire f2 · Pion blanc sur case blanche g2 · Pion blanc sur case noire h2 · Tour blanche sur case noire a1 · Fou blanc sur case noire c1 · Dame blanche sur case blanche d1 · Roi blanc sur case noire e1 · Tour blanche sur case blanche h1 | Tour noire sur case blanche a8 · Cavalier noir sur case noire b8 · Fou noir sur case blanche c8 · Dame noire sur case noire d8 · Roi noir sur case blanche e8 · Tour noire sur case noire h8 · Pion noir sur case noire a7 · Pion noir sur case blanche b7 · Pion noir sur case noire g7 · Pion noir sur case blanche h7 · Pion noir sur case blanche c6 · Fou noir sur case noire d6 · Pion noir sur case blanche e6 · Cavalier noir sur case noire f6 · Pion noir sur case blanche d5 · Pion noir sur case blanche f5 · Pion blanc sur case blanche c4 · Pion blanc sur case noire d4 · Cavalier blanc sur case noire c3 · Fou blanc sur case blanche d3 · Pion blanc sur case noire e3 · Pion blanc sur case blanche a2 · Pion blanc sur case noire b2 · Cavalier blanc sur case blanche e2 · Pion blanc sur case noire f2 · Pion blanc sur case blanche g2 · Pion blanc sur case noire h2 · Tour blanche sur case noire a1 · Fou blanc sur case noire c1 · Dame blanche sur case blanche d1 · Roi blanc sur case noire e1 · Tour blanche sur case blanche h1 | Tour noire sur case blanche a8 · Cavalier noir sur case noire b8 · Fou noir sur case blanche c8 · Dame noire sur case noire d8 · Roi noir sur case blanche e8 · Tour noire sur case noire h8 · Pion noir sur case noire a7 · Pion noir sur case blanche b7 · Pion noir sur case noire g7 · Pion noir sur case blanche h7 · Pion noir sur case blanche c6 · Fou noir sur case noire d6 · Pion noir sur case blanche e6 · Cavalier noir sur case noire f6 · Pion noir sur case blanche d5 · Pion noir sur case blanche f5 · Pion blanc sur case blanche c4 · Pion blanc sur case noire d4 · Cavalier blanc sur case noire c3 · Fou blanc sur case blanche d3 · Pion blanc sur case noire e3 · Pion blanc sur case blanche a2 · Pion blanc sur case noire b2 · Cavalier blanc sur case blanche e2 · Pion blanc sur case noire f2 · Pion blanc sur case blanche g2 · Pion blanc sur case noire h2 · Tour blanche sur case noire a1 · Fou blanc sur case noire c1 · Dame blanche sur case blanche d1 · Roi blanc sur case noire e1 · Tour blanche sur case blanche h1 | 4 |
| 3 | Tour noire sur case blanche a8 · Cavalier noir sur case noire b8 · Fou noir sur case blanche c8 · Dame noire sur case noire d8 · Roi noir sur case blanche e8 · Tour noire sur case noire h8 · Pion noir sur case noire a7 · Pion noir sur case blanche b7 · Pion noir sur case noire g7 · Pion noir sur case blanche h7 · Pion noir sur case blanche c6 · Fou noir sur case noire d6 · Pion noir sur case blanche e6 · Cavalier noir sur case noire f6 · Pion noir sur case blanche d5 · Pion noir sur case blanche f5 · Pion blanc sur case blanche c4 · Pion blanc sur case noire d4 · Cavalier blanc sur case noire c3 · Fou blanc sur case blanche d3 · Pion blanc sur case noire e3 · Pion blanc sur case blanche a2 · Pion blanc sur case noire b2 · Cavalier blanc sur case blanche e2 · Pion blanc sur case noire f2 · Pion blanc sur case blanche g2 · Pion blanc sur case noire h2 · Tour blanche sur case noire a1 · Fou blanc sur case noire c1 · Dame blanche sur case blanche d1 · Roi blanc sur case noire e1 · Tour blanche sur case blanche h1 | Tour noire sur case blanche a8 · Cavalier noir sur case noire b8 · Fou noir sur case blanche c8 · Dame noire sur case noire d8 · Roi noir sur case blanche e8 · Tour noire sur case noire h8 · Pion noir sur case noire a7 · Pion noir sur case blanche b7 · Pion noir sur case noire g7 · Pion noir sur case blanche h7 · Pion noir sur case blanche c6 · Fou noir sur case noire d6 · Pion noir sur case blanche e6 · Cavalier noir sur case noire f6 · Pion noir sur case blanche d5 · Pion noir sur case blanche f5 · Pion blanc sur case blanche c4 · Pion blanc sur case noire d4 · Cavalier blanc sur case noire c3 · Fou blanc sur case blanche d3 · Pion blanc sur case noire e3 · Pion blanc sur case blanche a2 · Pion blanc sur case noire b2 · Cavalier blanc sur case blanche e2 · Pion blanc sur case noire f2 · Pion blanc sur case blanche g2 · Pion blanc sur case noire h2 · Tour blanche sur case noire a1 · Fou blanc sur case noire c1 · Dame blanche sur case blanche d1 · Roi blanc sur case noire e1 · Tour blanche sur case blanche h1 | Tour noire sur case blanche a8 · Cavalier noir sur case noire b8 · Fou noir sur case blanche c8 · Dame noire sur case noire d8 · Roi noir sur case blanche e8 · Tour noire sur case noire h8 · Pion noir sur case noire a7 · Pion noir sur case blanche b7 · Pion noir sur case noire g7 · Pion noir sur case blanche h7 · Pion noir sur case blanche c6 · Fou noir sur case noire d6 · Pion noir sur case blanche e6 · Cavalier noir sur case noire f6 · Pion noir sur case blanche d5 · Pion noir sur case blanche f5 · Pion blanc sur case blanche c4 · Pion blanc sur case noire d4 · Cavalier blanc sur case noire c3 · Fou blanc sur case blanche d3 · Pion blanc sur case noire e3 · Pion blanc sur case blanche a2 · Pion blanc sur case noire b2 · Cavalier blanc sur case blanche e2 · Pion blanc sur case noire f2 · Pion blanc sur case blanche g2 · Pion blanc sur case noire h2 · Tour blanche sur case noire a1 · Fou blanc sur case noire c1 · Dame blanche sur case blanche d1 · Roi blanc sur case noire e1 · Tour blanche sur case blanche h1 | Tour noire sur case blanche a8 · Cavalier noir sur case noire b8 · Fou noir sur case blanche c8 · Dame noire sur case noire d8 · Roi noir sur case blanche e8 · Tour noire sur case noire h8 · Pion noir sur case noire a7 · Pion noir sur case blanche b7 · Pion noir sur case noire g7 · Pion noir sur case blanche h7 · Pion noir sur case blanche c6 · Fou noir sur case noire d6 · Pion noir sur case blanche e6 · Cavalier noir sur case noire f6 · Pion noir sur case blanche d5 · Pion noir sur case blanche f5 · Pion blanc sur case blanche c4 · Pion blanc sur case noire d4 · Cavalier blanc sur case noire c3 · Fou blanc sur case blanche d3 · Pion blanc sur case noire e3 · Pion blanc sur case blanche a2 · Pion blanc sur case noire b2 · Cavalier blanc sur case blanche e2 · Pion blanc sur case noire f2 · Pion blanc sur case blanche g2 · Pion blanc sur case noire h2 · Tour blanche sur case noire a1 · Fou blanc sur case noire c1 · Dame blanche sur case blanche d1 · Roi blanc sur case noire e1 · Tour blanche sur case blanche h1 | Tour noire sur case blanche a8 · Cavalier noir sur case noire b8 · Fou noir sur case blanche c8 · Dame noire sur case noire d8 · Roi noir sur case blanche e8 · Tour noire sur case noire h8 · Pion noir sur case noire a7 · Pion noir sur case blanche b7 · Pion noir sur case noire g7 · Pion noir sur case blanche h7 · Pion noir sur case blanche c6 · Fou noir sur case noire d6 · Pion noir sur case blanche e6 · Cavalier noir sur case noire f6 · Pion noir sur case blanche d5 · Pion noir sur case blanche f5 · Pion blanc sur case blanche c4 · Pion blanc sur case noire d4 · Cavalier blanc sur case noire c3 · Fou blanc sur case blanche d3 · Pion blanc sur case noire e3 · Pion blanc sur case blanche a2 · Pion blanc sur case noire b2 · Cavalier blanc sur case blanche e2 · Pion blanc sur case noire f2 · Pion blanc sur case blanche g2 · Pion blanc sur case noire h2 · Tour blanche sur case noire a1 · Fou blanc sur case noire c1 · Dame blanche sur case blanche d1 · Roi blanc sur case noire e1 · Tour blanche sur case blanche h1 | Tour noire sur case blanche a8 · Cavalier noir sur case noire b8 · Fou noir sur case blanche c8 · Dame noire sur case noire d8 · Roi noir sur case blanche e8 · Tour noire sur case noire h8 · Pion noir sur case noire a7 · Pion noir sur case blanche b7 · Pion noir sur case noire g7 · Pion noir sur case blanche h7 · Pion noir sur case blanche c6 · Fou noir sur case noire d6 · Pion noir sur case blanche e6 · Cavalier noir sur case noire f6 · Pion noir sur case blanche d5 · Pion noir sur case blanche f5 · Pion blanc sur case blanche c4 · Pion blanc sur case noire d4 · Cavalier blanc sur case noire c3 · Fou blanc sur case blanche d3 · Pion blanc sur case noire e3 · Pion blanc sur case blanche a2 · Pion blanc sur case noire b2 · Cavalier blanc sur case blanche e2 · Pion blanc sur case noire f2 · Pion blanc sur case blanche g2 · Pion blanc sur case noire h2 · Tour blanche sur case noire a1 · Fou blanc sur case noire c1 · Dame blanche sur case blanche d1 · Roi blanc sur case noire e1 · Tour blanche sur case blanche h1 | Tour noire sur case blanche a8 · Cavalier noir sur case noire b8 · Fou noir sur case blanche c8 · Dame noire sur case noire d8 · Roi noir sur case blanche e8 · Tour noire sur case noire h8 · Pion noir sur case noire a7 · Pion noir sur case blanche b7 · Pion noir sur case noire g7 · Pion noir sur case blanche h7 · Pion noir sur case blanche c6 · Fou noir sur case noire d6 · Pion noir sur case blanche e6 · Cavalier noir sur case noire f6 · Pion noir sur case blanche d5 · Pion noir sur case blanche f5 · Pion blanc sur case blanche c4 · Pion blanc sur case noire d4 · Cavalier blanc sur case noire c3 · Fou blanc sur case blanche d3 · Pion blanc sur case noire e3 · Pion blanc sur case blanche a2 · Pion blanc sur case noire b2 · Cavalier blanc sur case blanche e2 · Pion blanc sur case noire f2 · Pion blanc sur case blanche g2 · Pion blanc sur case noire h2 · Tour blanche sur case noire a1 · Fou blanc sur case noire c1 · Dame blanche sur case blanche d1 · Roi blanc sur case noire e1 · Tour blanche sur case blanche h1 | Tour noire sur case blanche a8 · Cavalier noir sur case noire b8 · Fou noir sur case blanche c8 · Dame noire sur case noire d8 · Roi noir sur case blanche e8 · Tour noire sur case noire h8 · Pion noir sur case noire a7 · Pion noir sur case blanche b7 · Pion noir sur case noire g7 · Pion noir sur case blanche h7 · Pion noir sur case blanche c6 · Fou noir sur case noire d6 · Pion noir sur case blanche e6 · Cavalier noir sur case noire f6 · Pion noir sur case blanche d5 · Pion noir sur case blanche f5 · Pion blanc sur case blanche c4 · Pion blanc sur case noire d4 · Cavalier blanc sur case noire c3 · Fou blanc sur case blanche d3 · Pion blanc sur case noire e3 · Pion blanc sur case blanche a2 · Pion blanc sur case noire b2 · Cavalier blanc sur case blanche e2 · Pion blanc sur case noire f2 · Pion blanc sur case blanche g2 · Pion blanc sur case noire h2 · Tour blanche sur case noire a1 · Fou blanc sur case noire c1 · Dame blanche sur case blanche d1 · Roi blanc sur case noire e1 · Tour blanche sur case blanche h1 | 3 |
| 2 | Tour noire sur case blanche a8 · Cavalier noir sur case noire b8 · Fou noir sur case blanche c8 · Dame noire sur case noire d8 · Roi noir sur case blanche e8 · Tour noire sur case noire h8 · Pion noir sur case noire a7 · Pion noir sur case blanche b7 · Pion noir sur case noire g7 · Pion noir sur case blanche h7 · Pion noir sur case blanche c6 · Fou noir sur case noire d6 · Pion noir sur case blanche e6 · Cavalier noir sur case noire f6 · Pion noir sur case blanche d5 · Pion noir sur case blanche f5 · Pion blanc sur case blanche c4 · Pion blanc sur case noire d4 · Cavalier blanc sur case noire c3 · Fou blanc sur case blanche d3 · Pion blanc sur case noire e3 · Pion blanc sur case blanche a2 · Pion blanc sur case noire b2 · Cavalier blanc sur case blanche e2 · Pion blanc sur case noire f2 · Pion blanc sur case blanche g2 · Pion blanc sur case noire h2 · Tour blanche sur case noire a1 · Fou blanc sur case noire c1 · Dame blanche sur case blanche d1 · Roi blanc sur case noire e1 · Tour blanche sur case blanche h1 | Tour noire sur case blanche a8 · Cavalier noir sur case noire b8 · Fou noir sur case blanche c8 · Dame noire sur case noire d8 · Roi noir sur case blanche e8 · Tour noire sur case noire h8 · Pion noir sur case noire a7 · Pion noir sur case blanche b7 · Pion noir sur case noire g7 · Pion noir sur case blanche h7 · Pion noir sur case blanche c6 · Fou noir sur case noire d6 · Pion noir sur case blanche e6 · Cavalier noir sur case noire f6 · Pion noir sur case blanche d5 · Pion noir sur case blanche f5 · Pion blanc sur case blanche c4 · Pion blanc sur case noire d4 · Cavalier blanc sur case noire c3 · Fou blanc sur case blanche d3 · Pion blanc sur case noire e3 · Pion blanc sur case blanche a2 · Pion blanc sur case noire b2 · Cavalier blanc sur case blanche e2 · Pion blanc sur case noire f2 · Pion blanc sur case blanche g2 · Pion blanc sur case noire h2 · Tour blanche sur case noire a1 · Fou blanc sur case noire c1 · Dame blanche sur case blanche d1 · Roi blanc sur case noire e1 · Tour blanche sur case blanche h1 | Tour noire sur case blanche a8 · Cavalier noir sur case noire b8 · Fou noir sur case blanche c8 · Dame noire sur case noire d8 · Roi noir sur case blanche e8 · Tour noire sur case noire h8 · Pion noir sur case noire a7 · Pion noir sur case blanche b7 · Pion noir sur case noire g7 · Pion noir sur case blanche h7 · Pion noir sur case blanche c6 · Fou noir sur case noire d6 · Pion noir sur case blanche e6 · Cavalier noir sur case noire f6 · Pion noir sur case blanche d5 · Pion noir sur case blanche f5 · Pion blanc sur case blanche c4 · Pion blanc sur case noire d4 · Cavalier blanc sur case noire c3 · Fou blanc sur case blanche d3 · Pion blanc sur case noire e3 · Pion blanc sur case blanche a2 · Pion blanc sur case noire b2 · Cavalier blanc sur case blanche e2 · Pion blanc sur case noire f2 · Pion blanc sur case blanche g2 · Pion blanc sur case noire h2 · Tour blanche sur case noire a1 · Fou blanc sur case noire c1 · Dame blanche sur case blanche d1 · Roi blanc sur case noire e1 · Tour blanche sur case blanche h1 | Tour noire sur case blanche a8 · Cavalier noir sur case noire b8 · Fou noir sur case blanche c8 · Dame noire sur case noire d8 · Roi noir sur case blanche e8 · Tour noire sur case noire h8 · Pion noir sur case noire a7 · Pion noir sur case blanche b7 · Pion noir sur case noire g7 · Pion noir sur case blanche h7 · Pion noir sur case blanche c6 · Fou noir sur case noire d6 · Pion noir sur case blanche e6 · Cavalier noir sur case noire f6 · Pion noir sur case blanche d5 · Pion noir sur case blanche f5 · Pion blanc sur case blanche c4 · Pion blanc sur case noire d4 · Cavalier blanc sur case noire c3 · Fou blanc sur case blanche d3 · Pion blanc sur case noire e3 · Pion blanc sur case blanche a2 · Pion blanc sur case noire b2 · Cavalier blanc sur case blanche e2 · Pion blanc sur case noire f2 · Pion blanc sur case blanche g2 · Pion blanc sur case noire h2 · Tour blanche sur case noire a1 · Fou blanc sur case noire c1 · Dame blanche sur case blanche d1 · Roi blanc sur case noire e1 · Tour blanche sur case blanche h1 | Tour noire sur case blanche a8 · Cavalier noir sur case noire b8 · Fou noir sur case blanche c8 · Dame noire sur case noire d8 · Roi noir sur case blanche e8 · Tour noire sur case noire h8 · Pion noir sur case noire a7 · Pion noir sur case blanche b7 · Pion noir sur case noire g7 · Pion noir sur case blanche h7 · Pion noir sur case blanche c6 · Fou noir sur case noire d6 · Pion noir sur case blanche e6 · Cavalier noir sur case noire f6 · Pion noir sur case blanche d5 · Pion noir sur case blanche f5 · Pion blanc sur case blanche c4 · Pion blanc sur case noire d4 · Cavalier blanc sur case noire c3 · Fou blanc sur case blanche d3 · Pion blanc sur case noire e3 · Pion blanc sur case blanche a2 · Pion blanc sur case noire b2 · Cavalier blanc sur case blanche e2 · Pion blanc sur case noire f2 · Pion blanc sur case blanche g2 · Pion blanc sur case noire h2 · Tour blanche sur case noire a1 · Fou blanc sur case noire c1 · Dame blanche sur case blanche d1 · Roi blanc sur case noire e1 · Tour blanche sur case blanche h1 | Tour noire sur case blanche a8 · Cavalier noir sur case noire b8 · Fou noir sur case blanche c8 · Dame noire sur case noire d8 · Roi noir sur case blanche e8 · Tour noire sur case noire h8 · Pion noir sur case noire a7 · Pion noir sur case blanche b7 · Pion noir sur case noire g7 · Pion noir sur case blanche h7 · Pion noir sur case blanche c6 · Fou noir sur case noire d6 · Pion noir sur case blanche e6 · Cavalier noir sur case noire f6 · Pion noir sur case blanche d5 · Pion noir sur case blanche f5 · Pion blanc sur case blanche c4 · Pion blanc sur case noire d4 · Cavalier blanc sur case noire c3 · Fou blanc sur case blanche d3 · Pion blanc sur case noire e3 · Pion blanc sur case blanche a2 · Pion blanc sur case noire b2 · Cavalier blanc sur case blanche e2 · Pion blanc sur case noire f2 · Pion blanc sur case blanche g2 · Pion blanc sur case noire h2 · Tour blanche sur case noire a1 · Fou blanc sur case noire c1 · Dame blanche sur case blanche d1 · Roi blanc sur case noire e1 · Tour blanche sur case blanche h1 | Tour noire sur case blanche a8 · Cavalier noir sur case noire b8 · Fou noir sur case blanche c8 · Dame noire sur case noire d8 · Roi noir sur case blanche e8 · Tour noire sur case noire h8 · Pion noir sur case noire a7 · Pion noir sur case blanche b7 · Pion noir sur case noire g7 · Pion noir sur case blanche h7 · Pion noir sur case blanche c6 · Fou noir sur case noire d6 · Pion noir sur case blanche e6 · Cavalier noir sur case noire f6 · Pion noir sur case blanche d5 · Pion noir sur case blanche f5 · Pion blanc sur case blanche c4 · Pion blanc sur case noire d4 · Cavalier blanc sur case noire c3 · Fou blanc sur case blanche d3 · Pion blanc sur case noire e3 · Pion blanc sur case blanche a2 · Pion blanc sur case noire b2 · Cavalier blanc sur case blanche e2 · Pion blanc sur case noire f2 · Pion blanc sur case blanche g2 · Pion blanc sur case noire h2 · Tour blanche sur case noire a1 · Fou blanc sur case noire c1 · Dame blanche sur case blanche d1 · Roi blanc sur case noire e1 · Tour blanche sur case blanche h1 | Tour noire sur case blanche a8 · Cavalier noir sur case noire b8 · Fou noir sur case blanche c8 · Dame noire sur case noire d8 · Roi noir sur case blanche e8 · Tour noire sur case noire h8 · Pion noir sur case noire a7 · Pion noir sur case blanche b7 · Pion noir sur case noire g7 · Pion noir sur case blanche h7 · Pion noir sur case blanche c6 · Fou noir sur case noire d6 · Pion noir sur case blanche e6 · Cavalier noir sur case noire f6 · Pion noir sur case blanche d5 · Pion noir sur case blanche f5 · Pion blanc sur case blanche c4 · Pion blanc sur case noire d4 · Cavalier blanc sur case noire c3 · Fou blanc sur case blanche d3 · Pion blanc sur case noire e3 · Pion blanc sur case blanche a2 · Pion blanc sur case noire b2 · Cavalier blanc sur case blanche e2 · Pion blanc sur case noire f2 · Pion blanc sur case blanche g2 · Pion blanc sur case noire h2 · Tour blanche sur case noire a1 · Fou blanc sur case noire c1 · Dame blanche sur case blanche d1 · Roi blanc sur case noire e1 · Tour blanche sur case blanche h1 | 2 |
| 1 | Tour noire sur case blanche a8 · Cavalier noir sur case noire b8 · Fou noir sur case blanche c8 · Dame noire sur case noire d8 · Roi noir sur case blanche e8 · Tour noire sur case noire h8 · Pion noir sur case noire a7 · Pion noir sur case blanche b7 · Pion noir sur case noire g7 · Pion noir sur case blanche h7 · Pion noir sur case blanche c6 · Fou noir sur case noire d6 · Pion noir sur case blanche e6 · Cavalier noir sur case noire f6 · Pion noir sur case blanche d5 · Pion noir sur case blanche f5 · Pion blanc sur case blanche c4 · Pion blanc sur case noire d4 · Cavalier blanc sur case noire c3 · Fou blanc sur case blanche d3 · Pion blanc sur case noire e3 · Pion blanc sur case blanche a2 · Pion blanc sur case noire b2 · Cavalier blanc sur case blanche e2 · Pion blanc sur case noire f2 · Pion blanc sur case blanche g2 · Pion blanc sur case noire h2 · Tour blanche sur case noire a1 · Fou blanc sur case noire c1 · Dame blanche sur case blanche d1 · Roi blanc sur case noire e1 · Tour blanche sur case blanche h1 | Tour noire sur case blanche a8 · Cavalier noir sur case noire b8 · Fou noir sur case blanche c8 · Dame noire sur case noire d8 · Roi noir sur case blanche e8 · Tour noire sur case noire h8 · Pion noir sur case noire a7 · Pion noir sur case blanche b7 · Pion noir sur case noire g7 · Pion noir sur case blanche h7 · Pion noir sur case blanche c6 · Fou noir sur case noire d6 · Pion noir sur case blanche e6 · Cavalier noir sur case noire f6 · Pion noir sur case blanche d5 · Pion noir sur case blanche f5 · Pion blanc sur case blanche c4 · Pion blanc sur case noire d4 · Cavalier blanc sur case noire c3 · Fou blanc sur case blanche d3 · Pion blanc sur case noire e3 · Pion blanc sur case blanche a2 · Pion blanc sur case noire b2 · Cavalier blanc sur case blanche e2 · Pion blanc sur case noire f2 · Pion blanc sur case blanche g2 · Pion blanc sur case noire h2 · Tour blanche sur case noire a1 · Fou blanc sur case noire c1 · Dame blanche sur case blanche d1 · Roi blanc sur case noire e1 · Tour blanche sur case blanche h1 | Tour noire sur case blanche a8 · Cavalier noir sur case noire b8 · Fou noir sur case blanche c8 · Dame noire sur case noire d8 · Roi noir sur case blanche e8 · Tour noire sur case noire h8 · Pion noir sur case noire a7 · Pion noir sur case blanche b7 · Pion noir sur case noire g7 · Pion noir sur case blanche h7 · Pion noir sur case blanche c6 · Fou noir sur case noire d6 · Pion noir sur case blanche e6 · Cavalier noir sur case noire f6 · Pion noir sur case blanche d5 · Pion noir sur case blanche f5 · Pion blanc sur case blanche c4 · Pion blanc sur case noire d4 · Cavalier blanc sur case noire c3 · Fou blanc sur case blanche d3 · Pion blanc sur case noire e3 · Pion blanc sur case blanche a2 · Pion blanc sur case noire b2 · Cavalier blanc sur case blanche e2 · Pion blanc sur case noire f2 · Pion blanc sur case blanche g2 · Pion blanc sur case noire h2 · Tour blanche sur case noire a1 · Fou blanc sur case noire c1 · Dame blanche sur case blanche d1 · Roi blanc sur case noire e1 · Tour blanche sur case blanche h1 | Tour noire sur case blanche a8 · Cavalier noir sur case noire b8 · Fou noir sur case blanche c8 · Dame noire sur case noire d8 · Roi noir sur case blanche e8 · Tour noire sur case noire h8 · Pion noir sur case noire a7 · Pion noir sur case blanche b7 · Pion noir sur case noire g7 · Pion noir sur case blanche h7 · Pion noir sur case blanche c6 · Fou noir sur case noire d6 · Pion noir sur case blanche e6 · Cavalier noir sur case noire f6 · Pion noir sur case blanche d5 · Pion noir sur case blanche f5 · Pion blanc sur case blanche c4 · Pion blanc sur case noire d4 · Cavalier blanc sur case noire c3 · Fou blanc sur case blanche d3 · Pion blanc sur case noire e3 · Pion blanc sur case blanche a2 · Pion blanc sur case noire b2 · Cavalier blanc sur case blanche e2 · Pion blanc sur case noire f2 · Pion blanc sur case blanche g2 · Pion blanc sur case noire h2 · Tour blanche sur case noire a1 · Fou blanc sur case noire c1 · Dame blanche sur case blanche d1 · Roi blanc sur case noire e1 · Tour blanche sur case blanche h1 | Tour noire sur case blanche a8 · Cavalier noir sur case noire b8 · Fou noir sur case blanche c8 · Dame noire sur case noire d8 · Roi noir sur case blanche e8 · Tour noire sur case noire h8 · Pion noir sur case noire a7 · Pion noir sur case blanche b7 · Pion noir sur case noire g7 · Pion noir sur case blanche h7 · Pion noir sur case blanche c6 · Fou noir sur case noire d6 · Pion noir sur case blanche e6 · Cavalier noir sur case noire f6 · Pion noir sur case blanche d5 · Pion noir sur case blanche f5 · Pion blanc sur case blanche c4 · Pion blanc sur case noire d4 · Cavalier blanc sur case noire c3 · Fou blanc sur case blanche d3 · Pion blanc sur case noire e3 · Pion blanc sur case blanche a2 · Pion blanc sur case noire b2 · Cavalier blanc sur case blanche e2 · Pion blanc sur case noire f2 · Pion blanc sur case blanche g2 · Pion blanc sur case noire h2 · Tour blanche sur case noire a1 · Fou blanc sur case noire c1 · Dame blanche sur case blanche d1 · Roi blanc sur case noire e1 · Tour blanche sur case blanche h1 | Tour noire sur case blanche a8 · Cavalier noir sur case noire b8 · Fou noir sur case blanche c8 · Dame noire sur case noire d8 · Roi noir sur case blanche e8 · Tour noire sur case noire h8 · Pion noir sur case noire a7 · Pion noir sur case blanche b7 · Pion noir sur case noire g7 · Pion noir sur case blanche h7 · Pion noir sur case blanche c6 · Fou noir sur case noire d6 · Pion noir sur case blanche e6 · Cavalier noir sur case noire f6 · Pion noir sur case blanche d5 · Pion noir sur case blanche f5 · Pion blanc sur case blanche c4 · Pion blanc sur case noire d4 · Cavalier blanc sur case noire c3 · Fou blanc sur case blanche d3 · Pion blanc sur case noire e3 · Pion blanc sur case blanche a2 · Pion blanc sur case noire b2 · Cavalier blanc sur case blanche e2 · Pion blanc sur case noire f2 · Pion blanc sur case blanche g2 · Pion blanc sur case noire h2 · Tour blanche sur case noire a1 · Fou blanc sur case noire c1 · Dame blanche sur case blanche d1 · Roi blanc sur case noire e1 · Tour blanche sur case blanche h1 | Tour noire sur case blanche a8 · Cavalier noir sur case noire b8 · Fou noir sur case blanche c8 · Dame noire sur case noire d8 · Roi noir sur case blanche e8 · Tour noire sur case noire h8 · Pion noir sur case noire a7 · Pion noir sur case blanche b7 · Pion noir sur case noire g7 · Pion noir sur case blanche h7 · Pion noir sur case blanche c6 · Fou noir sur case noire d6 · Pion noir sur case blanche e6 · Cavalier noir sur case noire f6 · Pion noir sur case blanche d5 · Pion noir sur case blanche f5 · Pion blanc sur case blanche c4 · Pion blanc sur case noire d4 · Cavalier blanc sur case noire c3 · Fou blanc sur case blanche d3 · Pion blanc sur case noire e3 · Pion blanc sur case blanche a2 · Pion blanc sur case noire b2 · Cavalier blanc sur case blanche e2 · Pion blanc sur case noire f2 · Pion blanc sur case blanche g2 · Pion blanc sur case noire h2 · Tour blanche sur case noire a1 · Fou blanc sur case noire c1 · Dame blanche sur case blanche d1 · Roi blanc sur case noire e1 · Tour blanche sur case blanche h1 | Tour noire sur case blanche a8 · Cavalier noir sur case noire b8 · Fou noir sur case blanche c8 · Dame noire sur case noire d8 · Roi noir sur case blanche e8 · Tour noire sur case noire h8 · Pion noir sur case noire a7 · Pion noir sur case blanche b7 · Pion noir sur case noire g7 · Pion noir sur case blanche h7 · Pion noir sur case blanche c6 · Fou noir sur case noire d6 · Pion noir sur case blanche e6 · Cavalier noir sur case noire f6 · Pion noir sur case blanche d5 · Pion noir sur case blanche f5 · Pion blanc sur case blanche c4 · Pion blanc sur case noire d4 · Cavalier blanc sur case noire c3 · Fou blanc sur case blanche d3 · Pion blanc sur case noire e3 · Pion blanc sur case blanche a2 · Pion blanc sur case noire b2 · Cavalier blanc sur case blanche e2 · Pion blanc sur case noire f2 · Pion blanc sur case blanche g2 · Pion blanc sur case noire h2 · Tour blanche sur case noire a1 · Fou blanc sur case noire c1 · Dame blanche sur case blanche d1 · Roi blanc sur case noire e1 · Tour blanche sur case blanche h1 | 1 |
|   | a | b | c | d | e | f | g | h |   |

Le coup 2. c4 est typiquement suivi de 2...Cf6 3. Cc3 d5 4. e3 e6 5. Fd3 c6 6. Cge2 Fd6. Bien que cet ordre de coups pour entrer dans la variante Stonewall de la défense hollandaise est très possible, ce n'est pas aussi favorable pour les noirs en termes de résultats selon ce que donnent les bases de données. À la place, la variante de Leningrad de la défense hollandaise (2... g6 puis ...Fg7) vaut mieux pour les noirs contre c4 et Ce2.

## Système classique (2. g3 Cf6 suivi de ...d6 ou ...e6)
Après 1. d4 f5 2. g3 Cf6 3. Fg2 e6 4. c4 Fe7 5. Cf3 d6 6. O-O O-O est une variante qui porte le nom d'Iline-Jenevski. Cela fait partie du système classique de la défense hollandaise (...d6 à la place du ...d5 du système Stonewall).
Il existe également les variantes suivantes :
- 1. d4 f5 2. g3 Cf6 3. Fg2 e6 4. c4 Fb4+
- 1. d4 f5 2. g3 Cf6 3. Fg2 e6 4. c4 Fe7 5. 0-0 0-0 6. Ch3 (dans l'idée de jouer rapidement e4) avec ...d6.

## Variante Hort-Antochine
...d6 est aussi joué dans une variante (où ...c6 est joué à la place de ...e6) qui est appelée Hort – Antochine : 1. d4 f5 2. g3 Cf6 3. Fg2 d6 4. c4 c6 5. Cc3 Dc7, où les noirs préparent ...e5 .

## Variantes alternatives
Après 1. d4 f5, on trouve parfois:
- 2. e4: gambit Staunton
- 2. Cc3 avec l'idée 3. f3 ou 3. Fg5
- 2. Fg5 : attaque Hopton[2]
- 2. h3 avec l'idée 3. g4 : attaque Kortchnoï

## Exemples de parties
- Garry Kasparov-Tigran Petrossian, Nikšić, 1983[3]

1. d4 f5 2. g3 e6 3. Fg2 Cf6 4. Cf3 Fe7 5. 0-0 0-0 6. c4 d5 C'est la défense Stonewall 7. b3 c6 8. Dc2 Fd7 9. Fb2 Fe8 10. Ce5 Cbd7 11. Cd3 Fh5 12. Cc3 Fd6 13. f3 Fg6! 14. e3 Tc8 15. De2 Te8 16. Df2 a6 17. Tac1 De7 18. Tfe1 Df8 19. Tcd1 dc 20. bc c5 21. Ff1 Ff7! 22. Ca4 cd 23. ed b5 24. cb ab 25. Cac5! b4!? 26. Tc1 De7 27. Fh3 Dd8! 28. Cxb4 Da5 29. Cc6 Dxa2 30. Cxd7 Cxd7 31. d5! Dxd5 32. Ted1 Fc5 33. Txd5 Fxf2+ 34. Rxf2 ed 35. Fxf5 Cb6 36. Fxc8 Cxc8 37. Fa3 h6 38. Tb1 Te6 39. Cd4 Ta6 40. Fc5 Cd6 41. Tb8+ Rh7 42. g4 Ta4! 43. Re3 Cc4+ 44. Rf4 g5+? 45. Rg3 Ta2 46. Tb7 Rg6? 47. Cf5 Ta6 48. h4! gh 49. Cxh4+ Rg7 50. Cf5+ Rg6 51. Fd4 1-0 (51...Cd6 52. Cxd6 Txd6 53. f4).
- Grigory Goldberg (ru)-Iline-Jenevski, Leningrad, 1932[4],[5]

1. d4 f5 2. g3 Cf6 3. Fg2 e6 4. Cf3 Fe7 5. 0-0 0-0 6. c4 d6 C'est la ligne classique, aussi appelée variante Iline-Jenevski 7. b3 De8 8. Cbd2 Cc6 9. Fb2 Fd8 10. Dc2 e5 11. de de 12. e4 fe 13. Cxe4 Dh5 14. Cxf6+ Fxf6 15. Cd2 Fh3 16. Ce4 Tad8 17. f4? Cd4 18. Df2? ef! 19. Cxf6+ Txf6 20. Fd5+ Txd5! 21. cd fg 22. Dxd4 De2! 0-1.
- La partie suivante est donnée[6] par Iossif Dorfman comme un exemple de sa méthode exposée dans les livres : La méthode aux échecs et Moment critique. Cette méthode Dorfman est basée sur une échelle dégressive de critères :

1. la position du Roi
2. le rapport matériel des forces
3. qui a une meilleure position après l'échange des Dames
4. la structure de pions.

Iossif Dorfman-Christian Bauer, Championnat de France 2003, Aix-les-Bains
1. d4 f5 2. g3 Cf6 3. Fg2 g6 4. Cf3 Fg7 C'est la variante de Leningrad, estimée plus combative que la défense Stonewall, laquelle est réputée aboutir à de nombreuses parties nulles 5. 0-0 0-0 6. c4 d6 7. Cc3 De8 8. d5 a5 9. e4 fxe4 10. Cg5 Fg4 11. De1 Ca6 12. Ccxe4 Cb4 13. h3 Ff5 14. De2 c6 15. g4 Fd7 16. Cc3 h6 17. dxc6 bxc6 18. Ce6 Fxe6 19. Dxe6+ Rh7 20. De2 Tb8 21. Fe3 Ca6 22. Tac1 Cc7 23. b3 c5 24. f4 e6 25. Dd3 De7 26. Ca4 Ca6 27. Dd2 Cb4 28. Tfe1 Dc7 29. Ff2 Tfe8 30. Ff3? (Cc3!) Cc6 31. Dd3 Cd4 ½-½.
- La partie qui suit expose la réponse d'un joueur de classe mondiale au système de Londres :

Raul Rebane (en)-Viktor Kortchnoï
1. d4 e6 Ce coup avant ...f5 évite le gambit Staunton 2. Cf3 f5 3. Ff4 Cf6 4. c3 d6 5. h3 Cc6 6. e3 De7 7. Fe2 e5 8. Fh2 g6 9. a4 Fg7 10. 0-0 0-0 11. Ca3 e4 12. Cd2 g5 13. b4 Rh8 14. b5 Cd8 15. c4 Ce6 16. Dc2 f4 17. Cxe4 Cxd4 18. exd4 Dxe4 19. Dd2 Dg6 20. Ff3 Ce4 21. Dd1 Ff5 22. Tc1 Df6 23. Te1 Tae8 24. Fxe4 Fxe4 25. f3 Dxd4+ 26. Rh1 Dxd1 27. Tcxd1 Fg6 28. Fg1 Fc3 29. Txe8 Txe8 30. Cb1 Fb4 31. Fd4+ Rg8 32. Cc3 c6 33. bxc6 bxc6 34. Ca2 Te1+ 35. Txe1 Fxe1 36. Cc1 Fc2 37. Fxa7 Fxa4 38. Fb8 d5 39. Cd3 Fc3 40. cxd5 cxd5 41. h4 Fb5 42. Cf2 h6 43. hxg5 hxg5 44. g3 fxg3 45. Fxg3 Fd2 46. Rg2 d4 47. Ce4 Fc1 48. Fe5 d3 49. Ff6 d2 50. Fxg5 0-1.